# القرن 21
القرن 21 - الحادي والعشرون هو القرن الحالي من عصر بعد الميلاد أو حقبة عامة، وفقا للتقويم الميلادي. بدأت في 1 يناير 2001 وستنتهي في 31 ديسمبر 2100. والقرن الحادي والعشرون هو القرن الأول من الألفية الثالثة.
تميزت بدايتها بظهور الاقتصاد العالمي والنزعة الاستهلاكية في العالم الثالث، مما أدى إلى تعميق القلق العالمي بشأن الإرهاب وزيادة المشاريع الخاصة. استمرت تأثيرات الاحتباس الحراري وارتفاع مستوى سطح البحر مع اختفاء ثماني جزر بين عامي 2007 و 2014. في السياسة، أدى الربيع العربي في أوائل عقد 2010 إلى نتائج مختلطة في العالم العربي، وانتج إلى العديد من الحروب الأهلية والإطاحة بالحكومات. ظلت الولايات المتحدة القوة العظمى العالمية، بينما تعتبر الصين الآن قوة عظمى عالمية ناشئة. في عام 2017، عاش حوالي نصف (49.3٪) سكان العالم في «شكل من أشكال الديمقراطية»، على الرغم من أن 4.5٪ فقط يعيشون في «ديمقراطيات كاملة».
توسع الاتحاد الأوروبي بشكل كبير في القرن الحادي والعشرين بإضافة 13 دولة عضو. قدمت معظم الدول الأعضاء في الاتحاد الأوروبي عملة مشتركة، اليورو، وانسحبت المملكة المتحدة من الاتحاد الأوروبي. في عام 2020، انتشر وباء كوفيد -19 حول العالم، مما تسبب في اضطراب اقتصادي عالمي حاد، بما في ذلك أكبر ركود عالمي منذ الكساد الكبير.
استمرت الثورة الصناعية الثالثة التي بدأت في الخمسينيات من القرن الماضي حتى أواخر القرن العشرين، وبدأت في التحول إلى الثورة الصناعية الرابعة في بداية القرن الحادي والعشرين.  
مع انتشار الأجهزة المحمولة، حصل أكثر من نصف سكان العالم على إمكانية الوصول إلى الإنترنت (تقدير 2018).). بعد نجاح مشروع الجينوم البشري، أصبحت خدمات تسلسل الحمض النووي متاحة وبأسعار معقولة.

## المجتمع

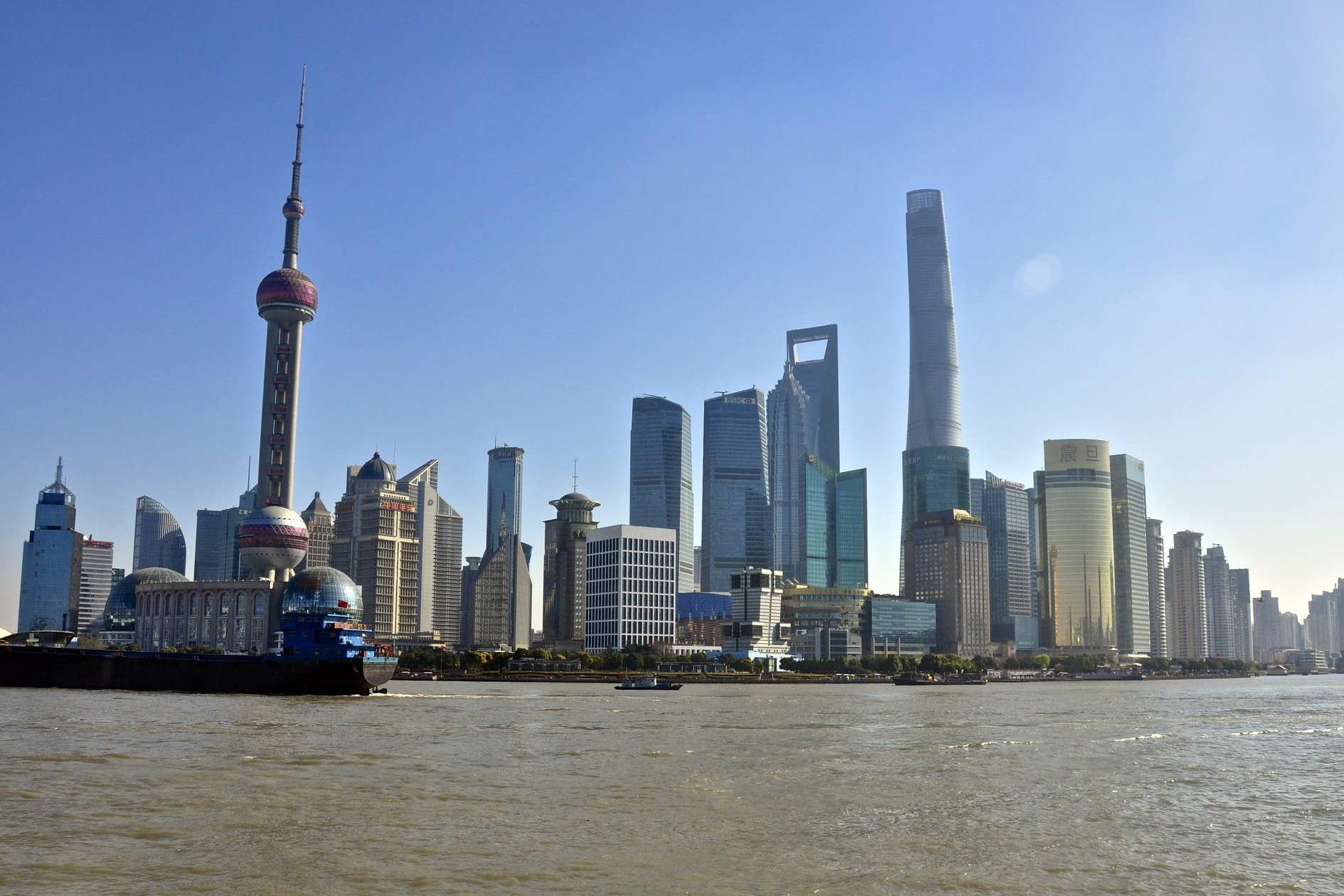
أصبحت شنغهاي رمزا للازدهار الاقتصادي الأخير للصين.

إن التقدم في التكنولوجيا مثل الموجات فوق الصوتية والاختبار الجيني قبل الولادة والهندسة الوراثية يغير التركيبة السكانية ولديه القدرة على تغيير التركيب الجيني للسكان البشريين. بسبب الإجهاض الانتقائي بسبب جنس الجنين، وُلد عدد أقل من الفتيات في القرن الحادي والعشرين (ومنذ أوائل الثمانينيات) مقارنة بالقرون الماضية، ويرجع ذلك في الغالب إلى تفضيل الأبناء في شرق وجنوب آسيا. في عام 2014، كان 47 بالمائة فقط من المواليد في الهند من الفتيات. وقد أدى ذلك إلى زيادة نسبة البكالوريوس في دول مثل الصين والهند. وُلد أول طفل معدل وراثيًا في نوفمبر 2018 في الصين، ليبدأ حقبة بيولوجية جديدة للجنس البشري ويثير جدلًا كبيرًا.
ارتفعت معدلات القلق  والاكتئاب  في الولايات المتحدة وأجزاء أخرى كثيرة من العالم. ومع ذلك، فقد انخفضت معدلات الانتحار في أوروبا ومعظم أنحاء العالم حتى الآن هذا القرن، حيث انخفضت بنسبة 29٪ عالميًا بين عامي 2000 و 2018، على الرغم من ارتفاعها بنسبة 18٪ في الولايات المتحدة في نفس الفترة. كان الانخفاض في معدلات الانتحار ملحوظًا بين النساء الصينيات والهنود وكبار السن والرجال الروس في منتصف العمر.

### المعرفة والمعلومات
تقدر جميع الأعمال المكتوبة للبشرية، من بداية التاريخ المسجل حتى عام 2003، بجميع اللغات المعروفة، بخمس إكسابايت من البيانات. منذ عام 2003، مع بداية الوسائط الاجتماعية و «المحتوى الذي ينشئه المستخدم»، يتم إنشاء نفس القدر من البيانات كل يومين. يستمر تقدم المجموع الكلي للمعرفة والمعلومات البشرية في النمو بمعدل أسي.
كانت الاتصالات السلكية واللاسلكية في أوائل القرن الحادي والعشرين أكثر تقدمًا وعالمية مما كانت عليه في أواخر القرن العشرين. فقط نسبة قليلة من سكان العالم كانوا من مستخدمي الإنترنت وأصحاب الهواتف المحمولة في أواخر التسعينيات. اعتبارًا من عام 2018، 55٪ من سكان العالم متصلون بالإنترنت، واعتبارًا من عام 2019، يمتلك ما يقدر بـ 67٪ هاتفًا خلويًا  في العقد الأول من القرن الحادي والعشرين، أصبح الذكاء الاصطناعي، غالبًا في شكل التعلم العميق والتعلم الآلي، أكثر انتشارًا، ويستخدم بشكل بارز في Gmail ومحرك بحث Google ، وكذلك في البنوك والجيش وغيرها من المجالات. في عام 2017، كان 14٪ من سكان العالم لا يزالون يفتقرون إلى الكهرباء.

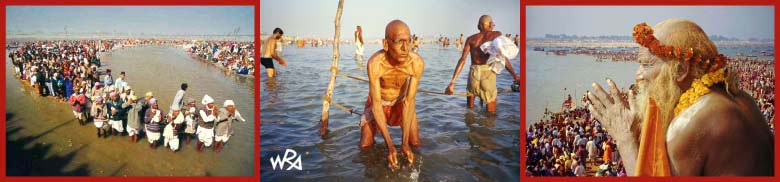
يعتبر براياج كومبه ميلا في الهند أكبر احتفال ديني في العالم.

في عام 2001، أصبح دنيس تيتو أول سائح فضاء، وبدأ عصر رحلات الفضاء التجارية. يعمل رواد الأعمال مثل إيلون موسك وريتشارد برانسون على استكشاف الفضاء التجاري والاستعمار والسياحة، وقد قطعت الصين والهند خطوات كبيرة في برامجها الفضائية. في 3 يناير 2019، هبطت الصين مركبة فضائية آلية على الجانب البعيد من القمر، وهي أول من يفعل ذلك.

### الثقافة والسياسة
انخفضت الحرب ومعظم أنواع الجريمة والعنف بشكل كبير مقارنة بالقرن العشرين. لم يتم توثيق مثل هذه الفترة من «السلام النسبي» بين القوى الكبرى في تاريخ البشرية منذ الإمبراطورية الرومانية.  لا يزال سوء التغذية والفقر منتشرين على نطاق العالم، لكن قلة من الناس يعيشون في أشد أشكال الفقر المدقع، مقارنة بالتاريخ المسجل. في عام 1990، كان حوالي واحد من كل أربعة أشخاص يعانون من سوء التغذية، وكان ما يقرب من 36٪ من سكان العالم يعيشون في فقر مدقع؛ بحلول عام 2015، انخفضت هذه الأرقام إلى حوالي واحد من كل ثمانية و 10٪ على التوالي.
لفتت فضيحة بيانات فيسبوك-كامبريدج أناليتيكا الانتباه الدولي إلى الآثار السلبية المحتملة لوسائل التواصل الاجتماعي في التأثير على آراء المواطنين، لا سيما فيما يتعلق بالانتخابات الرئاسية الأمريكية لعام 2016.

### السكان والتحضر

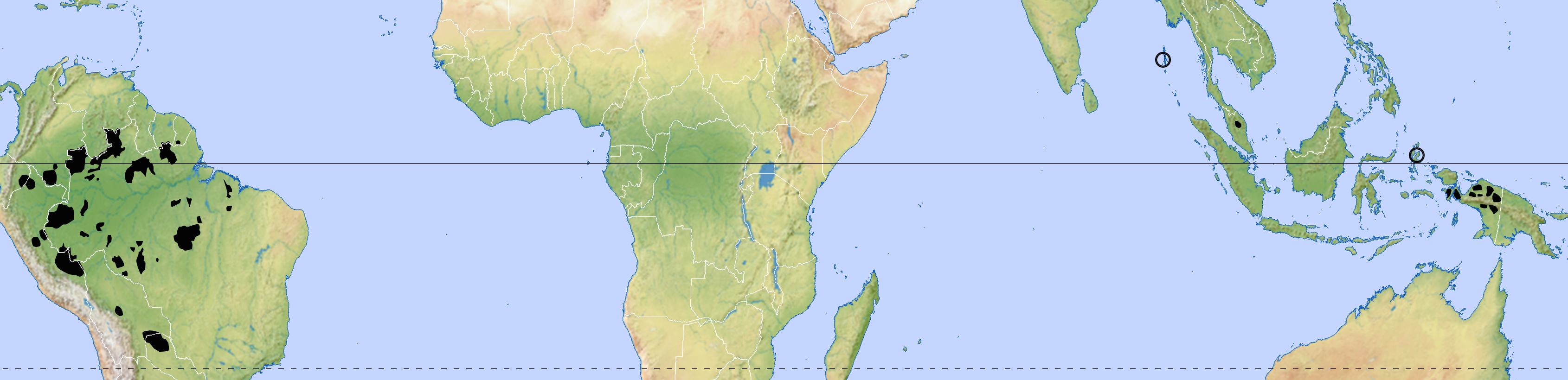
خريطة القبائل المنفصلة حول بداية القرن الحادي والعشرين

كان عدد سكان العالم حوالي 6.1 مليار في بداية القرن الحادي والعشرين، ووصل إلى 7.7 مليار بحلول يناير 2019. وتشير التقديرات إلى أن تصل إلى حوالي 8.6 مليار بحلول عام 2030،  و 9.8 مليار بحلول عام 2050. وفقًا لآفاق التحضر في العالم الصادرة عن الأمم المتحدة، من المتوقع أن يعيش 60٪ من سكان العالم في مدن كبيرة وضخمة بحلول عام 2030، و 70٪ بحلول عام 2050، و 90٪ بحلول عام 2080. بحلول عام 2040، من المتوقع أن يتم استثمار أكثر من 5 أضعاف الناتج المحلي الإجمالي العالمي الحالي في البنية التحتية الحضرية.
ارتفع متوسط العمر المتوقع مع استمرار انخفاض معدل وفيات الأطفال. على سبيل المثال، يمكن للطفل المولود في عام 2016 أن يتوقع في المتوسط (عالميًا) أن يعيش 72 عامًا - 26 عامًا أطول من المتوسط العالمي لشخص ولد في عام 1950. من المتوقع أن يعيش عشرة ملايين بريطاني (16٪ من سكان المملكة المتحدة) حتى سن 100 أو أكثر.
لا يزال تغير المناخ مصدر قلق خطير؛ على سبيل المثال رئيس الأمم المتحدة أنطونيو غوتيريش، وصفها بأنها «تهديد وجودي» للبشرية. علاوة على ذلك، يستمر حدث انقراض الهولوسين، وهو سادس أهم حدث انقراض في تاريخ الأرض، مع التدهور الواسع النطاق للموائل شديدة التنوع البيولوجي كنتيجة ثانوية للنشاط البشري.

### الاقتصاد والتعليم والتقاعد
اقتصاديا وسياسيا، كانت الولايات المتحدة وأوروبا الغربية مهيمنتين في بداية القرن. بحلول عام 2010، أصبحت الصين قوة عظمى عالمية ناشئة، وبحسب بعض المقاييس، أصبحت أكبر اقتصاد في العالم. من حيث تعادل القوة الشرائية، أصبح اقتصاد الهند أكبر من اقتصاد اليابان في عام 2011 تقريبًا.
هناك تأثير مستمر للبطالة التكنولوجية بسبب الأتمتة والحوسبة. من المتوقع أن يتصاعد معدل اختفاء الوظائف - بسبب استبدال الآلات بها. الأتمتة تغير عدد الوظائف ومتطلبات المهارات في الصناعات. اعتبارًا من عام 2019، تضاعف إنتاج قطاعات التصنيع في دول العالم الأولى مقارنة بإنتاج عام 1984؛ ولكن يتم إنتاجه الآن بعدد أقل من العمال بمقدار الثلث وبتكاليف تشغيل منخفضة بشكل كبير. نصف الوظائف التي تتطلب متطلبات أقل من درجة البكالوريوس قيد الاستبدال حاليًا بأتمتة جزئية أو كاملة.
توقع المنتدى الاقتصادي العالمي أن 65٪ من الأطفال الملتحقين بالمدارس الابتدائية سينتهي بهم الأمر في وظائف أو وظائف لم تكن موجودة في الوقت الحالي.
تمت المطالبة برفع سن التقاعد في ضوء زيادة متوسط العمر المتوقع وتم تطبيقه في العديد من الولايات القضائية.

### تنوع اللغويات
اعتبارًا من عام 2009، قامت إثنولوج بفهرسة 6909 لغة بشرية حية. سيتفاوت العدد الدقيق للغات الحية المعروفة من 5000 إلى 10000، اعتمادًا بشكل عام على دقة تعريف المرء «للغة»، وبشكل خاص على كيفية تصنيف اللهجات.

### الديانات
تتميز المسيحية في القرن الحادي والعشرين بالسعي وراء وحدة الكنيسة والمقاومة المستمرة للاضطهاد والعلمنة.

## الأحداث

### عقد 2000

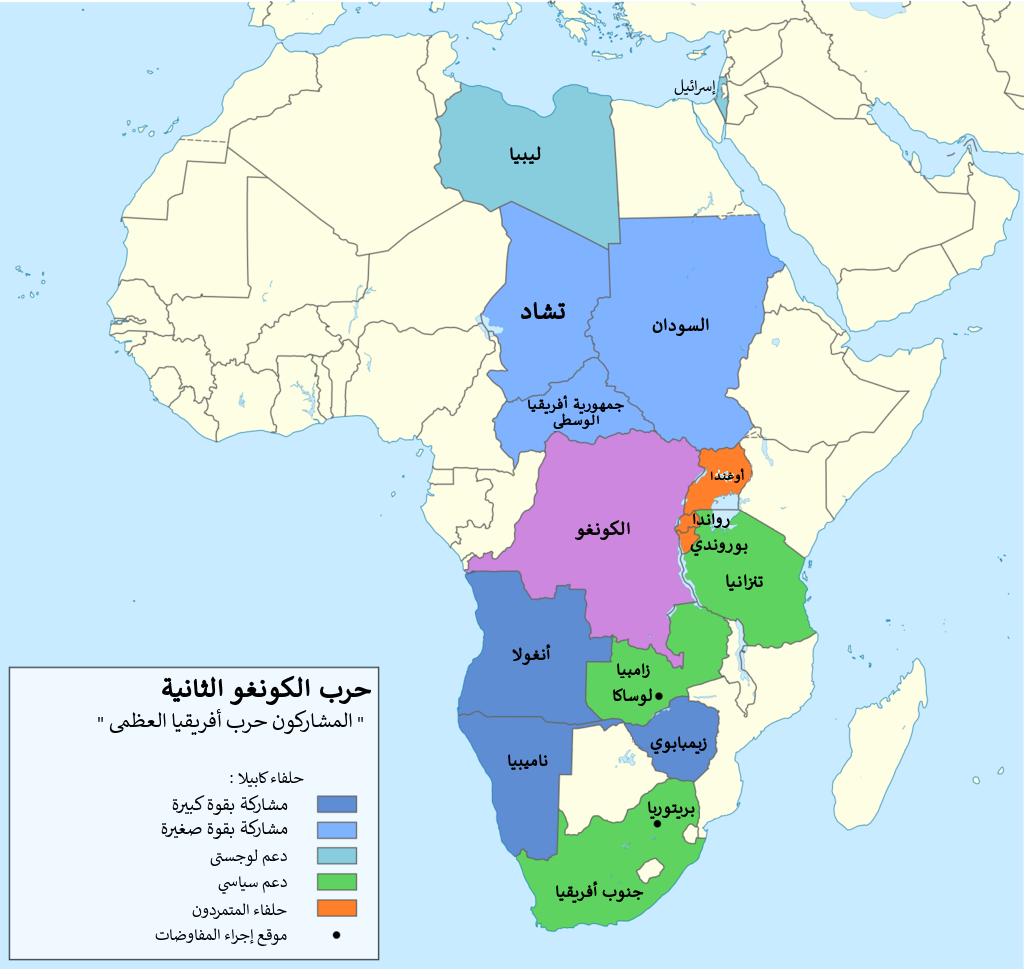
المتحاربون في حرب الكونغو الثانية

- 1998-2003 - استمرت حرب الكونغو الثانية في أوائل القرن الحادي والعشرين. وسرعان ما انهار وقف إطلاق النار في 1999 ولم تتمكن بعثة الأمم المتحدة لحفظ السلام (مونوك) من السيطرة على القتال. واصلت القوات من رواندا وأوغندا دعم الجماعات المتمردة ضد جمهورية الكونغو الديمقراطية، كما نمت الخلافات بين رواندا وأوغندا حيث اتهم كل منهما الآخر بدعم الجماعات المتمردة المتنافسة أيضًا. اغتيل لوران كابيلا، رئيس جمهورية الكونغو الديمقراطية في يناير 2001 وتولى ابنه جوزيف كابيلا السلطة. وطوال عام 2002 اتخذت خطوات نحو السلام وسحبت كل من رواندا وأوغندا قواتهما من البلاد. في 17 ديسمبر 2002، أنهت معاهدة ضخمة الحرب رسميًا. ومع ذلك، فإن جمهورية الكونغو الديمقراطية لا تتمتع بالسلطة إلا في أقل من نصف البلاد، مع استمرار سيطرة الجماعات المتمردة على معظم الأجزاء الشرقية والشمالية، حيث لا يزال هناك قتال داخلي كبير. بالإضافة إلى ذلك، لا تزال رواندا تدعم المتمردين المناهضين لجمهورية الكونغو الديمقراطية ويواصل المتمردون المناهضون للرواندا العمل انطلاقا من جمهورية الكونغو الديمقراطية. قتلت الحرب ما يقدر بـ 3.9 مليون شخص، وشردت ما يقرب من 5.5 مليون، وأدت إلى مجاعة واسعة النطاق ومستمرة لا تزال تؤدي إلى الوفيات. استمر ورود أنباء عن انتهاكات خطيرة لحقوق الإنسان.
- 2001 - فاز قطب الإعلام المحافظ سيلفيو برلسكوني في الانتخابات العامة في إيطاليا وأصبح رئيس وزراء البلاد. سيطر برلسكوني على الحياة السياسية الإيطالية طوال العقد.
- 2001 - وقعت المجزرة الملكية النيبالية في 1 يونيو 2001، في منزل على أراضي قصر نارايانهيتي الملكي، مقر الملكية النيبالية. قُتل عشرة أفراد من العائلة خلال حفل أو عشاء لم شمل العائلة في المنزل. وكان من بين القتلى ملك نيبال بيريندرا والملكة ايشواريا.
- 2001 - تنصيب جورج دبليو بوش الرئيس الثالث والأربعين للولايات المتحدة. وهو ثاني رئيس من عائلة بوش.
- 2001 - تظاهرات أكثر من 200,000 متظاهر مناهض للعولمة في جنوة خلال القمة السابعة والعشرين لمجموعة الثماني. قتل متظاهران على يد الشرطة الإيطالية. في 21 يوليو، هاجمت مجموعة من الكارابينيري مدرسة أرماندو دياز، مما أدى إلى إصابة العديد من المتظاهرين السلميين بجروح خطيرة. أصر رئيس الوزراء سيلفيو برلسكوني على أن الشرطة استخدمت الحد الأدنى من القوة اللازمة لتحقيق أهدافها.
- 2001 - تسعة عشر الإرهابيين من تنظيم القاعدة يختطفون أربعة طائرات تجارية وتحطم اثنين منهم في مركز التجارة العالمي، واحدة في البنتاغون واحد في حقل في شانكسفيل بولاية بنسلفانيا في الولايات المتحدة في 11 سبتمبر مما أسفر عن مقتل ما يقرب من 3000 شخص. أعلنت الولايات المتحدة لاحقًا الحرب على الإرهاب.
- 2001-2014 التحالف الشمالي ومنظمة حلف شمال الأطلسي بقيادة ايساف غزت أفغانستان في 7 أكتوبر 2001 ، وأطاح تنظيم القاعدة الداعمة طالبان الحكومة. بقيت القوات لتثبيت حكومة ديمقراطية، ومحاربة التمرد المتصاعد ببطء، ومطاردة زعيم القاعدة أسامة بن لادن الذي قتلته القوات الأمريكية بعد ما يقرب من 10 سنوات، في 2 مايو 2011. في 24 ديسمبر 2014، أنهت قوات الناتو رسميًا العمليات القتالية في أفغانستان، تم الإنسحاب الفعلي لقوات الناتو في أغسطس 2021، وأستولت حركة طالبان على الحكم مرة أخرى.
- 2001 - أصبحت هولندا أول دولة في العالم تقنين زواج المثليين.
- 2001 - بعد 15 عامًا من المفاوضات، أصبحت جمهورية الصين الشعبية عضوًا في منظمة التجارة العالمية (WTO) في 11 ديسمبر 2001.
- 2002 - تأسست المحكمة الجنائية الدولية في 1 يوليو.
- 2002 - أصبحت سويسرا، وهي دولة محايدة، عضوا في الأمم المتحدة في 10 سبتمبر.
- 2002 - الجماعة الاسلامية تعلن إنشاءها، وهي جماعة اسلامية عنيفة، مسؤوليتها عن تفجير ثلاث عبوات ناسفة في منطقة سياحية من كوتا على الاندونيسية جزيرة بالي. أسفر الهجوم عن مقتل 202 شخص وإصابة 209 أشخاص.
- 2002 - بعد فترة طويلة من احتلال إندونيسيا، اعترفت البرتغال والأمم المتحدة باستقلال تيمور الشرقية.
- 2002 - أصبح هو جينتاو أمينًا عامًا للحزب الشيوعي الصيني مما جعله الزعيم الأعلى للصين بعد جيانغ زيمين.
- 2003، حتى الآن - في فبراير 2003، بدأ الصراع في دارفور بالسودان وسرعان ما تصاعد إلى حرب واسعة النطاق. بحلول عام 2008، كان يُعتقد أن ما يصل إلى 400,000 شخص قد لقوا مصرعهم ونزح أكثر من 2.5 مليون. في عام 2005، قررت المحكمة الجنائية الدولية محاكمة مجرمي الحرب في دارفور، وفي 14 يوليو 2008 وجهت إلى الرئيس السوداني عمر البشير 5 روايات عن جرائم ضد الإنسانية وروايتين عن جرائم حرب، على الرغم من أن المحكمة الجنائية الدولية لا تملك سلطة تنفيذ هذه الاتهامات.

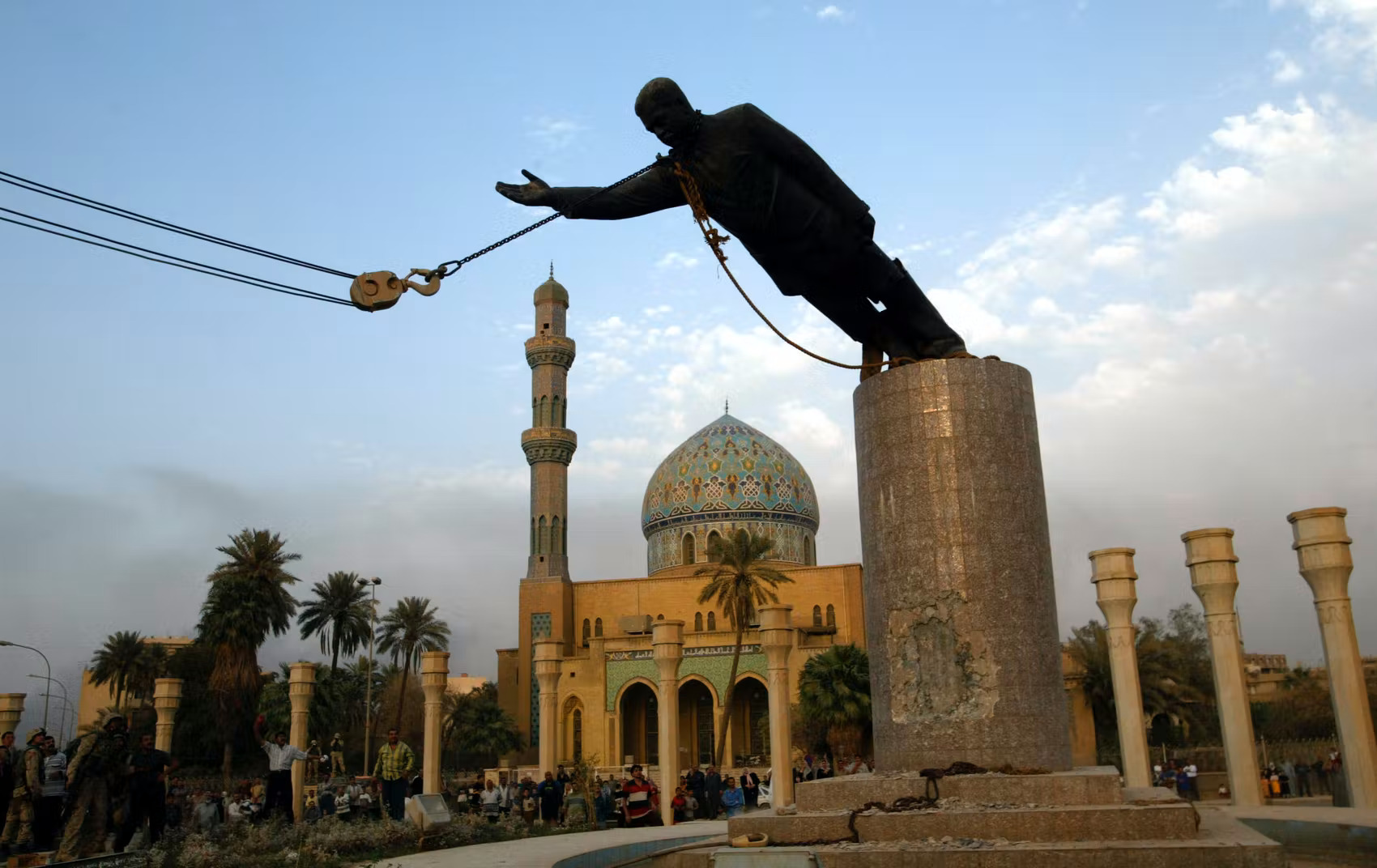
تمثال صدام حسين وهو يسقط في ساحة الفردوس ببغداد، 9 أبريل 2003.

- 2003-2010 :غزا التحالف بقيادة الولايات المتحدة العراق في 20 مارس 2003، وأطاح بحكومة صدام حسين (الذي أعدمته الحكومة العراقية في 30 ديسمبر 2006). تبقى قوات التحالف في البلاد لإقامة حكومة ديمقراطية ومحاربة تمرد متصاعد. بالإضافة إلى التمرد ضد الوجود الأمريكي، عانى العراق أيضًا من حرب أهلية لعدة سنوات. سرعان ما اعتبرت الحرب الجبهة المركزية للحرب على الإرهاب من قبل العديد من الحكومات، على الرغم من الاستياء الدولي المتزايد من الحرب. قُدِّر العدد الإجمالي للقتلى بحوالي 150.000، لكن هذه التقديرات متنازع عليها بشدة، مع دراسة واحدة محل خلاف كبير تخمين حتى أكثر من مليون.[39] بعد أن بدأ التحالف بقيادة الولايات المتحدة في زيادة عدد القوات في عام 2007، انخفض عدد الضحايا بشكل كبير. انتهى القتال، رسميًا على الأقل، في أغسطس 2010.
- 16 مايو 2003 - تفجيرات الدار البيضاء 2003 سلسلة من الهجمات المتزامنة بالأحزمة الناسفة نفذها 14 انتحاريًا في مدينة الدار البيضاء، كبرى مدن المغرب والعاصمة الاقتصادية للبلاد. أسفرت هذه الهجمات عن مقتل 45 شخصًا وإصابة 100آخرين، واحداث حالة من الهلع بالبلاد.
- 2003-2005: أطاحت سلسلة من الثورات اللاعنفية المعروفة باسم الثورات الملونة بالحكومات في جورجيا وأوكرانيا وقيرغيزستان ولبنان.
- 2003 - أعلن الزعيم الليبي معمر القذافي أن ليبيا ستزيل طوعا جميع أسلحة الدمار الشامل.
- 2004 - وقعت عشرة انفجارات في نظام قطار ركاب سيركانياس بمدريد، إسبانيا، صباح يوم 11 مارس. أسفرت التفجيرات عن مقتل 191 شخصًا وإصابة حوالي 2000 آخرين.
- 2004 - توسع الاتحاد الأوروبي بمقدار 10 دول، 8 دول شيوعية سابقة، بالإضافة إلى مالطا وقبرص.
- 2004 - وفاة الزعيم الفلسطيني ورئيس منظمة التحرير الفلسطينية ياسر عرفات في فرنسا عن عمر ناهز 75 عاما متأثرا بجلطة نزفية.
- 2004 - مجموعة من المتمردين الشيشان تداهم مدرسة في بيسلان واحتجزت آلاف الرهائن خلال ثلاثة أيام. سلسلة عمليات إطلاق نار وتفجيرات راح ضحيتها 334 قتيلاً و 750 جريحًا.
- 2004 - أصبحت ماساتشوستس أول ولاية أمريكية تشرع زواج المثليين.
- 2005 - في 14 فبراير 2005، اغتيل رئيس الوزراء اللبناني رفيق الحريري مع 21 شخصًا، عندما انفجر ما يعادل 1000 كيلوغرام من مادة التي إن تي أثناء مرور موكبه بالقرب من فندق سان جورج في بيروت.
- 2005 - وفاة البابا يوحنا بولس الثاني وانتخاب الألماني جوزيف راتزينجر للبابا بنديكتوس السادس عشر.
- 2005 - أربعة انتحاريين اسلاميين متطرفين يفجرون ثلاث تفجيرات في لندن. قُتل 56 شخصًا، بينهم أربعة انتحاريين.
- 2005 - أنجيلا ميركل تصبح أول امرأة منتخبة مستشارة لألمانيا.

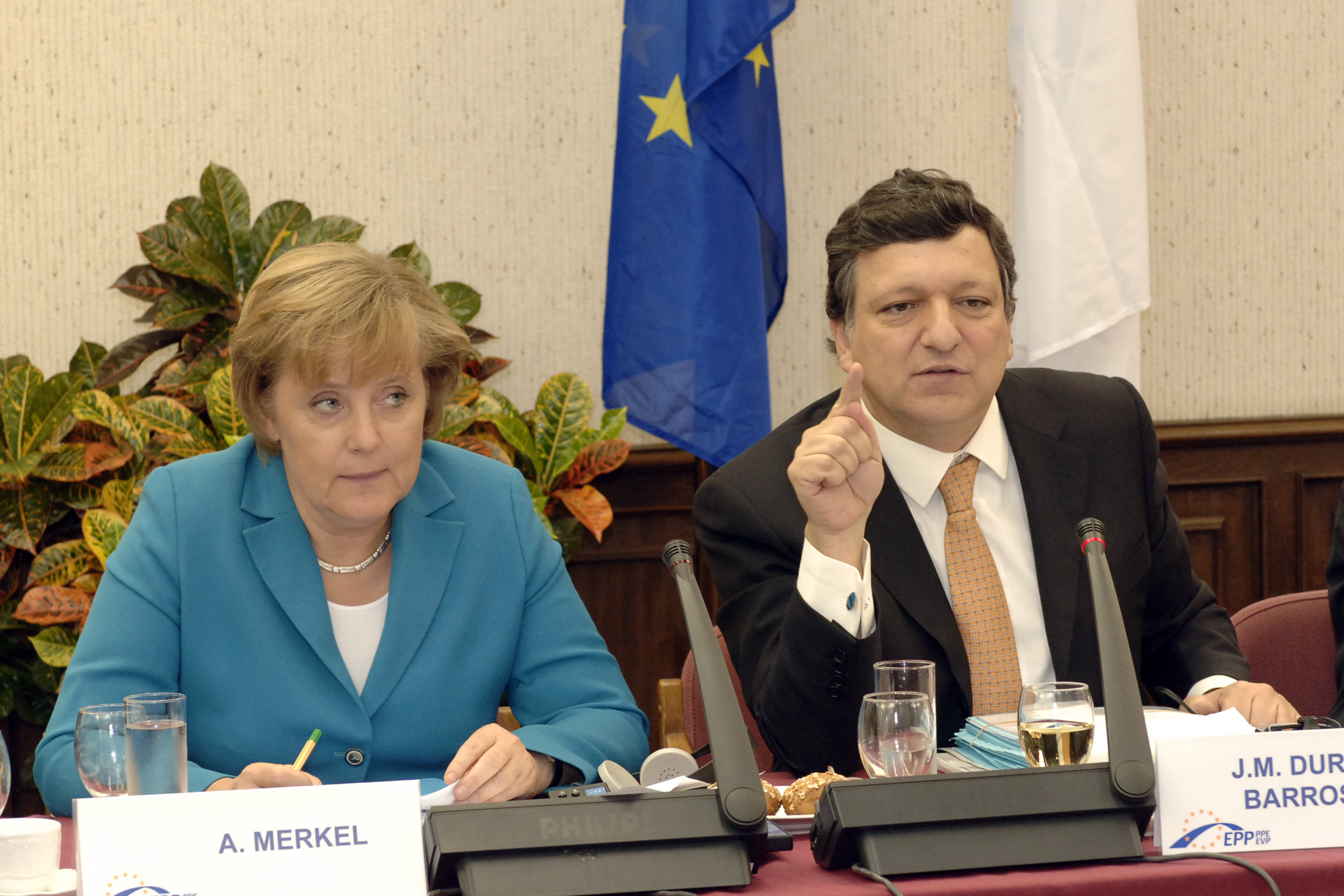
أنجيلا ميركل وخوسيه مانويل باروسو

- 2006-2008 - استمر تفكيك يوغوسلافيا السابقة بعد حصول الجبل الأسود على الاستقلال في 3 يونيو 2006، وإعلان كوسوفو استقلالها في 17 فبراير 2008. ومع ذلك، كان استقلال كوسوفو محل نزاع من قبل روسيا والعديد من حلفائها ولم يتم الاعتراف به إلا جزئيًا.
- 2006 - في 12 يوليو، عبر حزب الله الحدود اللبنانية وأسر جنديين إسرائيليين. وردت إسرائيل بإرسال قوات عبر الحدود وقصف معاقل حزب الله، بينما أطلق حزب الله صواريخ على بلدات شمال إسرائيل، حوالي 6 صواريخ كل يوم. في نهاية الحرب قتل 1200 مدني لبناني و 500 مقاتل من حزب الله و 44 مدنيا إسرائيليا و 121 جنديا إسرائيليا. تم التوقيع على وقف إطلاق النار في 14 أغسطس، وبعد ذلك انسحبت القوات الإسرائيلية من لبنان.
- 2006 - أجرت كوريا الشمالية أول تجربة نووية لها في 9 أكتوبر.[40] وسبق ذلك سنوات من الجدل السياسي مع الولايات المتحدة حول وضع برنامجهم النووي.
- 2007-2008 - تمت الإطاحة بالنظام الملكي الذي يعود إلى قرون من الزمان في نيبال، وأصبحت البلاد جمهورية.
- 2007 - انضمت بلغاريا ورومانيا إلى الاتحاد الأوروبي.
- 2007 - تصاعدت الحرب الأهلية في قطاع غزة خلال شهر يونيو، مما أدى في نهاية المطاف إلى طرد حماس لمعظم القوات الموالية لفتح من القطاع. وردا على ذلك، أقال الرئيس الفلسطيني محمود عباس رئيس وزراء حماس إسماعيل هنية وحل البرلمان الذي تحكمه حماس. يستمر الصراع المتناثر.

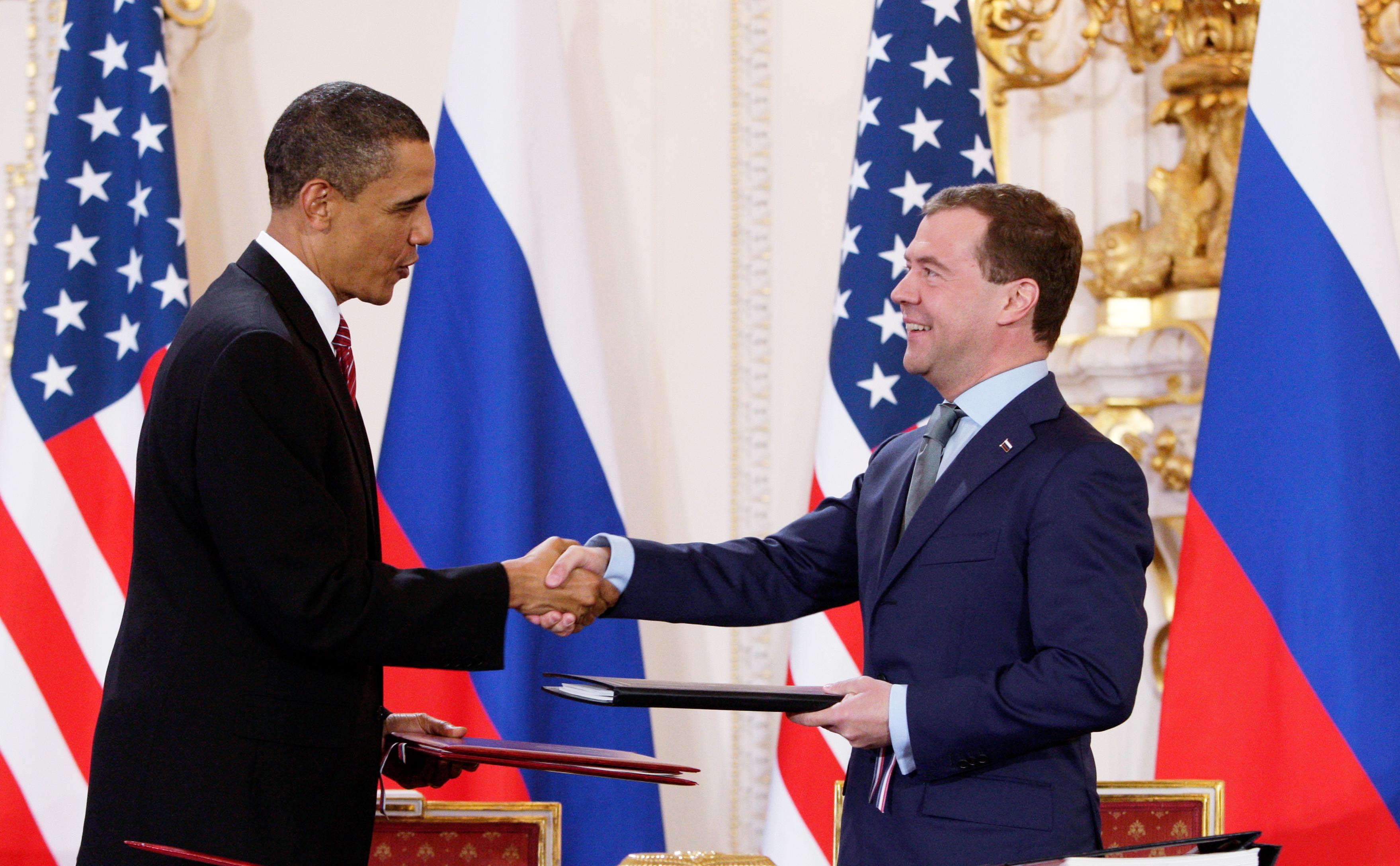
باراك أوباما ، أول رئيس أمريكي من أصل أفريقي للولايات المتحدة ، والرئيس الروسي دميتري ميدفيديف بعد توقيع معاهدة الحد من الأسلحة الاستراتيجية.

- 2007 - براتيبها باتيل تصبح أول امرأة تنتخب رئيسة للهند.
- 2007-2008 - الأزمة أعقبت الانتخابات الرئاسية الكينية لعام 2007، مما أدى إلى تشكيل حكومة ائتلافية مع مواي كيباكي كرئيس ورايلا أودينجا كرئيس للوزراء.
- 2007 - في 13 ديسمبر، وقعت 27 دولة عضو في الاتحاد الأوروبي على معاهدة لشبونة، ودخلت حيز التنفيذ في 1 ديسمبر 2009.
- 2008 - كوسوفو تعلن الاستقلال من جانب واحد عن صربيا. ترفض صربيا الاعتراف بها وتعتبر كوسوفو جزءًا من أراضيها.
- 2008 - اندلع نزاع مسلح في أغسطس 2008 بين جورجيا من جهة وروسيا الاتحادية والأوسيتيين والأبخاز من جهة أخرى. اعترفت روسيا رسميًا باستقلال أبخازيا وأوسيتيا الجنوبية.
- 2008 - هاجمت بعض بطاقات الحزب الشيوعي النيبالي (المركز الماوي) زعيم حزب المؤتمر النيبالي بال شاندرا بوديل خلال فترة انتخابية في راسوا، نيبال.
- 2008 - تم انتخاب باراك أوباما كأول رئيس أمريكي من أصل أفريقي للولايات المتحدة. أدى اليمين الدستورية في يناير 2009. حصل على جائزة نوبل للسلام لعام 2009 من لجنة نوبل النرويجية، التي استشهدت «بجهوده غير العادية لتعزيز الدبلوماسية الدولية والتعاون بين الشعوب»، وقبل الجائزة في العام التالي «بامتنان عميق وتواضع كبير».
- 2009 - بدء احتجاج في إيران بعد انتخابات رئاسية ضد الرئيس الإيراني محمود أحمدي نجاد.

### عقد 2010
- 2010 - أصبحت جوليا جيلارد أول رئيسة وزراء لأستراليا.

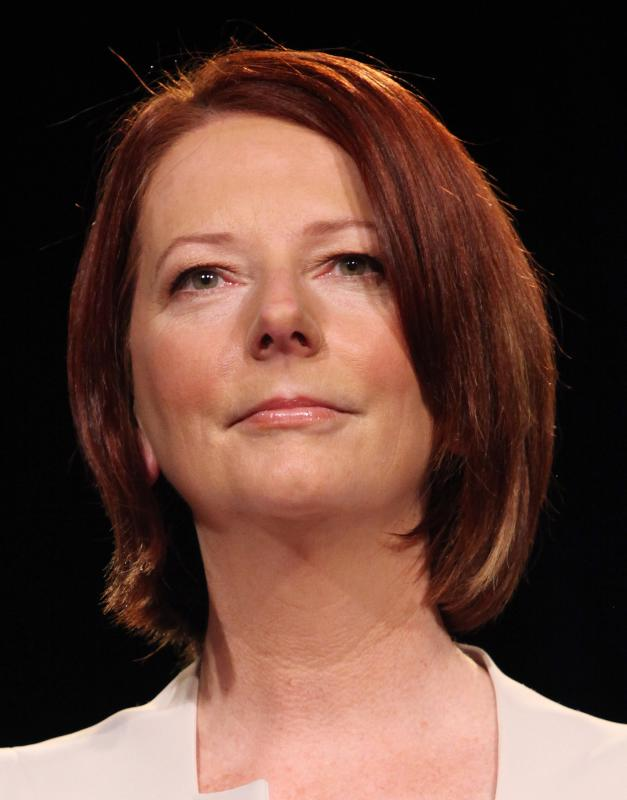
أدت جوليا جيلارد اليمين كأول رئيسة وزراء لأستراليا في عام 2010.

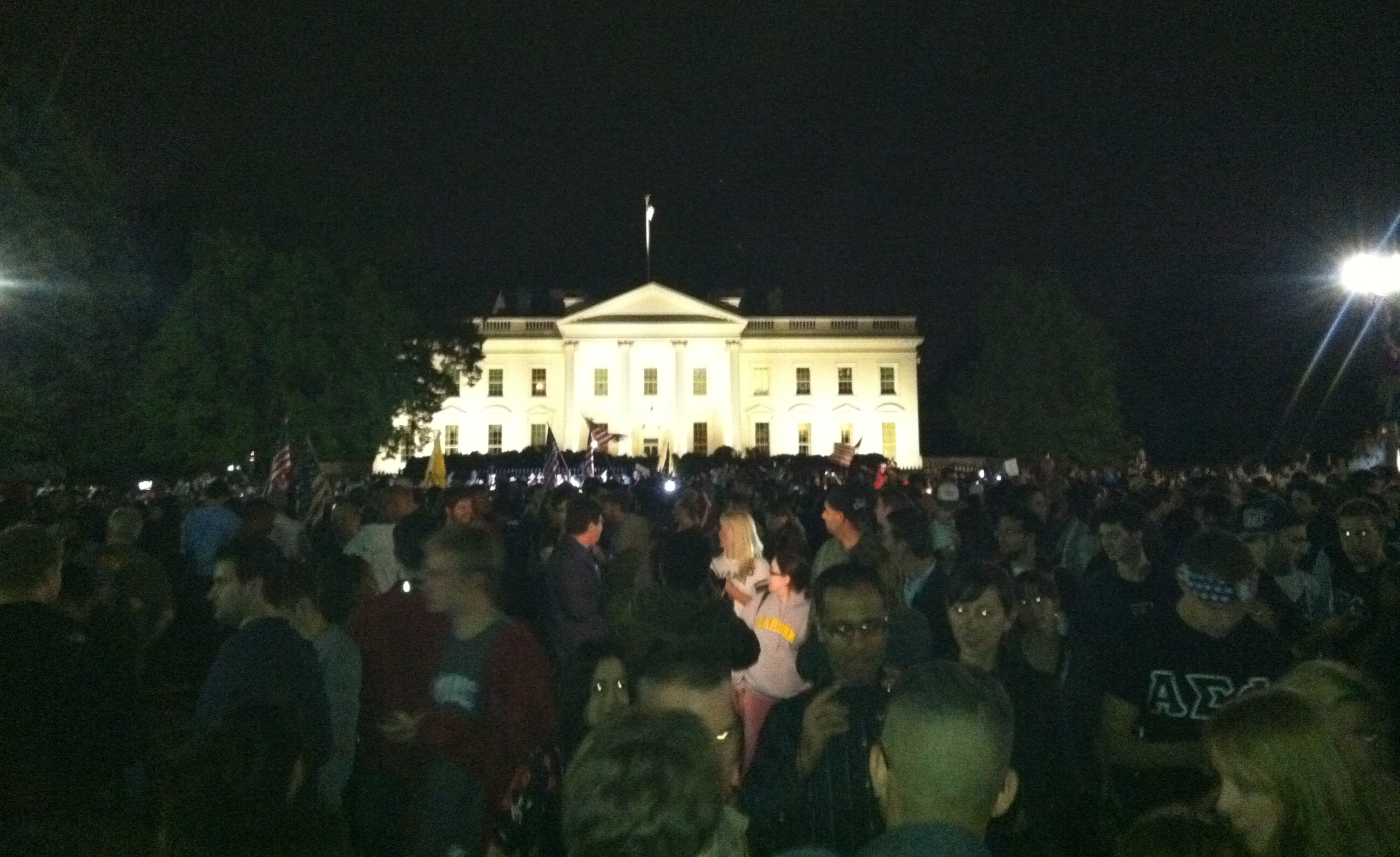
أميركيون يحتفلون بوفاة أسامة بن لادن أمام البيت الأبيض

- 2010 - أصبحت كاملا برساد بيسسار أول امرأة تتولى رئاسة وزراء ترينيداد وتوباغو.[41][42]
- 2010 - وفاة الرئيس البولندي ليخ كاتشينسكي في حادث تحطم طائرة بالقرب من مدينة سمولينسك في روسيا مع زوجته و 94 شخصًا آخرين كانوا على متنها.
- 2010 - إطلاق سراح أونغ سان سو كي زعيمة المعارضة البورمية والحائزة على جائزة نوبل للسلام عام 1991 من إقامتها الجبرية بعد سجنها منذ عام 1989.
- 2010 - الربيع العربي، موجة ثورية بدأت في تونس في 17 ديسمبر، انتشرت في جميع أنحاء دول الشرق الأوسط، مع احتجاجات ومظاهرات وأعمال شغب وحروب أهلية من أجل انتخابات حرة وحقوق الإنسان.
- 2011 - نفذ أندرس بيرينغ بريفيك هجمات إرهابية، أولها انفجار قنبلة استهدفت مبان حكومية في وسط أوسلو، والثانية كانت مذبحة في معسكر للشباب في جزيرة أوتويا. ويعد هذا الهجوم الأكثر دموية في النرويج منذ الحرب العالمية الثانية، حيث قتل 77 شخصًا وأصيب 319.
- 2011 - في 2 مايو، قُتل زعيم القاعدة أسامة بن لادن، الذي كان مسؤولاً عن تطوير خطط هجمات 11 سبتمبر في غارة على مجمعه في أبوت أباد، باكستان على يد فريق SEAL 6 التابع للبحرية الأمريكية (ديفغرو).
- 2011 - أغلقت أكبر صحيفة شعبية بريطانية، نيوز أوف ذه ورلد ، بعد 168 عامًا من الطباعة بسبب فضيحة القرصنة الهاتفية لعام 2009.
- 2011 - انتخبت ديلما روسيف كأول رئيسة للبرازيل. عملت كرئيسة حتى عزلها من منصبها في 31 أغسطس 2016.
- 2011 - في 14 يوليو، أصبح جنوب السودان بعد استفتاء الاستقلال في يناير 2011،  عضوا في الأمم المتحدة. وكان الانفصال عن السودان في 9 يولو من نفس العام.
- 2011 - في سبتمبر، شكلت حركة احتلوا، وهي حركة احتجاج دولية ضد عدم المساواة الاجتماعية والاقتصادية. إنها مستوحاة جزئيًا من الربيع العربي وهي واحدة من أولى حركات الاحتجاج العالمية المهمة التي حدثت في عصر وسائل التواصل الاجتماعي.
- 2011 - في 20 أكتوبر وقع معمر القذافي في قبضة الثوريون ووقتل يد جيش التحرير الوطني الليبي، خلال الحرب الأهلية الليبية.
- 2011 - في 15 ديسمبر، إعلن انتهاء حرب العراق رسميًا.
- 2011 - وفاة الزعيم الأعلى لكوريا الشمالية كيم جونغ إيل في 17 ديسمبر. ابنه كيم جونغ أون تولى السلطة في البلاد.
- 2011 - شاهد ما يقدر بملياري شخص حفل زفاف الأمير ويليام ودوق كامبريدج وكاثرين ميدلتون في وستمنستر أبي في لندن.
- 2011 - استقالة رئيس الوزراء الإيطالي طويل الأمد سيلفيو برلسكوني وسط احتجاجات عامة وأزمة مالية وفضائح جنسية.
- 2012 - أصبح شي جين بينغ الأمين العام للحزب الشيوعي الصيني، مما جعله الزعيم الأعلى للصين بعد هو جينتاو.
- 2012 - في بنغازي، ليبيا، نسقت هجوم ضد منشأتين حكوميتين للولايات المتحدة من قبل أعضاء في جماعة أنصار الشريعة الإسلامية في 11 سبتمبر.

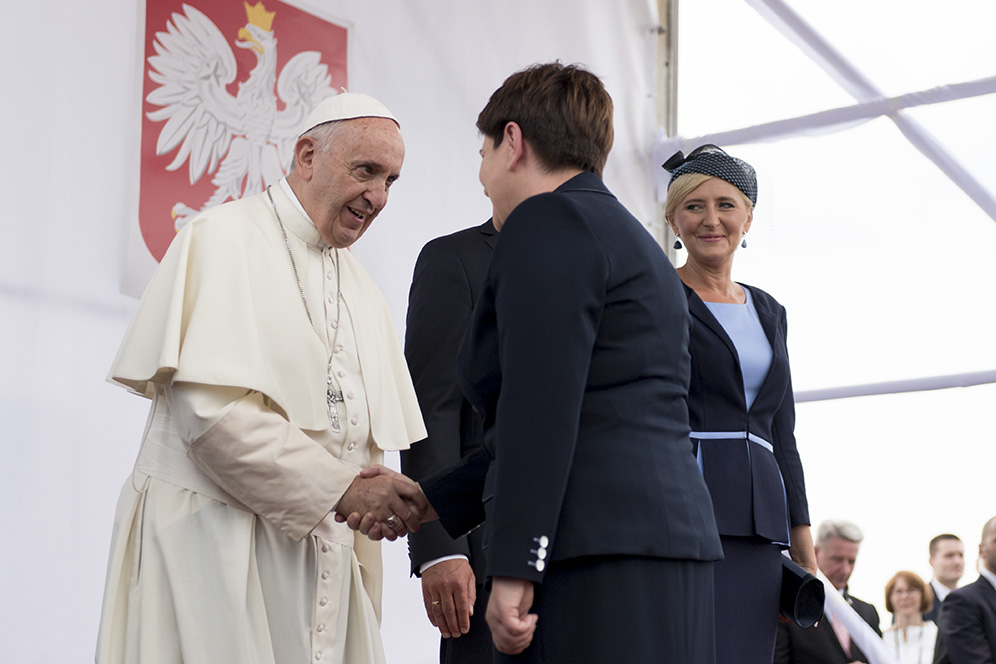
البابا فرانسيس في بولندا

- 2012 - الاضطرابات المدنية اندلع في رومانيا في يناير، بسبب إدخال تشريعات جديدة الإصلاح الصحي، ولكن أيضا من عدم شعبية باسيسكو بحراسة الحكومة بوك. استمرت الاضطرابات حتى استقالة فيكتور بونتا في نوفمبر 2015 في أعقاب حريق نادي كوليكتيف.
- 2013 - تدخلت فرنسا بجيشها في صراع شمال مالي وهزيمة الإسلاميين الذين سيطروا على البلاد.
- 2013 - استقال البابا بنديكتوس السادس عشر في 28 فبراير، ليصبح أول بابا يتنحى منذ عام 1415. يأخذ بنديكت لقب البابا الفخري . في الاجتماع البابوي اللاحق، تم انتخاب الكاردينال خورخي ماريو بيرغوليو من الأرجنتين البابا في 13 مارس، ليصبح أول بابا في أمريكا اللاتينية. بيرغوليو يأخذ اسم البابا فرانسيس.
- 2013 - انتخاب بارك غن هي رئيسة لكوريا الجنوبية، وهي أول امرأة تشغل هذا المنصب.
- 2013 - وفاة الرئيس الفنزويلي هوغو شافيز بسبب سرطان البروستاتا وحل محله نيكولاس مادورو.
- 2013 - الزعيم الكردي المدان عبد الله أوجلان يضع حدا للثورة المسلحة ضد تركيا.
- 2013 - وفاة مارغريت ثاتشر السياسية البريطانية وأول رئيسة للوزراء عن 87 عاما متأثرة بجلطة دماغية.
- 2013 - متمردو سيليكا يستولون على السلطة في جمهورية أفريقيا الوسطى، ويطيحون بالرئيس والحكومة ويبدأون حربًا أهلية.
- 2013 - إيران تسمح بعمليات تفتيش دولية على سياستها النووية مقابل رفع العقوبات والحق في إنتاج كمية صغيرة من اليورانيوم المخصب منخفض الدرجة، مما يمثل سياسة جديدة واضحة تجاه الأمم المتحدة في ظل رئاسة حسن روحاني.
- 2013 - سوريا تتجنب التدخل الأمريكي على أراضيها خلال الحرب الأهلية السورية، وتقبل تدمير جميع مخزونات الأسلحة الكيماوية التي تمتلكها.
- 2013 - أصبحت كرواتيا العضو الثامن والعشرين في الاتحاد الأوروبي.
- 2013 - الصين تعلن «منطقة تحديد الدفاع الجوي» في بحر الصين الشرقي، بما في ذلك جزر سينكاكو، وهي مجموعة من الجزر تحتفظ بها اليابان، ولكن تطالب بها كل من اليابان والصين، وصخرة سقطرى، التي تطالب بها كل من الصين والجنوب. كوريا.

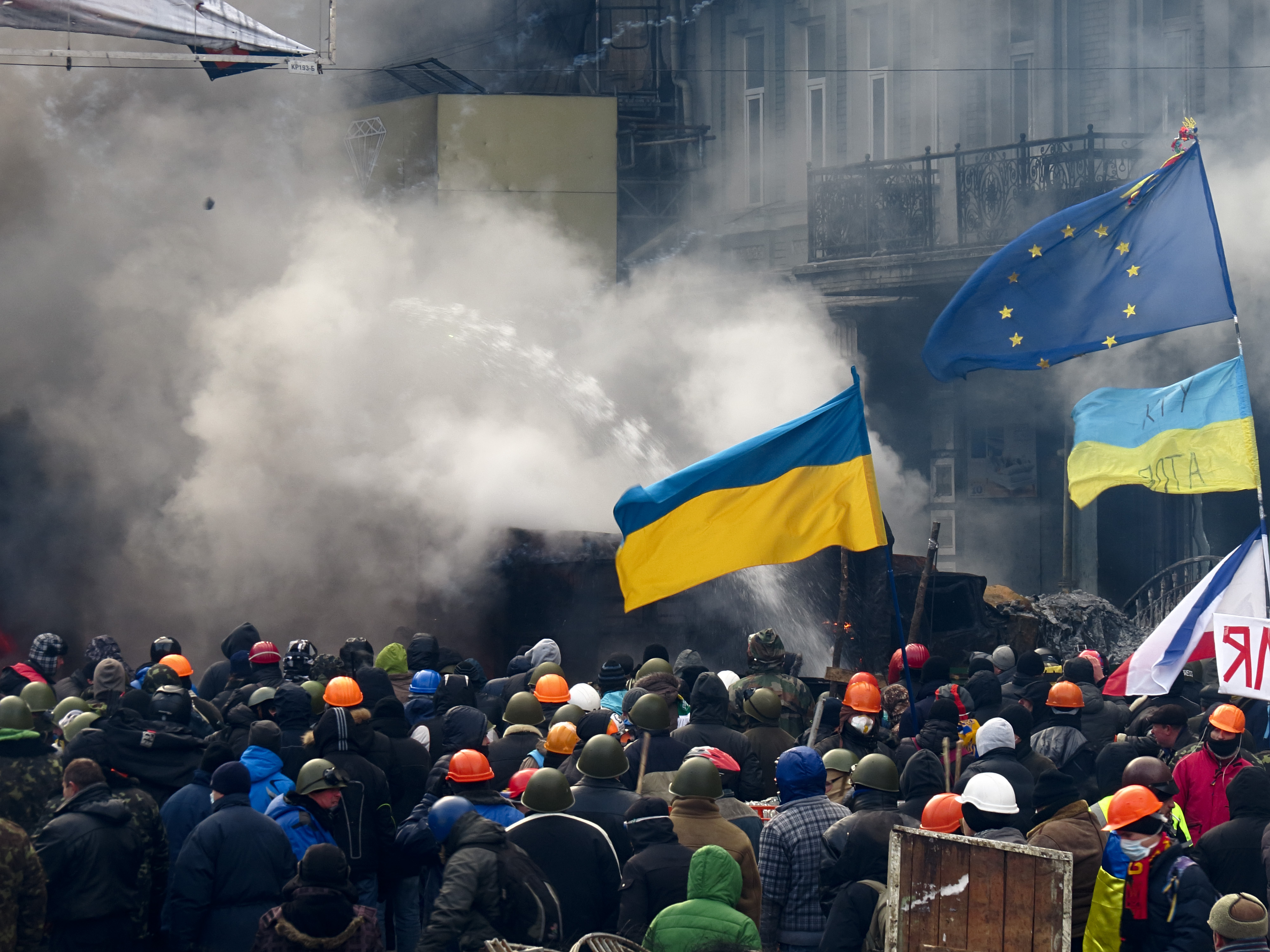
أوكرانيا ، الميدان الأوروبي ، أناس يحتجون لصالح الطريقة الأوكرانية الأوروبية.

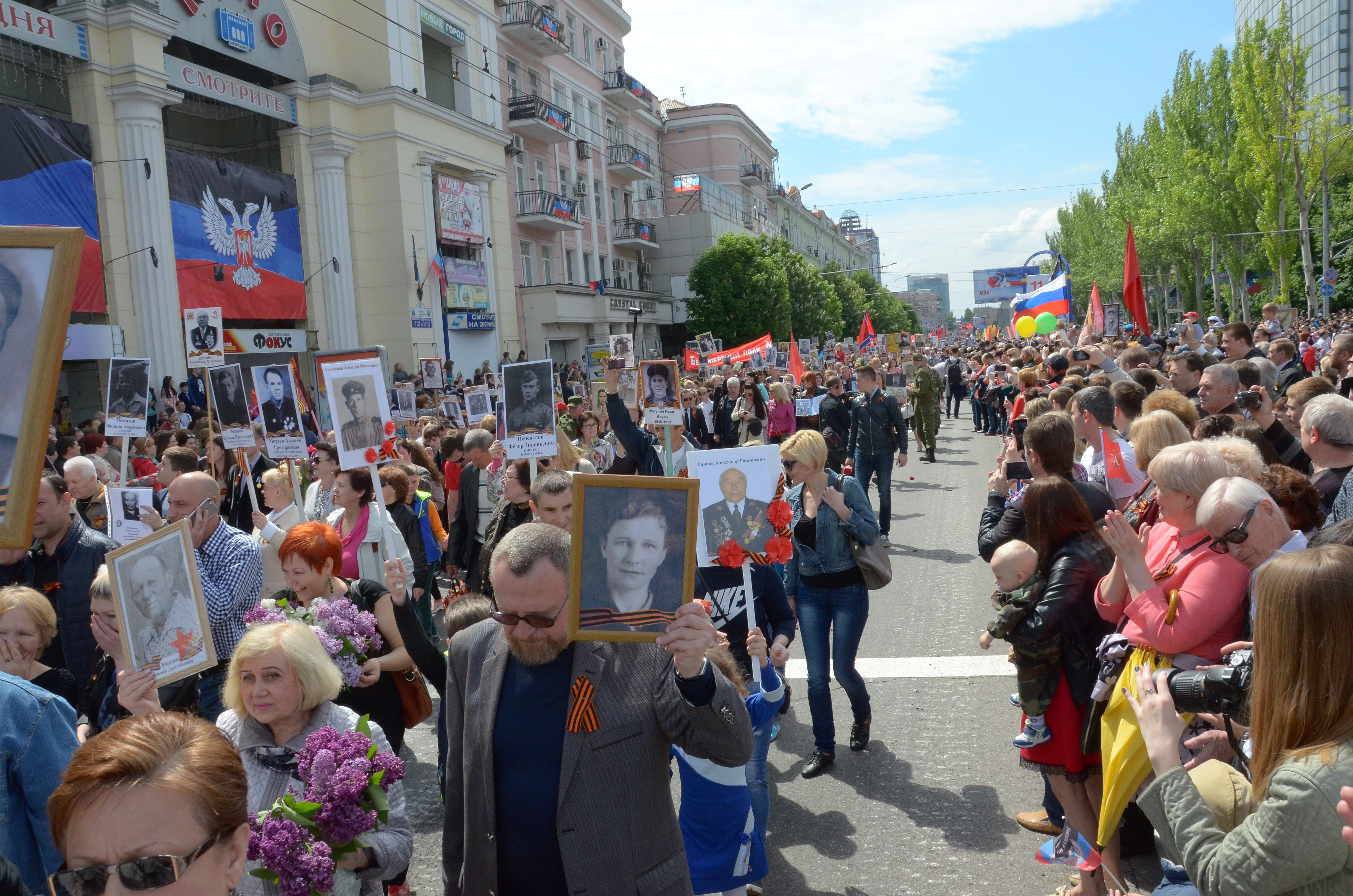
الانفصاليون المؤيدون لروسيا في دونيتسك ، أوكرانيا

- 2013 - توفي الزعيم السياسي والمدني لجنوب إفريقيا نيلسون مانديلا عن عمر يناهز 95 عامًا لأسباب طبيعية.
- 2013 - اندلاع الحرب الأهلية في جنوب السودان.
- 2013-2014 - اندلعت أزمة سياسية في تايلاند وأعلنت الحكومة الأحكام العرفية لاحقًا.
- 2014 - أصبح ناريندرا مودي رئيس وزراء الهند الرابع عشر بأغلبية واضحة في الانتخابات.
- 2014 - الإطاحة بالرئيس الأوكراني فيكتور يانوكوفيتش وسط ثورة الميدان الأوروبي. ثم ضمت روسيا الاتحادية شبه جزيرة القرم، وبدأت الحرب «المنخفضة الحدة» في دونباس بين الحكومة الأوكرانية والانفصاليين المدعومين من روسيا. إسقط رحلة الخطوط الجوية الماليزية رقم 17، وهي طائرة تجارية مدنية، في منطقة يسيطر عليها الانفصاليون الموالية لروسيا في شرق أوكرانيا، في 17 يوليو.
- 2014 - خلال الحرب الأهلية السورية، انتفض تنظيم الدولة الإسلامية في العراق والشام الإرهابي وسيطر على مناطق في شمال العراق وسوريا بالقرب من الحدود مع تركيا. تقود الولايات المتحدة تحالفًا يضم أكثر من 30 دولة لتدمير داعش. في غضون ذلك، تقود روسيا تحالفًا مع سوريا والعراق وإيران، ويبدأ العمل العسكري الروسي في 30 سبتمبر 2015.
- 2014 - قررت اسكتلندا، مع استفتاء الاستقلال عام 2014، البقاء جزءًا من المملكة المتحدة.
- 2014 - في يوليو 2014 تصاعد التوتر مرة أخرى بين حماس في قطاع غزة ودولة إسرائيل، أطلقت حماس مئات الصواريخ على مدن مدنية في إسرائيل، ورد الجيش الإسرائيلي وشن غارات جوية على قطاع غزة لأكثر من شهر، إصابات كانت عالية على كلا الجانبين.
- 2014 - في بوركينا فاسو، استقالة الرئيس بليز كومباوري وسط احتجاجات واسعة النطاق أنهت 27 عامًا من القيادة.
- 2014 - في رومانيا، فاز كلاوس يوهانيس في انتخابات نوفمبر 2014 ليصبح أول رئيس روماني ينحدر من أقلية عرقية.
- 2014 - في 17 ديسمبر، أعلن الرئيس الأمريكي باراك أوباما والرئيس الكوبي راؤول كاسترو بدء عملية تطبيع العلاقات بين كوبا والولايات المتحدة، منهية بذلك 54 عامًا من العداء بين الدولتين. وفي الوقت نفسه، في 20 يوليو 2015 مع العلاقات الدبلوماسية الكاملة، تم افتتاح سفارتي البلدين بعد خمسة عقود.
- 2015 - مسلحان، الأخوان سعيد وشريف كواشي، يرتكبان جريمة قتل جماعي في مكاتب شارلي إيبدو في باريس في 7 يناير، مما أسفر عن مقتل 12 شخصًا. في أعقاب الهجوم، التقى حوالي مليوني شخص، من بينهم أكثر من 40 من قادة العالم في باريس في مسيرة للوحدة الوطنية، وانضم 3.7 مليون شخص إلى المظاهرات في جميع أنحاء البلاد. أصبحت عبارة Je suis Charlie شعارًا شائعًا للدعم في المسيرات وفي وسائل التواصل الاجتماعي.
- 2015 - وفاة السياسي السنغافوري وأول رئيس وزراء لسنغافورة لي كوان يو عن عمر يناهز 91 عامًا.
- 2015 - في الصين، أعلن الحزب الشيوعي نهاية سياسة الطفل الواحد بعد 35 عامًا.
- 2015 - المحكمة العليا للولايات المتحدة، في قضية أوبرجيفيل ضد هودجز ، يقرر أن [[زواج المثليين في الولايات المتحدة|الأزواج من نفس الجنس لهم حق دستوري في الزواج.

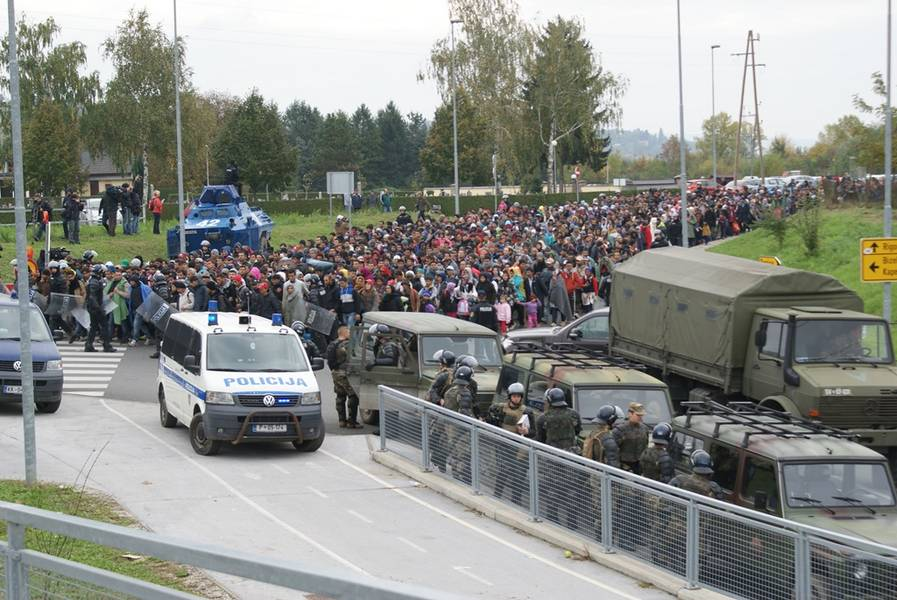
أزمة المهاجرين الأوروبية عام 2015

- 2015 - تشير «أزمة المهاجرين إلى أوروبا» إلى موجة هائلة وغير مسبوقة من لاجئي الحرب من الحرب الأهلية السورية والمهاجرين الاقتصاديين من الشرق الأدنى وأفريقيا. أصبحت ألمانيا الوجهة النهائية الأولى للاجئين وطالبي اللجوء الذين استقبلوا أكثر من مليون لاجئ.

2015 - وافقت إيران ومجموعة 5 + 1 (الصين وفرنسا وروسيا والمملكة المتحدة والولايات المتحدة + ألمانيا) على الأحكام النهائية لخطة العمل الشاملة المشتركة فيما يتعلق بالبرنامج النووي للأخيرة.
2015 - أعلن تنظيم داعش مسؤوليته عن إطلاق النار والتفجيرات الانتحارية في باريس في 13 نوفمبر، والتي أصبحت تعرف باسم هجمات نوفمبر 2015 في باريس. قُتل وجُرح العديد من جراء الحادث.
2015 - تركيا تسقط طائرة هجومية روسية من طراز Sukhoi Su-24M في 24 نوفمبر. كانت هذه هي الحالة الأولى التي يدمر فيها أحد أعضاء الناتو طائرة روسية منذ الهجوم على سد Sui-ho (أثناء الحرب الكورية).
2015 - خلال قمة الأمم المتحدة بشأن تغير المناخ، وافقت 193 دولة على عملية للحد من انبعاثات الكربون تبدأ في عام 2020.
2016 - في أورلاندو بولاية فلوريدا، قتل حارس أمن يبلغ من العمر 29 عامًا، عمر متين، 49 شخصًا وجرح 53 آخرين في هجوم إرهابي داخل ملهى بولس الليلي للمثليين.

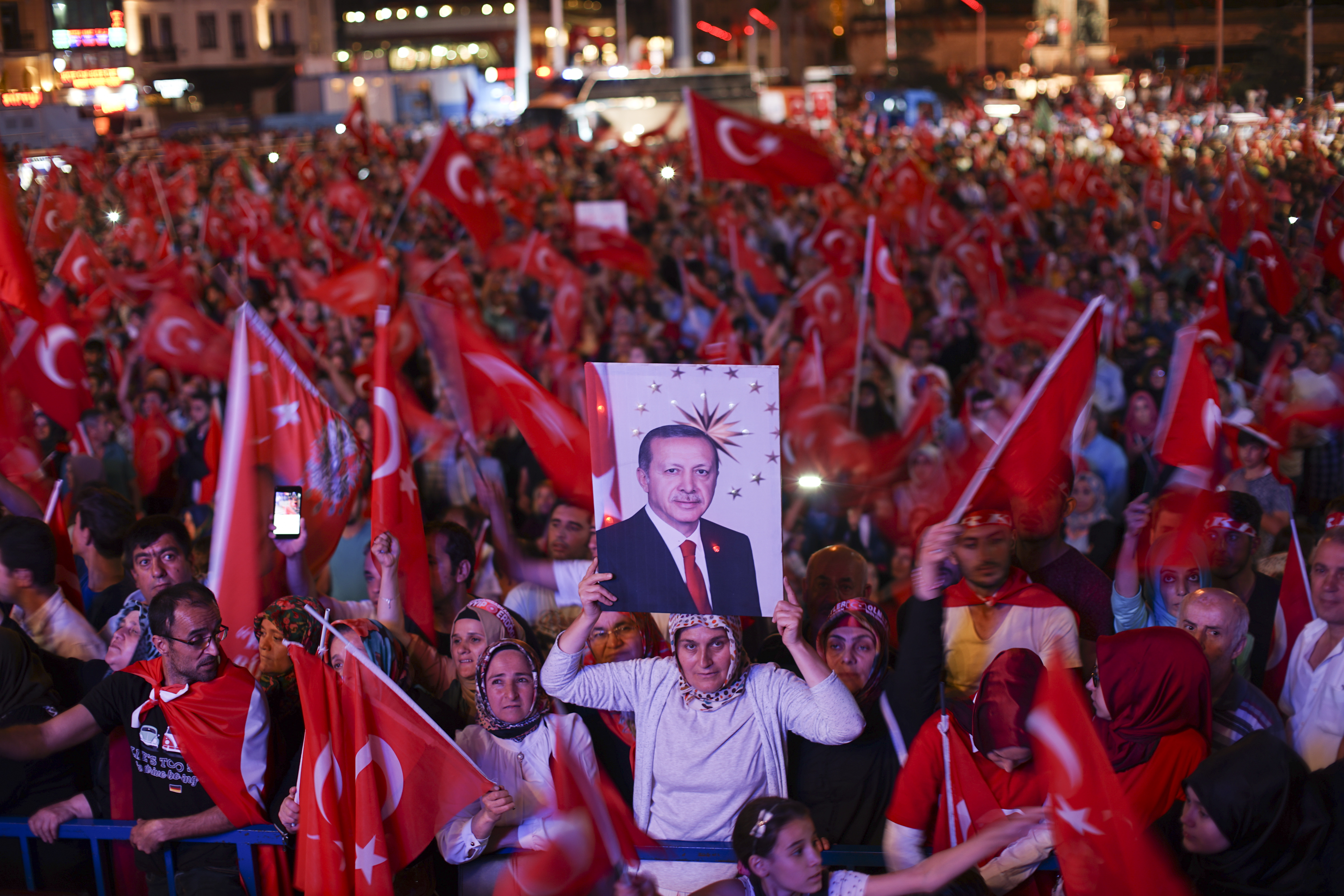
مسيرة تركية مناهضة للانقلاب لدعم الرئيس رجب طيب أردوغان ، 22 يوليو 2016

- 2016 - قررت المملكة المتحدة، في استفتاء يونيو 2016 على العضوية، مغادرة الاتحاد الأوروبي .
- 2016 - بعد 6 سنوات من القيادة، استقال السياسي ورئيس الوزراء البريطاني ديفيد كاميرون وحل محله تيريزا ماي.
- 2016 - هيلاري كلينتون تصبح مرشحة الحزب الديمقراطي لمنصب رئيس الولايات المتحدة مما يجعلها أول امرأة يتم ترشيحها لمنصب الرئيس من قبل حزب كبير.
- 2016 - جرت محاولة انقلاب في تركيا ضد مؤسسات الدولة، بما في ذلك، على سبيل المثال لا الحصر، الحكومة والرئيس رجب طيب أردوغان في 15 يوليو. ونفذت المحاولة فصيل داخل القوات المسلحة التركية نظم نفسه باسم مجلس السلام في الداخل.
- 2016 - في 2 سبتمبر، وفاة الرئيس الأول لأوزبكستان إسلام كريموف عن عمر يناهز 78 عامًا، بعد 25 عامًا من القيادة.
- 2016 - وفاة رئيس إسرائيل الأسبق والحائز على جائزة نوبل للسلام عام 1994 شمعون بيريز عن عمر يناهز 93 عامًا بسبب سكتة دماغية شديدة.
- 2016 - التايلاندية أطول حامل لقب الملك بوميبول ادولياديج يموت في سن ال 88، من صراع طويل مع المرض.
- 2016 - انتخاب دونالد ترامب الرئيس الخامس والأربعين للولايات المتحدة. الأول من دون خلفية عسكرية أو سياسية، والأكبر سنا ينتخب لولاية أولى. أدى اليمين الدستورية في يناير 2017.
- 2016 - وفاة الزعيم الكوبي السياسي والثوري فيدل كاسترو عن 90 عاما.
- 2016 - في 19 ديسمبر، قُتل أندريه كارلوف، السفير الروسي لدى تركيا، على يد ضابط شرطة تركي مولود ميرت ألتينطاش.
- 2016 - في 19 ديسمبر، أعلنت الدولة الإسلامية في العراق والشام مسؤوليتها عن هجوم شاحنة برلين عام 2016 في ألمانيا . قُتل 12 شخصًا وأصيب 49 آخرون.

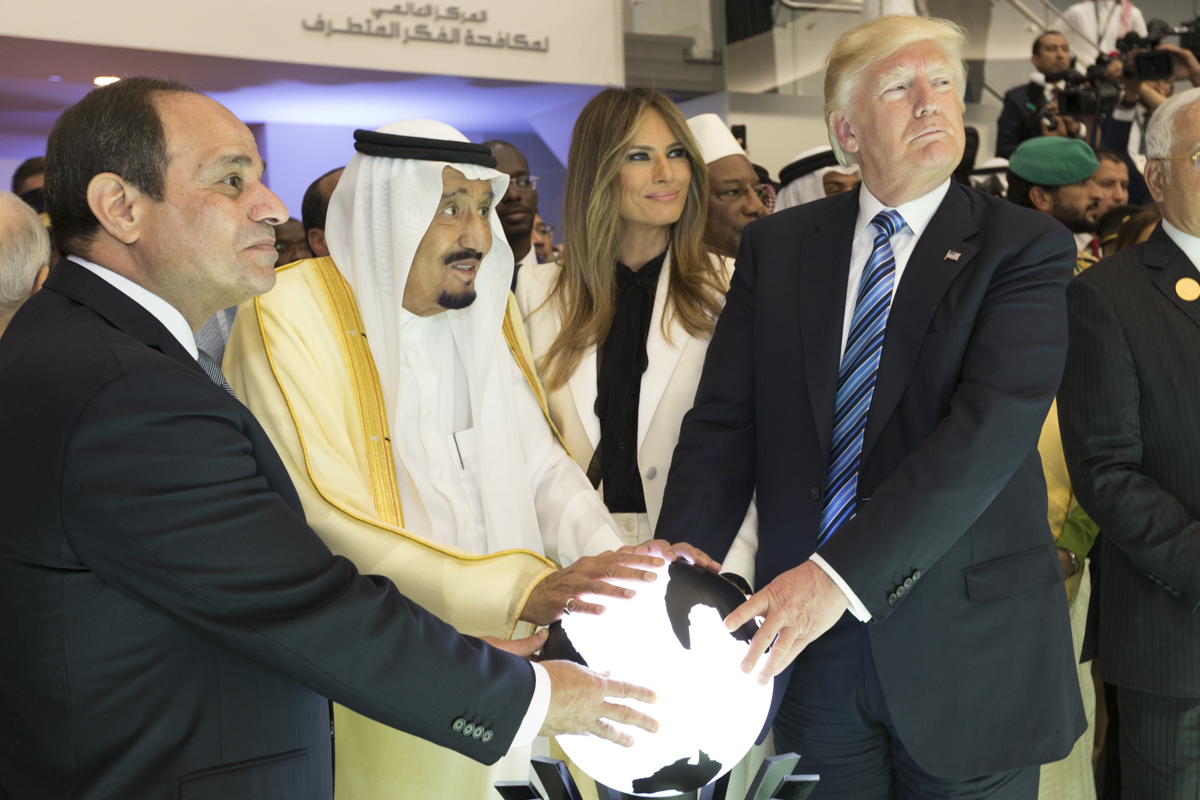
الرئيس الأمريكي دونالد ترامب وملك المملكة العربية السعودية سلمان والرئيس المصري عبد الفتاح السيسي أثناء لمس الجرم السماوي في قمة الرياض 2017.

- 2017 - في معارضة تنصيب دونالد ترامب، انضم ملايين الأشخاص في الولايات المتحدة وفي جميع أنحاء العالم إلى المسيرة النسائية .
- 2017 - وقع الرئيس الأمريكي دونالد ترامب على أمر تنفيذي في 27 يناير 2017 يقيد السفر والهجرة من سبع دول ذات أغلبية مسلمة. حظرت هذا الأمر من قبل المحاكم الفيدرالية الأمريكية؛ كما حُظِر أمر ثان ذي صلة صادر عن ترامب من قبل المحاكم الفيدرالية. ألغت المحكمة العليا جزئياً كتلة الأمر الثاني في يونيو. وذكرت المحكمة العليا أنها ستعيد النظر في الأمر في أكتوبر.
- 2017 - في 6 أبريل، ردا على هجوم مشتبه به بالأسلحة الكيماوية على بلدة يسيطر عليها المتمردون ، أطلق الجيش الأمريكي 59 صاروخا من نوع توماهوك كروز على قاعدة الشعيرات الجوية في سوريا.
- 2017 - إرهابي يقود أكثر من 100 شخص في برشلونة بكاتالونيا، مما أسفر عن مقتل 13 وإصابة الكثيرين.
- 2017 - كاتالونيا تعلن استقلالها عن إسبانيا، [43] لكن الجمهورية الكاتالونية غير معترف بها من قبل الحكومة الإسبانية أو أي دولة أخرى ذات سيادة.[44]
- 2018 - مجلس الوطنى الصيني لنواب الشعب يوافق على تعديل الدستور التي تزيل القيود على فترات لفي القادة، ومنح شي جين بينغ مركز «زعيم للحياة». شي هو الأمين العام للحزب الشيوعي الصيني (الزعيم الفعلي).

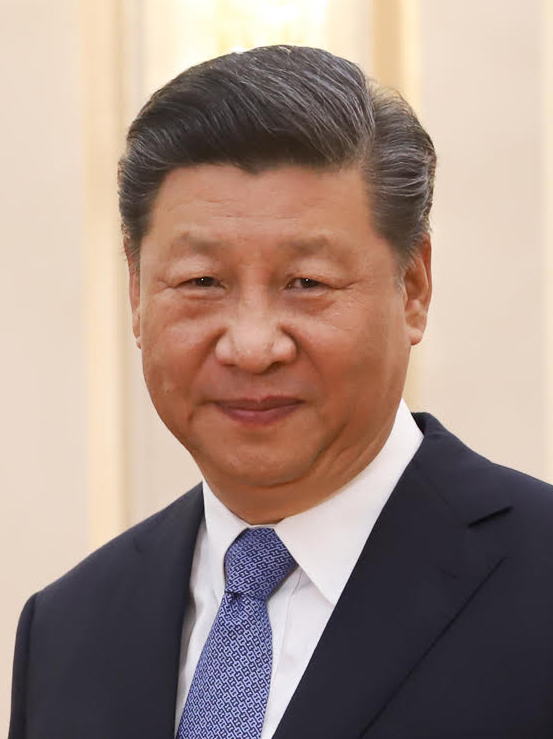
أصبح شي جين بينغ الصيني الرائد مدى الحياة منذ عام 2018.

- 2018 - أصبحت باولا ماي ويكيس أول رئيسة لترينيداد وتوباغو في 19 مارس.
- 2018 - في أكثر من 900 مدينة على الصعيد الدولي، شارك الناس في مظاهرات ضد عنف السلاح وإطلاق النار الجماعي، داعين إلى سيطرة أقوى على السلاح في مسيرة من أجل حياتنا، والتي كانت مظاهرة يقودها الطلاب ردًا على إطلاق النار في مدرسة ستونمان دوغلاس الثانوية في باركلاند ، فلوريدا التي وقعت في فبراير.

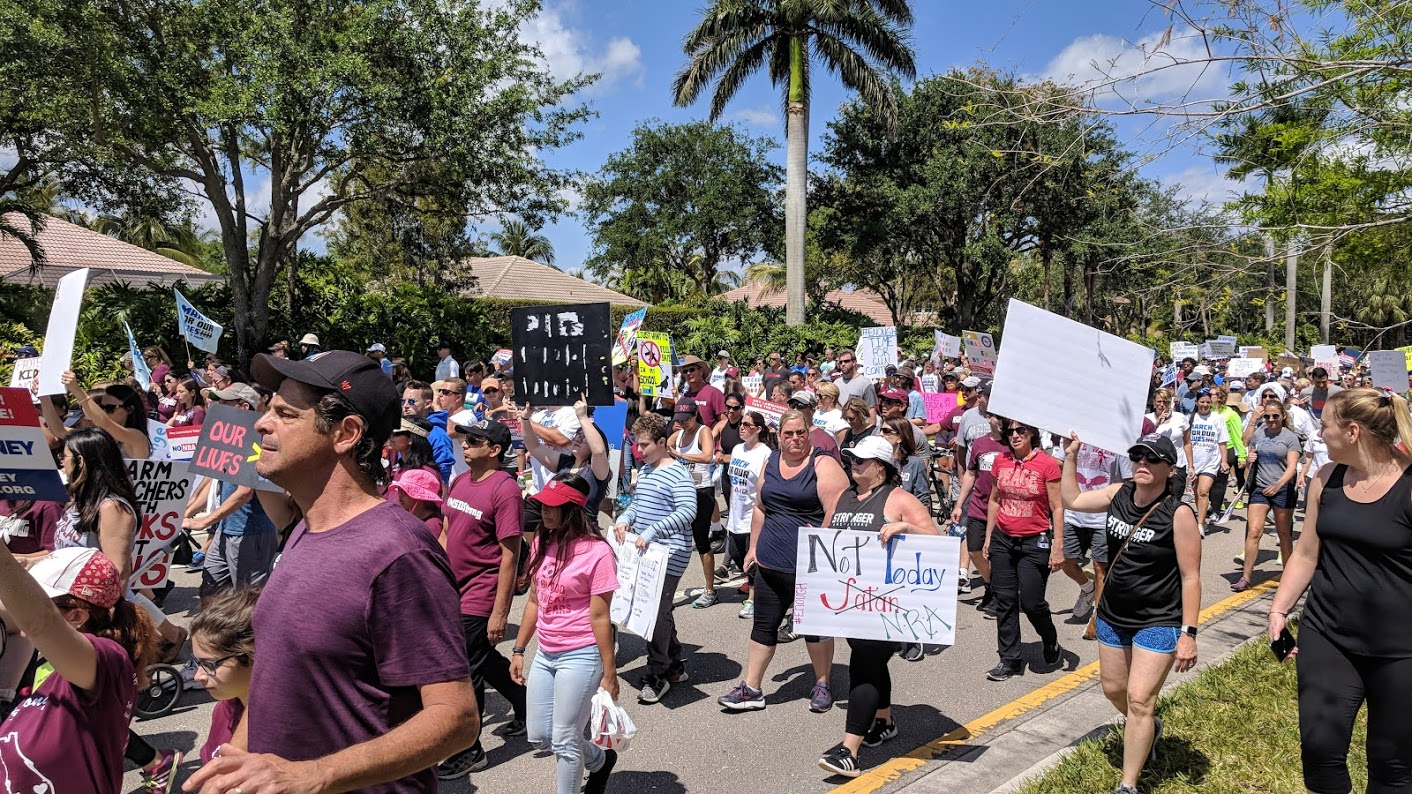
طلاب من مدرسة Marjory Stoneman Douglas الثانوية وأولياء الأمور وآخرين يسيرون في مسيرة من أجل حياتنا الاحتجاجية في باركلاند ، فلوريدا في 2018.

- 2018 - حضر الرئيس دونالد ترامب والزعيم الكوري الشمالي كيم جونغ أون قمة في سنغافورة، وهي المرة الأولى التي يلتقي فيها قادة بلديهما شخصيًا.
- 2018 - انتخب جاير بولسونارو كرئيس 38 للبرازيل. طُعن بولسونارو خلال الحملة الانتخابية وخضع لثلاث عمليات جراحية.
- 2018 - أقيم حفل زفاف الأمير هاري وميغان ماركل في كنيسة سانت جورج بإنجلترا، بحضور 1.9 مليار شخصًا عالميًا.
- 2018 - تحالف باكاتان هارابان بقيادة المعارضة، بقيادة رئيس الوزراء السابق مهاتير محمد، يؤمن أغلبية برلمانية في البرلمان الماليزي، منهيا حكم 61 عاما لائتلاف باريسان الوطني منذ الاستقلال في عام 1957.
- 2019 - البرلمان الأوروبي ينتخب أورسولا فون دير لاين رئيسة جديدة للمفوضية الأوروبية.
- 2019 - في 10 يناير، تدخل فنزويلا في أزمة رئاسية بعد أن أدت النتائج المتنازع عليها للانتخابات الرئاسية الفنزويلية لعام 2018 إلى إعلان خوان غوايدو رئيسًا بالإنابة ، معارضة نيكولاس مادورو .
- 2019 - الرئيس دونالد ترامب والزعيم الكوري الشمالي كيم جونغ أون يلتقيان في قمة هانوي 2019 بين كوريا الشمالية والولايات المتحدة في فيتنام .
- 2019 - في مارس، انهارت أراضي تنظيم الدولة الإسلامية الإرهابية في سوريا وسط الحرب الأهلية السورية. بعد سنوات من التراجع العالمي، تنتقل الجماعة المتطرفة من دولة بدائية إلى تمرد حيث تحتفظ بفروعها ونفوذها في مناطق في جميع أنحاء العالم.
- 2019 - بوريس جونسون يصبح رئيس وزراء المملكة المتحدة بعد فوزه على جيريمي هانت في مسابقة القيادة خلفًا لتيريزا ماي .
- 2019 - أكثر من مليون شخص في هونغ كونغ يحتجون على التشريع المقترح بشأن تسليم المجرمين إلى الصين.
- 2019 - سانا مارين، البالغة من العمر 34 عامًا، تصبح أصغر رئيسة وزراء في العالم بعد اختيارها لقيادة الحزب الديمقراطي الاجتماعي الفنلندي.
- 2019 - في 18 ديسمبر، عزلت الرئيس دونالد ترامب من قبل مجلس النواب الأمريكي .
- 2019 - الإمبراطور اكيهيتو من اليابان يتخلى عن من له العرش، تنازل الأولى التي يقوم بها العاهل الياباني في ما يقرب من قرنين من الزمان. يُنهي التنازل عن العرش حقبة هيسي في اليابان ويبدأ عهد ريوا مع صعود الإمبراطور الجديد ناروهيتو العرش في الأول من مايو.

### عقد 2020

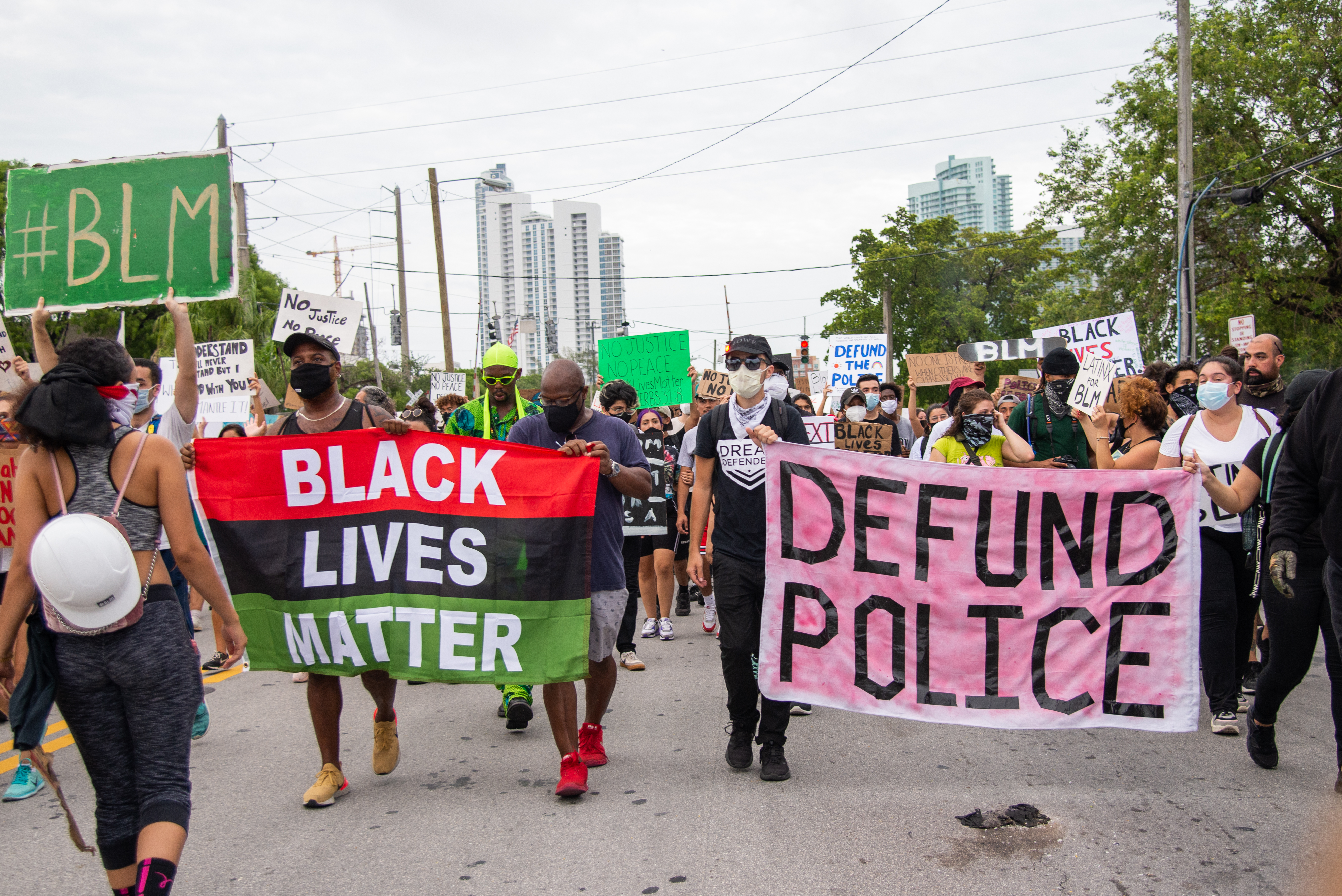
احتجاجات جورج فلويد في ميامي أثناء وباء COVID-19 في يونيو 2020.

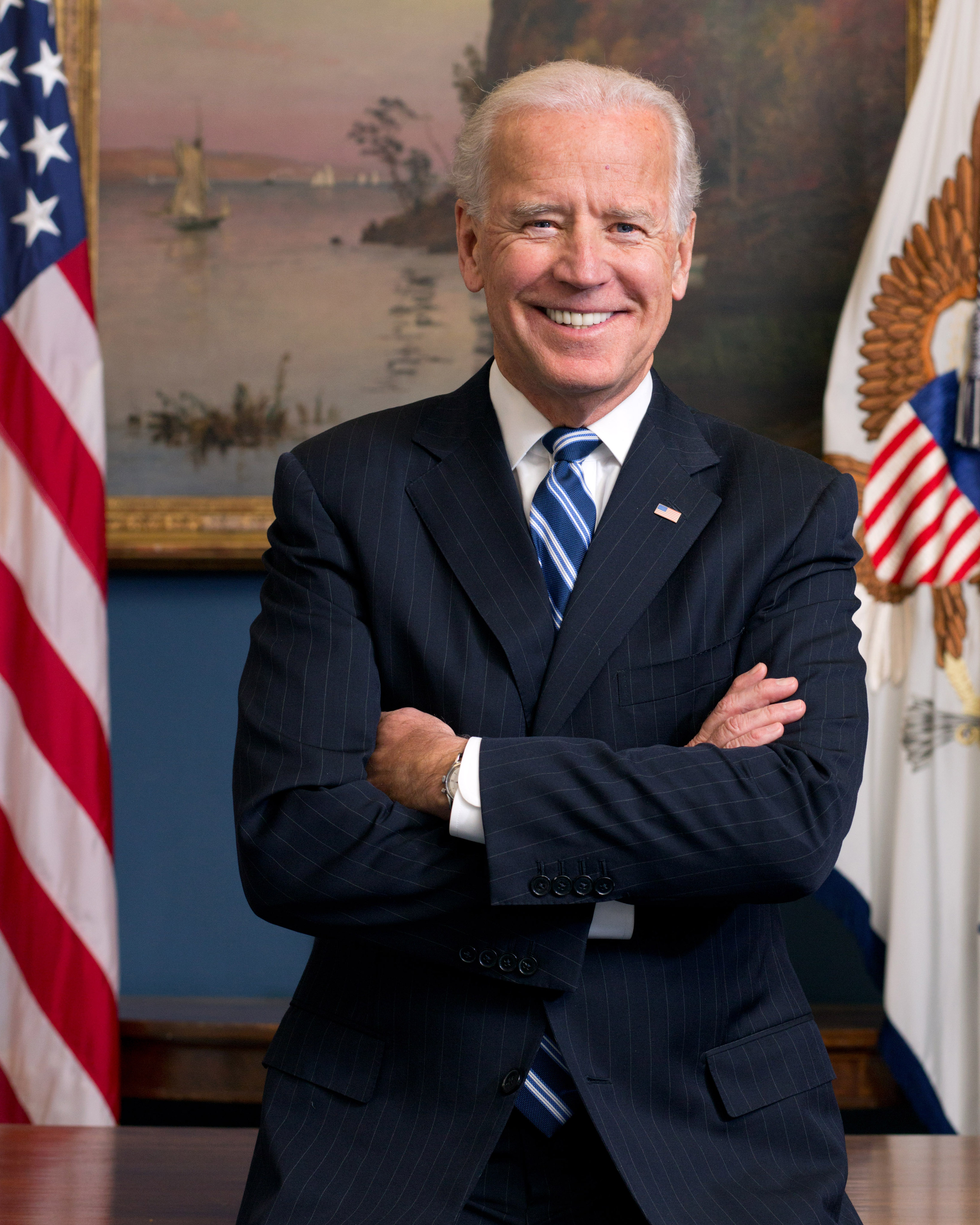
جو بايدن ، الرئيس المنتخب للولايات المتحدة.

- 2020 - قتلت غارة أمريكية بطائرة مسيرة على مطار بغداد الدولي الجنرال الإيراني قاسم سليماني وزعيم الميليشيات العراقية أبو مهدي المهندس. بعد خمسة أيام ، نفذت إيران ضربات صاروخية انتقامية على القواعد الأمريكية في العراق، بينما أسقط الحرس الثوري الإيراني رحلة الخطوط الجوية الدولية الأوكرانية 752 بعد أن اعتقدت خطأ أنها صاروخ كروز أمريكي.
- 2020 - جائحة عالمي لـ SARS-CoV-2 ، الفيروس المسبب لـ مرض فيروس كورونا 2019. حدث اضطراب اقتصادي واسع النطاق، بما في ذلك انهيار سوق الأوراق المالية، خلال الوباء.
- 2020 - أصبحت المملكة المتحدة أول دولة عضو تغادر الاتحاد الأوروبي.
- 2020 - اندلعت احتجاجات ناجمة عن مقتل جورج فلويد في مئات المدن في الولايات المتحدة وحول العالم.
- 2020 - تمرر الصين قانون الأمن القومي المثير للجدل في هونج كونج، مما يسمح للصين بقمع معارضة بكين في الداخل أو في الخارج.
- 2020 - أصبحت كامالا هاريس مرشحة الحزب الديمقراطي لمنصب نائب رئيس الولايات المتحدة ، مما يجعلها أول أميركية من أصل أفريقي وأول أميركية من أصل آسيوي وثالث امرأة ترشح لمنصب نائب الرئيس على بطاقة حزب كبير.
- 2020 - تمرد جنود من القوات المسلحة المالية في قاعدة عسكرية يتطور إلى انقلاب. الرئيس إبراهيم بو بكر كيتا ورئيس الوزراء بوبو سيسي ، من بين كبار المسؤولين الحكوميين والعسكريين.
- 2020 - رئيس الوزراء السوداني عبد الله حمدوك وعبدالعزيز الحلو زعيم الحركة الشعبية لتحرير السودان – الشمال يوقعان اتفاقية لتحويل البلاد إلى دولة علمانية.
- 2020 - كوسوفو وصربيا تعلنان عن تطبيع العلاقات الاقتصادية.
- 2020 - توقع إسرائيل والسودان والإمارات العربية المتحدة والبحرين اتفاقيات لتطبيع العلاقات الدبلوماسية رسميًا.
- 2020 - تشن أذربيجان حملة عسكرية ناجحة ضد القوات الأرمينية لاستعادة منطقة ناغورنو كاراباخ المتنازع عليها. تركيا ترسل مرتزقة سوريين للمساعدة في هذا المسعى ، وتنهي روسيا الصراع بنشر قوات حفظ سلام.
- 2020 - تتهم بعثة تقصي الحقائق التابعة لمجلس حقوق الإنسان التابع للأمم المتحدة رسميًا الحكومة الفنزويلية بارتكاب جرائم ضد الإنسانية ، بما في ذلك حالات القتل والتعذيب والعنف ضد المعارضة السياسية وحالات الاختفاء منذ عام 2014. ومن بين المتورطين الرئيس نيكولاس مادورو وغيره من كبار المسؤولين الفنزويليين في التهم.
- 2020 - أصدرت فرنسا وألمانيا والمملكة المتحدة مذكرة شفوية مشتركة إلى الأمم المتحدة ترفض مطالبات الصين ببحر الصين الجنوبي ، وتؤيد الحكم في الفلبين ضد الصين التي قالت إن الحقوق التاريخية لكل خط من تسعة شرطة لاتفاقية الأمم المتحدة لقانون البحار. الا ان البيان يقول انهم «لا يتخذون موقفا» بشأن «السيادة الإقليمية»
- 2020 - استقالة رئيس قيرغيزستان سورونباي جينبيكوف من منصبه بعد أسابيع من الاحتجاجات الحاشدة في أعقاب الانتخابات البرلمانية في أكتوبر 2020 ؛ يتولى زعيم المعارضة صدير جاباروف منصبه كرئيس بالوكالة ورئيس وزراء قيرغيزستان.
- 2020 - انتخب جو بايدن الرئيس 46 للولايات المتحدة.
- 8 سبتمبر 2022 – وفاة الملكة إليزابيث الثانية ملكة المملكة المتحدة وست عشرة دولة من دول الكومنولث، عن عمر ناهز 96 عامًا، وولي العهد تشارلز يخلفها ملكًا.
- 10 سبتمبر 2022 – تنصيب تشارلز الثالث ملكا لبريطانيا.
- 8 ديسمبر 2024 - تحرير العاصمة السورية دمشق بالكامل من قبل إدارة العمليات العسكرية ضمن عملية ردع العدوان, وسقوط نظام بشار الأسد الذي امتد 24 عامًا، و سقوط حكم آل الأسد لسوريا الذي امتد قرابة 54 عاماً.
- 2025 - انتخاب قائد الجيش اللبناني العماد جوزيف عون رئيسًا للجمهورية اللبنانية بعد سنتين من شغور المنصب.

## السياسة والحروب والدول

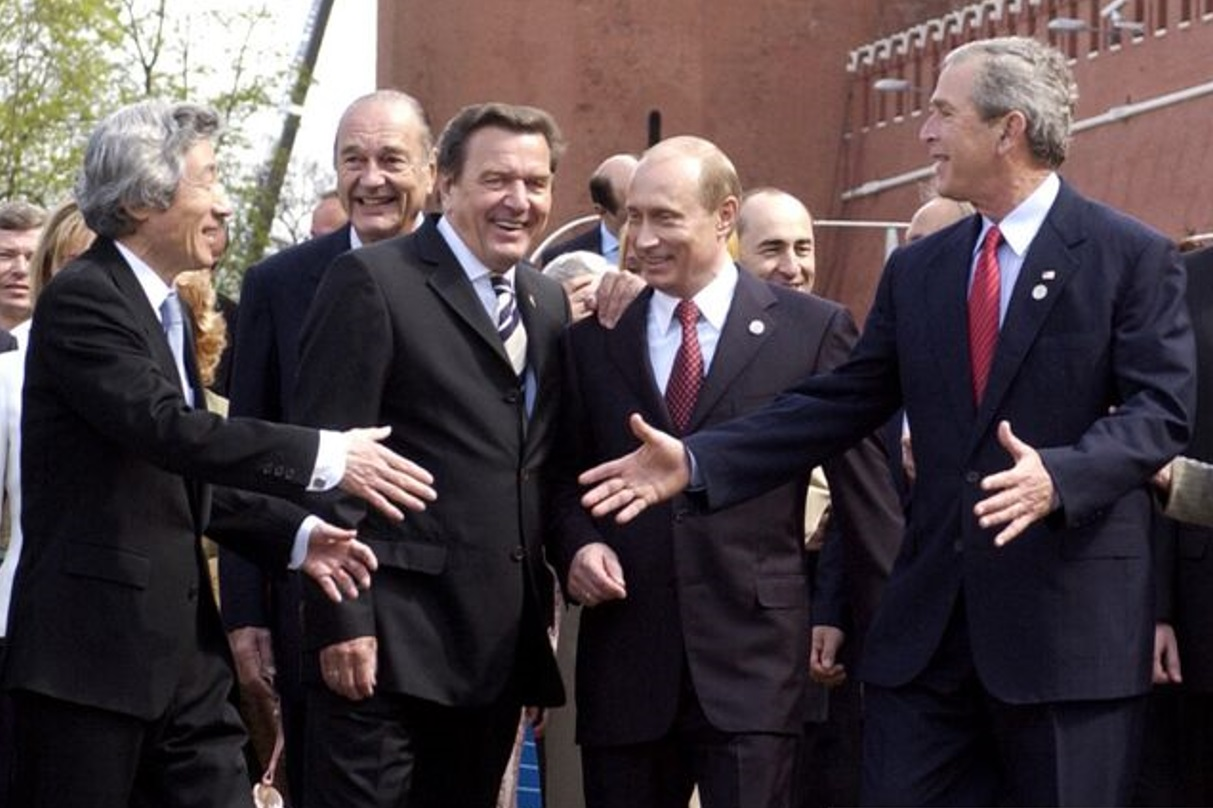
الرئيس الروسي فلاديمير بوتين مع جورج دبليو بوش وقادة غربيين آخرين في موسكو ، 9 مايو 2005

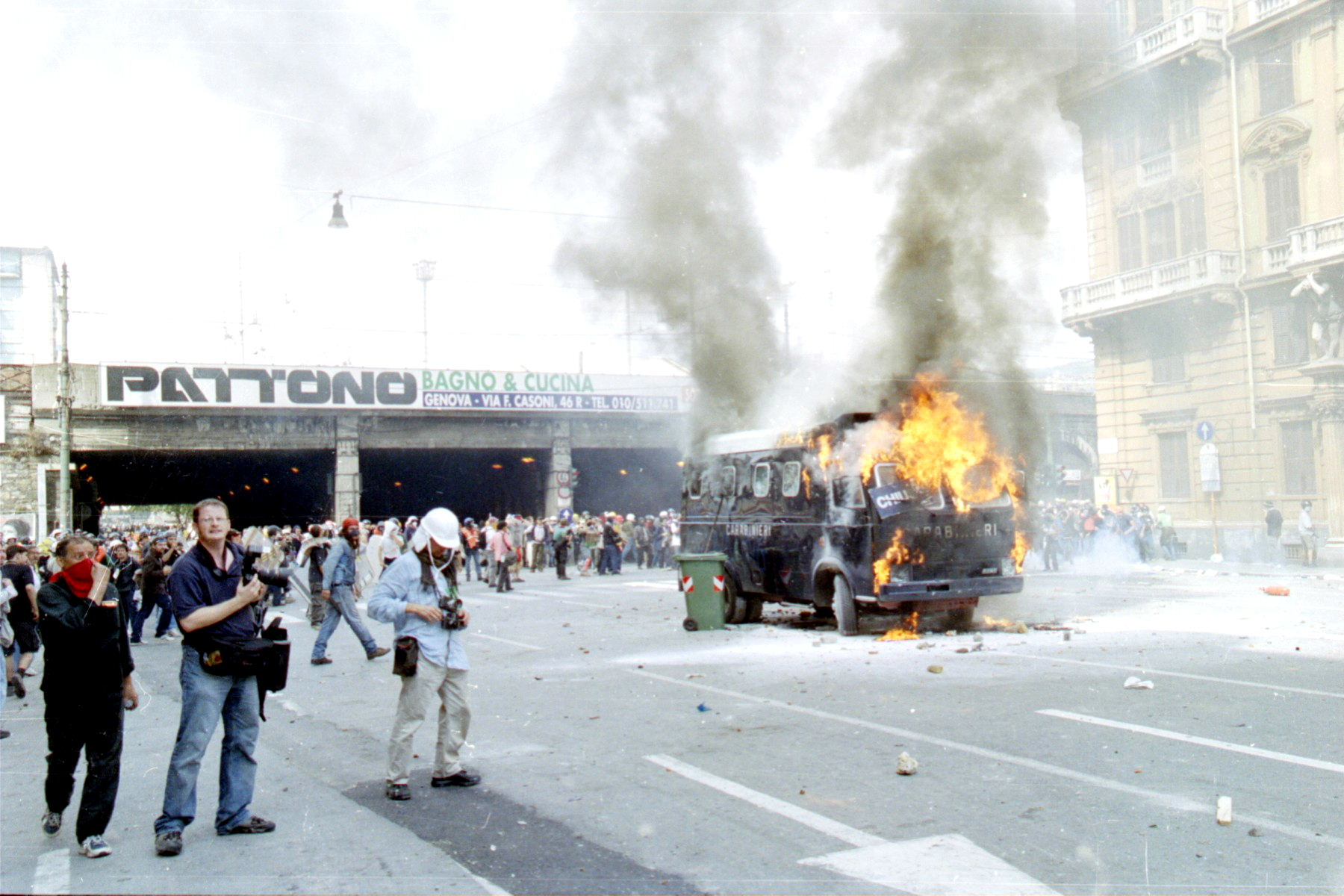
يحاول المتظاهرون منع أعضاء مجموعة الثماني من حضور القمة خلال القمة السابعة والعشرين لمجموعة الثماني في جنوة بإيطاليا عن طريق حرق المركبات على الطريق الرئيسي للقمة.

### الدول الجديدة والتغييرات الإقليمية
حصلت بعض المناطق على استقلالها خلال القرن الحادي والعشرين. هذه قائمة بالدول ذات السيادة التي نالت استقلالها في القرن الحادي والعشرين واعترفت بها الأمم المتحدة .

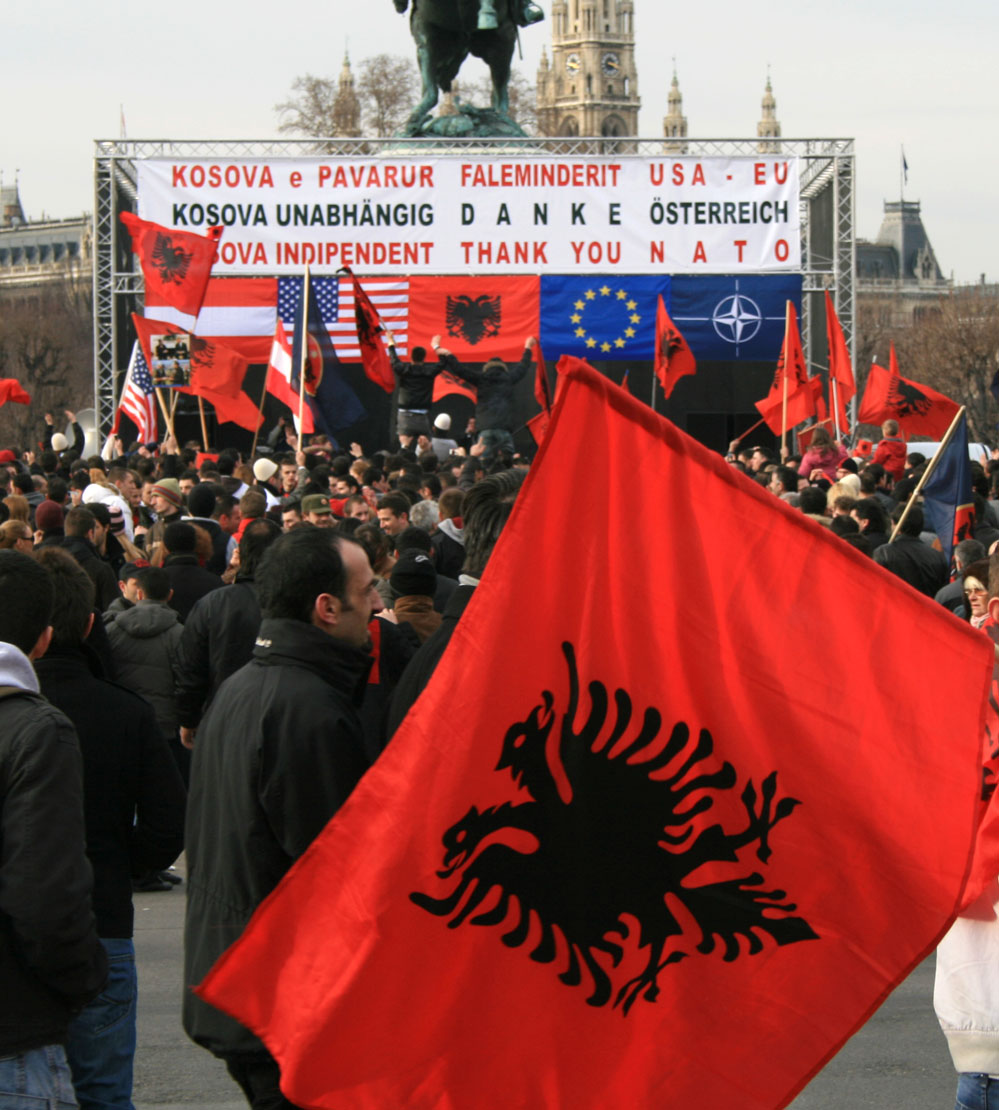
الاحتفال بإعلان استقلال كوسوفو

- تيمور الشرقية [47] في 20 مايو 2002.
- مونتينيغرو في 3 يونيو 2006.
- صربيا في 3 يونيو 2006.
- جنوب السودان في 9 يوليو 2011.

اكتسبت هذه الدول السيادة من خلال إصلاح الحكومة:
- جزر القمر في 23 ديسمبر 2001

حل اتحاد جزر القمر محل جمهورية القمر الاتحادية الإسلامية
- دولة أفغانستان الإسلامية الانتقالية في 13 يوليو 2002

حلت دولة أفغانستان الإسلامية الانتقالية محل دولة أفغانستان الإسلامية .
- صربيا والجبل الأسود في 4 فبراير 2003.

حل اتحاد دولة صربيا والجبل الأسود محل جمهورية يوغوسلافيا الاتحادية .
- جمهورية أفغانستان الإسلامية في 7 ديسمبر 2004.

حلت جمهورية أفغانستان الإسلامية محل دولة أفغانستان الإسلامية الانتقالية
- جمهورية نيبال الديمقراطية الاتحادية في 28 مايو 2008.

حلت جمهورية نيبال الديمقراطية الفيدرالية محل مملكة نيبال .
- المجلس الوطني الانتقالي الليبي في 20 أكتوبر 2011.

حل المجلس الوطني الانتقالي الليبي محل الجماهيرية العربية الليبية الشعبية الاشتراكية العظمى .
- دولة ليبيا في 8 أغسطس 2012.

حلت دولة ليبيا محل المجلس الوطني الانتقالي الليبي .
أعلنت هذه الأراضي استقلالها وحصلت على حكم ذاتي نسبي ولكن لم تعترف بها إلا بعض الدول الأعضاء في الأمم المتحدة
- كوسوفو في 17 فبراير 2008. (معترف بها جزئيا)
- أوسيتيا الجنوبية في 26 أغسطس 2008. (معترف بها جزئيا)
- أبخازيا في 26 أغسطس 2008. (معترف بها جزئيا)

أعلنت هذه الأراضي استقلالها وحصلت على حكم ذاتي نسبي لكن لم يعترف بها أحد:
- تنظيم الدولة الإسلامية (داعش) في يونيو 2014. استولت على جزء كبير من العراق وسوريا وليبيا. وهي تعتبر منظمة إرهابية.
- جمهورية كاتالونيا في 27 أكتوبر 2017. برلمان كتالونياأعلنت الجمهورية الكاتالونية ، لكن مملكة إسبانيا لم تعترف بذلك وفرضت لفترة من الوقت حكمًا مباشرًا. (انظر استفتاء استقلال كتالونيا 2017 و2017–2018)

تم ضم هذه الأراضي من دولة ذات سيادة، ولم يتم الاعتراف بهذا الإجراء إلا من قبل بعض الدول الأعضاء في الأمم المتحدة:
- جمهورية القرم ضمت من أوكرانيا إلى الاتحاد الروسي في 18 مارس 2014.

## العلوم والتكنولوجيا

### استكشاف الفضاء

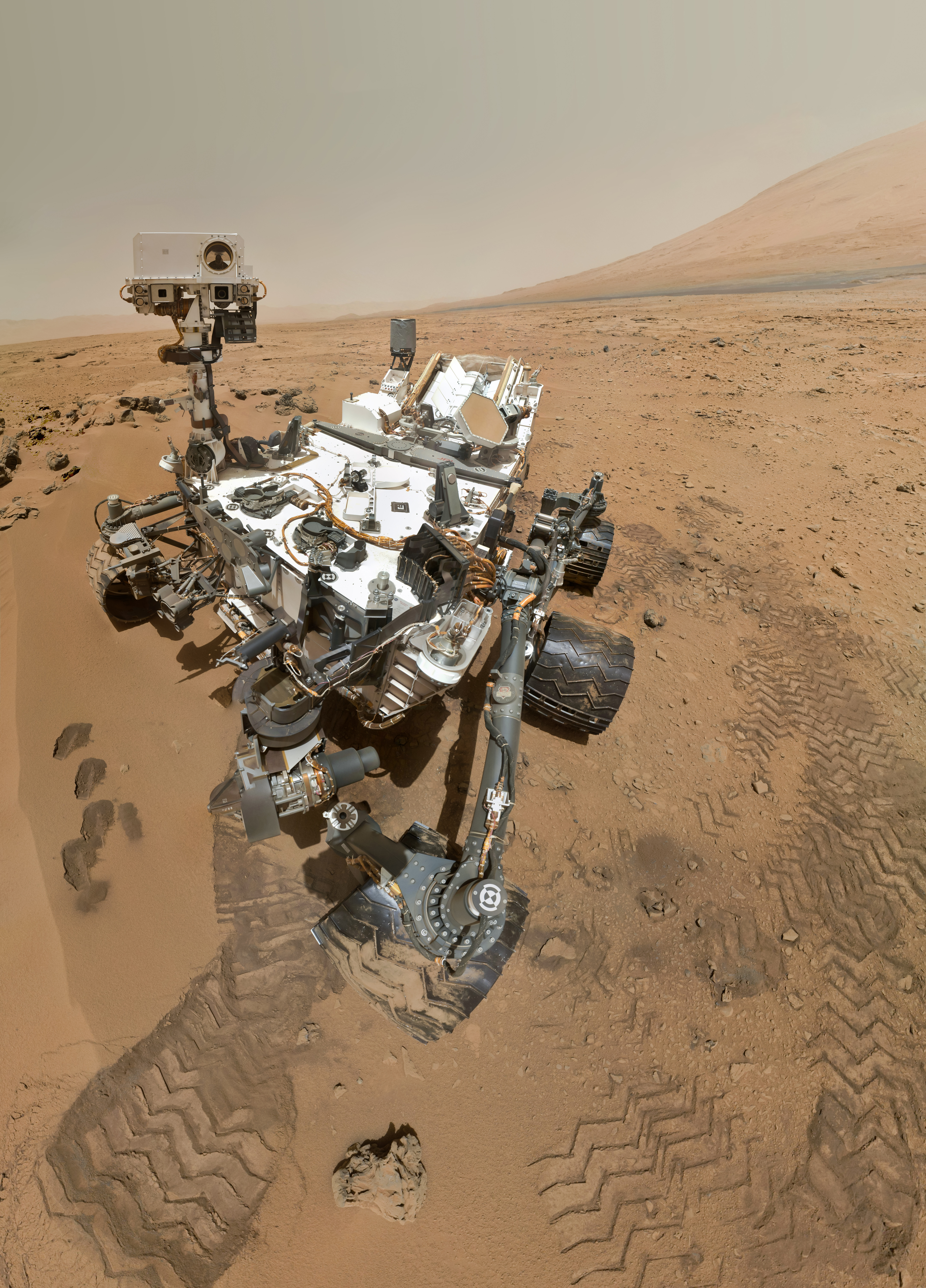
ناسا تهبط بنجاح المركبة الفضائية كيوريوسيتي على سطح المريخ.

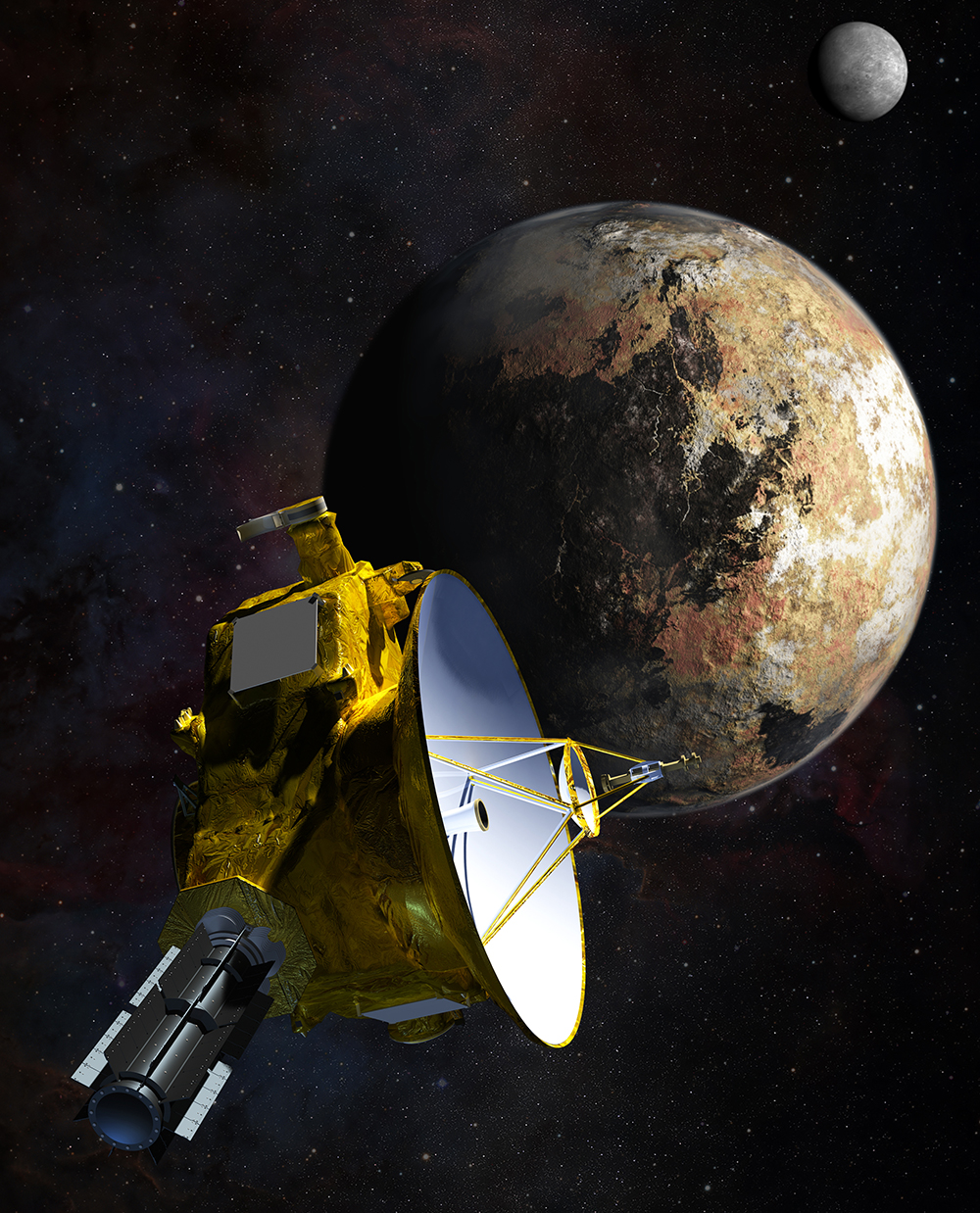
انطباع الفنان من نيوهورايزن لقاء ' مع نظام بلوتو-شارون.

2001 - أصبح دينيس تيتو أول سائح فضاء قام بدفع 19 مليون دولار لركوب محطة الفضاء الدولية.
2003 - كارثة مكوك الفضاء كولومبيا في 1 فبراير.
2003 - أطلق برنامج الفضاء الصيني أول رحلة فضاء مأهولة ، شنتشو 5، في 15 أكتوبر. وهذا جعل الصين ثالث دولة في العالم تمتلك قدرة فضائية مأهولة.
2004 - هبوط مركبات استكشاف المريخ على سطح المريخ ؛ تكتشف الفرصة دليلاً على أن منطقة من المريخ كانت مغطاة بالمياه.
2004 - قامت شركة SpaceShipOne بأول رحلة فضائية بشرية ممولة من القطاع الخاص ، في 21 يونيو.
2005 - هبوط مسبار Huygens على تيتان ، أكبر أقمار زحل ، 14 يناير.
2006 - إطلاق مسبار نيو هورايزونز إلى بلوتو في 19 يناير.
2006 - إعادة تصنيف بلوتو من كوكب إلى كوكب قزم ، تاركًا النظام الشمسي بثمانية كواكب.
2007 - أطلقت الصين أول مهمة قمرية لها على متن سفينة Chang'e 1، في 24 أكتوبر.
2008 - أطلقت الهند أول مهمة قمرية لها Chandrayaan-1 والتي تضمنت مركبة مدارية للاستشعار عن بعد ومُصادم في 22 أكتوبر 2008. وجعلت الهند الدولة الثالثة التي تضع علمها على القمر.
2008 - أطلق برنامج الفضاء الصيني ثالث رحلة فضاء مأهولة تحمل أول طاقم مكون من ثلاثة أشخاص ، وقام بأول سير في الفضاء يجعل الصين ثالث دولة بعد روسيا والولايات المتحدة للقيام بذلك ، شنتشو 7، في 25 سبتمبر.
2008 - اكتشف فينيكس الجليد المائي على المريخ.
2009 - أطلقت إيران أول قمر صناعي لها ، أوميد ، في 2 فبراير.
2009 - منظمة أبحاث الفضاء الهندية تكتشف وجود الماء على القمر.
2011 - ناسا تقاعد آخر مكوك فضاء ، أتلانتس ، معلنة نهاية برنامج المكوك الذي استمر ثلاثة عقود.
2012 - الإطلاق الناجح الخمسين على التوالي لمنصة الإطلاق الأوروبية Ariane 5، في 2 أغسطس.
2012 - سبيس إكس ينجح في تسليم البضائع إلى محطة الفضاء الدولية.
2012 - ناسا تهبط بنجاح المركبة الفضائية كيوريوسيتي على سطح المريخ.
2014 - مهمة مركبة المريخ الهندية ، وهي أول محاولة تقوم بها الدولة لإرسال مركبة فضائية إلى المريخ ، دخلت المدار بنجاح في 24 سبتمبر ، مما جعل الهند رابع دولة في العالم تحقق هذا الهدف.
2014 - هبطت المركبة الفضائية الروبوتية التابعة لوكالة الفضاء الأوروبية فيلة بنجاح على المذنب 67P ، وهو أول هبوط للمذنب على الإطلاق.
2015 - في 14 يوليو ، أصبحت مركبة الفضاء نيو هورايزونز التابعة لوكالة ناسا أول من حلقت بالقرب من بلوتو ، في مهمة لتصوير وجمع البيانات عن نظامها الكوكبي. لم تقم أي مركبة فضائية أخرى بهذه المهمة حتى الآن من الأرض.
2015 - في 28 سبتمبر ، أعلنت وكالة ناسا أنه تم العثور على ماء سائل على سطح المريخ.
2016 - في 4 يوليو ، تحرك مسبار الفضاء جونو التابع لناسا في مدار قطبي لدراسة كوكب المشتري.
2017 - تم اكتشاف سبعة كواكب خارجية بحجم الأرض حول TRAPPIST-1، ثلاثة منها يحتمل أن تكون صالحة للسكن.
2017 - أطلقت SpaceX SES-10 في المرحلة الأولى التي أعيد استخدامها ، لتصبح أول رحلة إعادة طيران من معزز من الدرجة المدارية.
2019 - أجرت نيو هورايزونز رحلة طيران على ارتفاع 486958 أروكوث ، وهو أبعد جسم تزوره مركبة فضائية.
2019 - أصبح المسبار الصيني Chang'e 4 أول جسم من صنع الإنسان يهبط على الجانب البعيد من القمر.
2019 - اختتمت وكالة ناسا مهمة المركبة الجوالة التي استمرت 15 عامًا بعد عدم قدرتها على إيقاظ العربة الجوالة من السبات.
2019 - أطلقت إسرائيل أول مركبة فضائية لها ، بيريشيت ، باتجاه القمر في 7 أبريل. بعد شهرين من الرحلة ، فشلت المركبة الفضائية في الهبوط وتحطمت على سطح القمر ، مما جعل إسرائيل الدولة السابعة التي تدور بنجاح حول القمر.
2019 - التقط تلسكوب Event Horizon الصورة الأولى للثقب الأسود الهائل داخل مجرة Messier 87

### الفيزياء
- 2003 - رصدات WMAP للخلفية الكونية الميكروية .
- 2010 - وقعت أول تصادمات عالية الطاقة لمصادم الهادرونات الكبير في مارس 2010.
- 2012 - اكتشف الفيزيائيون بوزون هيغز بناءً على الاصطدامات في مصادم الهادرونات الكبير. إنه آخر جسيم يتم اكتشافه في النموذج القياسي .[48]
- 2013 - دراسة أكثر تفصيلا من الخلفية الكونية من الموجات الميكروية الذي قام به بلانك مساح ونشرت، تقدير عمر الكون 13.8 مليار سنة من العمر (100 مليون سنة أقدم مما كان يعتقد سابقا).
- 2016 - أعلن LIGO عن اكتشاف تدفقات موجات الجاذبية الناتجة عن الاصطدامات الكونية للثقوب السوداء .

### الرياضيات
- 2002 - غريغوري بيرلمان نشر أول سلسلة من برمجية مطبوعات إلكترونية إلى أرخايف، والذي أثبت التخمين بوانكاريه، أول من مسائل القرن الواحد والعشرين التي يتعين حلها.

### التكنولوجيا الحيوية والطب

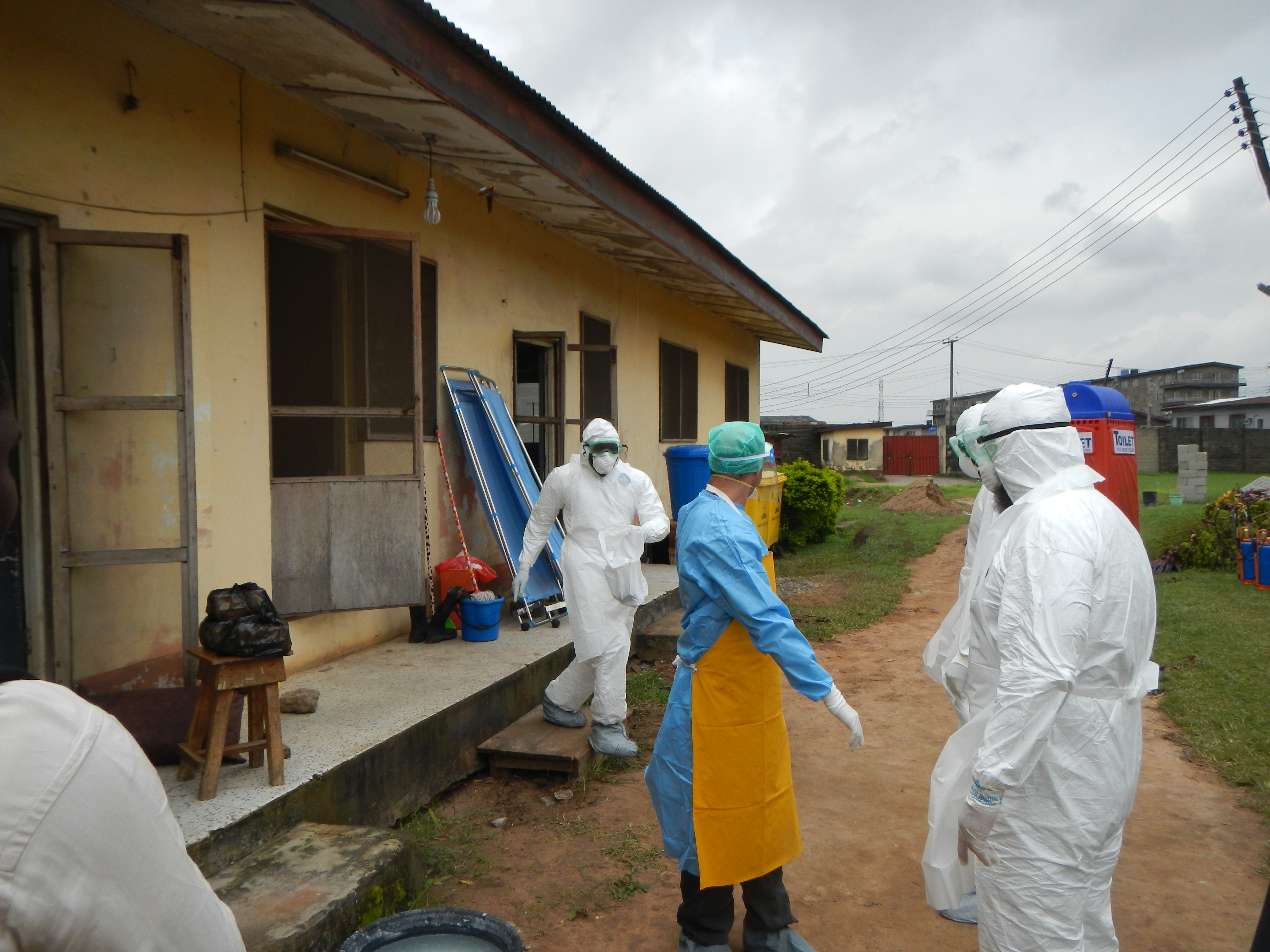
وباء فيروس إيبولا في غرب إفريقيا

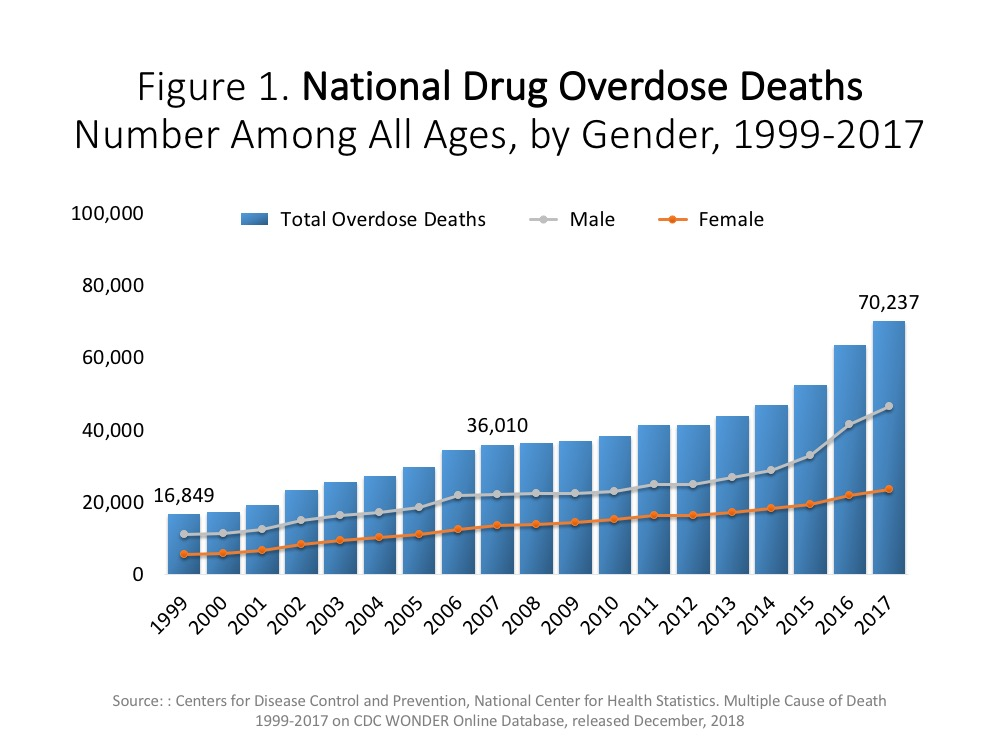
الوفيات بسبب الجرعة الزائدة السنوية في الولايات المتحدة. توفي أكثر من 70200 أمريكي من جرعات زائدة من المخدرات في عام 2017.

- 2002-2004 - انتشر المتلازمة التنفسية الحادة الوخيمة (سارس) في جميع أنحاء العالم في اندلاع السارس 2002-04 .
- 2003 - الانتهاء من مشروع الجينوم البشري
- 2005 - تم إجراء أول عملية زرع جزئي للوجه في فرنسا.
- 2006 - قام الدكتور إيان فريزر ، أفضل أسترالي في العام ، بتطوير لقاح ضد سرطان عنق الرحم .
- 2007 - تركيبات بصرية بصرية (عين إلكترونية) Argus II.
- 2008 - العلماء اليابانيون يصنعون شكلاً من أشكال الحمض النووي الاصطناعي.
- 2008 - لوران لانتيري يجري أول عملية زرع وجه كامل.
- 2009 - ينتشر النوع الفرعي من فيروس الأنفلونزا أ H1N1 في جميع أنحاء العالم - 2009 إنفلونزا الخنازير .
- 2012 - تم إجراء أول عملية زراعة وجه كاملة ناجحة في تركيا.
- 2012 - شكوك أثيرت حول دواء الستاتين .
- 2013 - زراعة أول كلية في المختبر في الولايات المتحدة
- 2013 - أول كبد بشري ينمو من الخلايا الجذعية في اليابان.
- 2014 - انتشار فيروس الإيبولا في غرب إفريقيا ، مما أدى إلى انتشار أكبر وباء في ذلك الوقت ، مع أكثر من 20000 حالة. تم الإبلاغ عن الحالات الأولى خارج إفريقيا.
- 2016 - فيروس زيكا، الذي يسببه البعوض ، يستهدف الأطفال الذين لم يولدوا بعد ، مما يتسبب في تشوهات خلقية عند الأطفال حديثي الولادة مما يجعل بعض النساء الحوامل يخشون السفر إلى الخارج
- 2019 إلى الوقت الحاضر - بدأ انتشار وباء عالمي يسببه فيروس SARS-CoV-2 . بحلول نهاية العام ، توشك بعض البلدان على الانتهاء من مسار عبارة لقاح COVID-19 ، مثل روسيا التي صنعت اللقاح لأول مرة بالفعل.

### الإتصالات

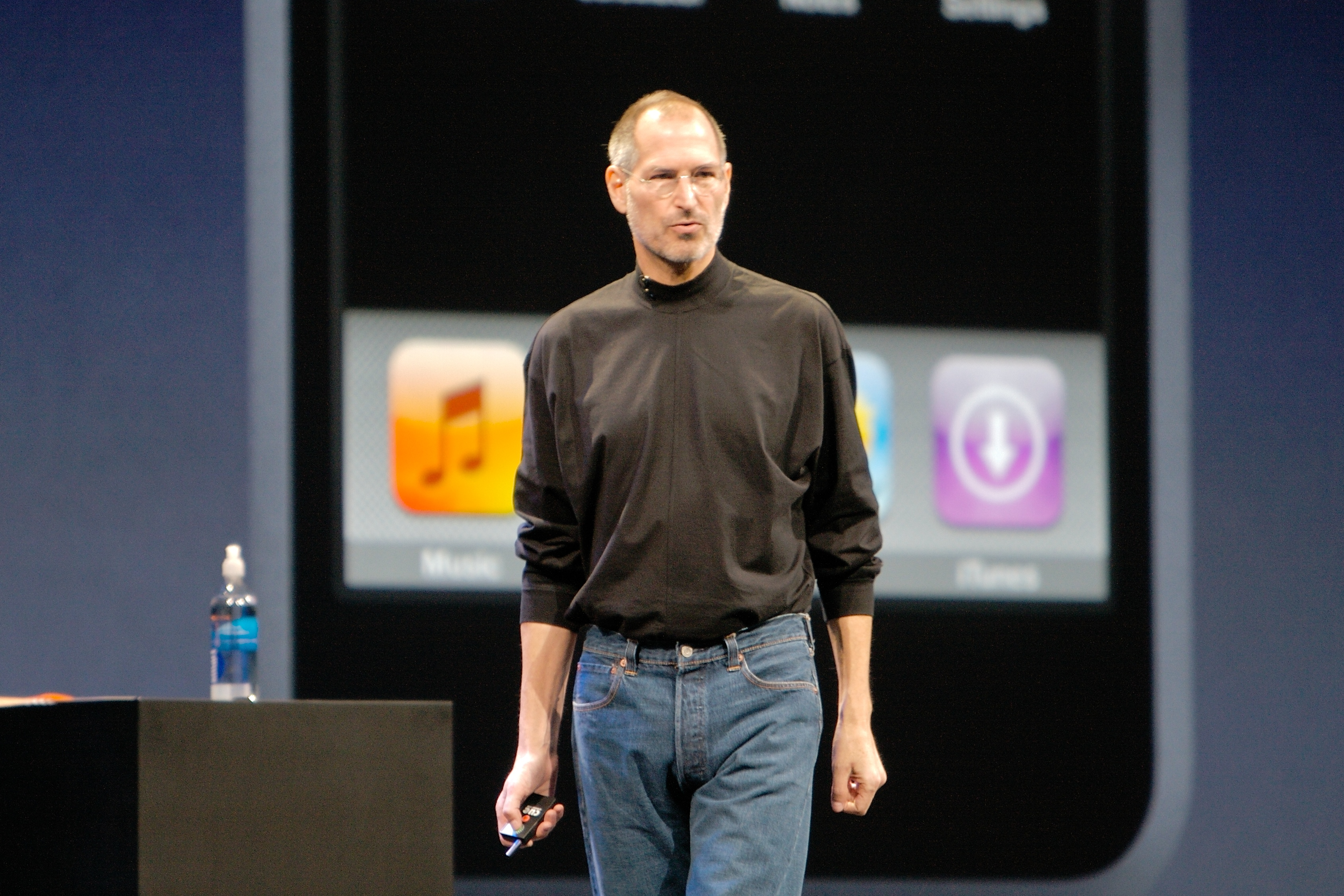
ستيف جوبز يناقش هاتف iPhone ، أول هاتف ذكي ، في عام 2008

استمرت الثورة الرقمية في أوائل القرن الحادي والعشرين مع تزايد استخدام الهواتف المحمولة واستخدام الإنترنت العالمي بشكل كبير ، وأصبحت متاحة للعديد من الأشخاص ، مع المزيد من التطبيقات وسرعات أعلى.
ظهرت الشبكات الاجتماعية في أواخر العقد الأول من القرن الحادي والعشرين كتواصل اجتماعي شائع ، حيث حلت إلى حد كبير محل الكثير من وظائف البريد الإلكتروني ولوحات الرسائل وخدمات المراسلة الفورية . Twitter وFacebook وYouTube وSnapchat كلها أمثلة رئيسية على وسائل التواصل الاجتماعي لاكتساب شعبية واسعة. أدى استخدام كاميرات الويب والكاميرات الأمامية على أجهزة الكمبيوتر والأجهزة ذات الصلة والخدمات مثل Skype وFaceTime إلى انتشار مكالمات الفيديو ومؤتمرات الفيديو .

## الاضطرابات المدنية
- احتجاجات 2001 قمة جنوة G8.

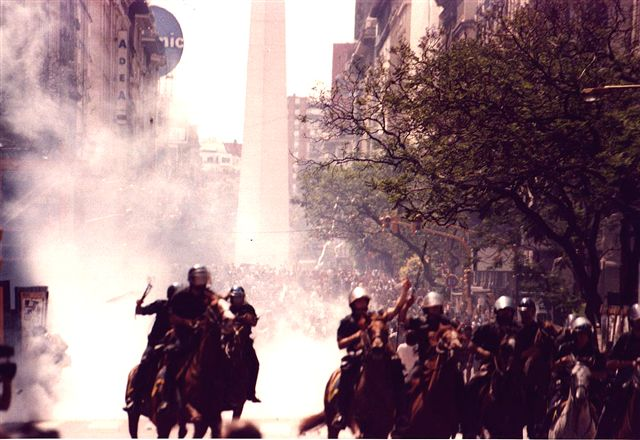
أعمال الشغب في ديسمبر 2001 في الأرجنتين ، والمعروفة أيضًا باسم "الأرجنتينزو".

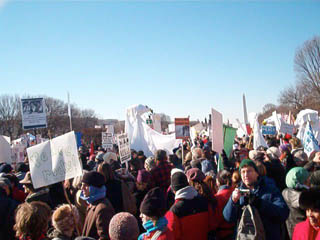
مظاهرة ضد حرب العراق في واشنطن العاصمة ، الولايات المتحدة الأمريكية ، 2003.

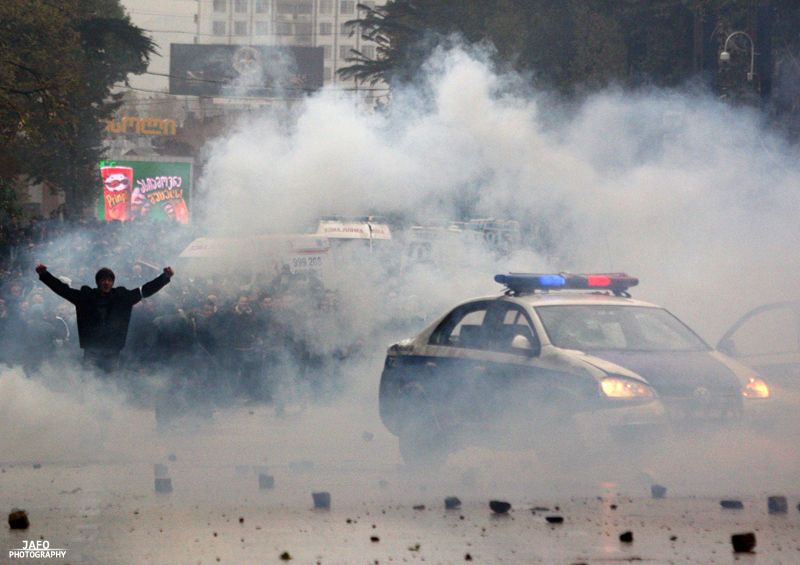
مظاهرات جورجيا 2007 ضد حكومة الرئيس ميخائيل ساكاشفيلي.

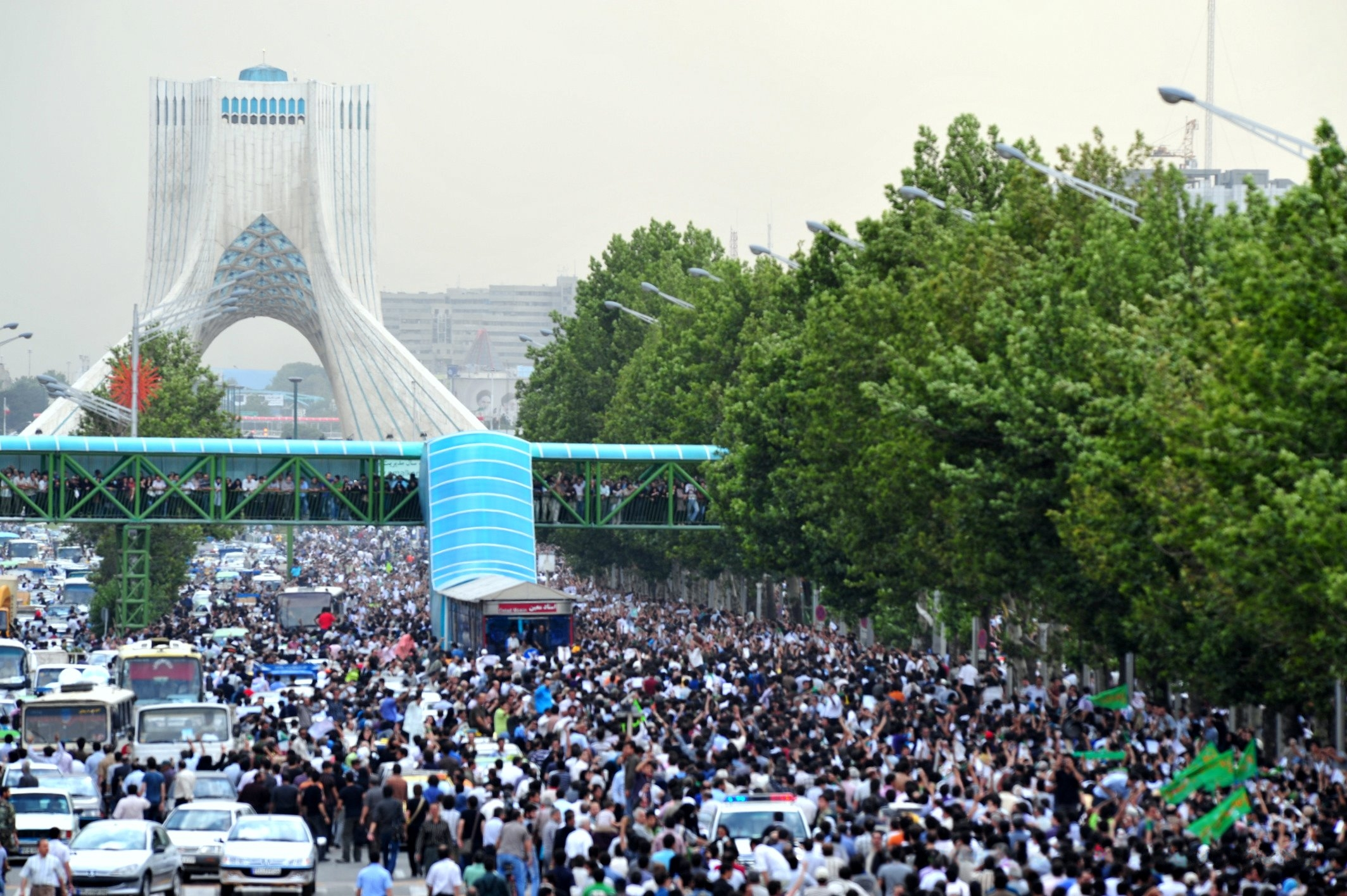
احتجاجات الانتخابات الإيرانية 2009–2010.

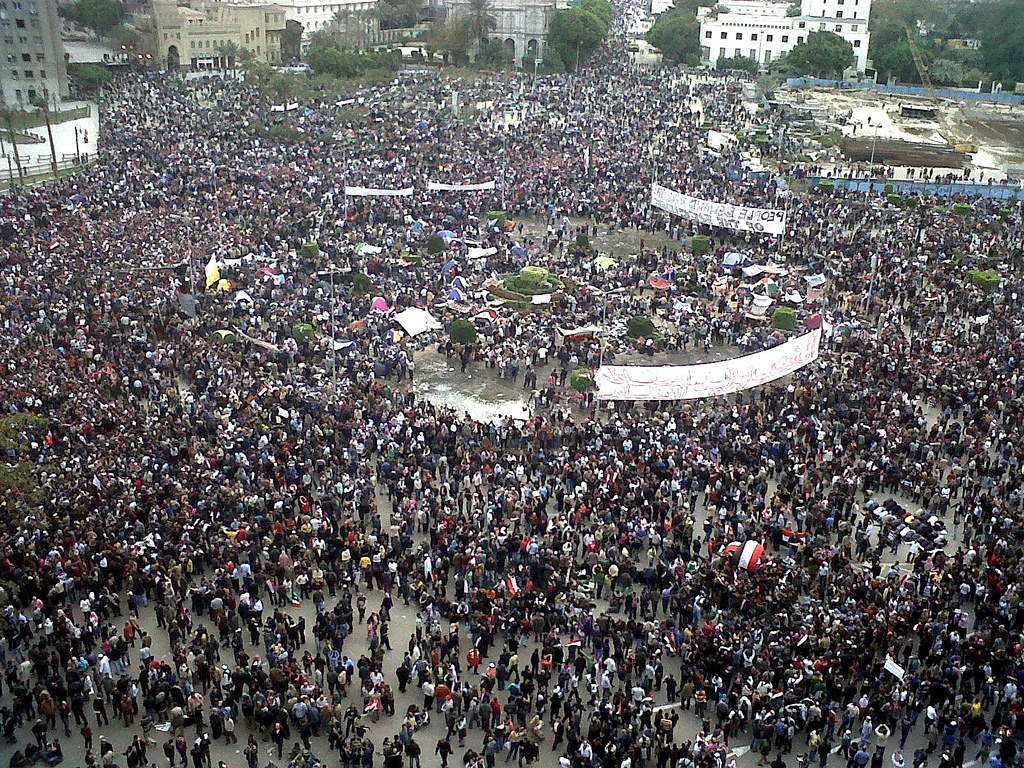
احتجاج ميدان التحرير خلال الربيع العربي في مصر.

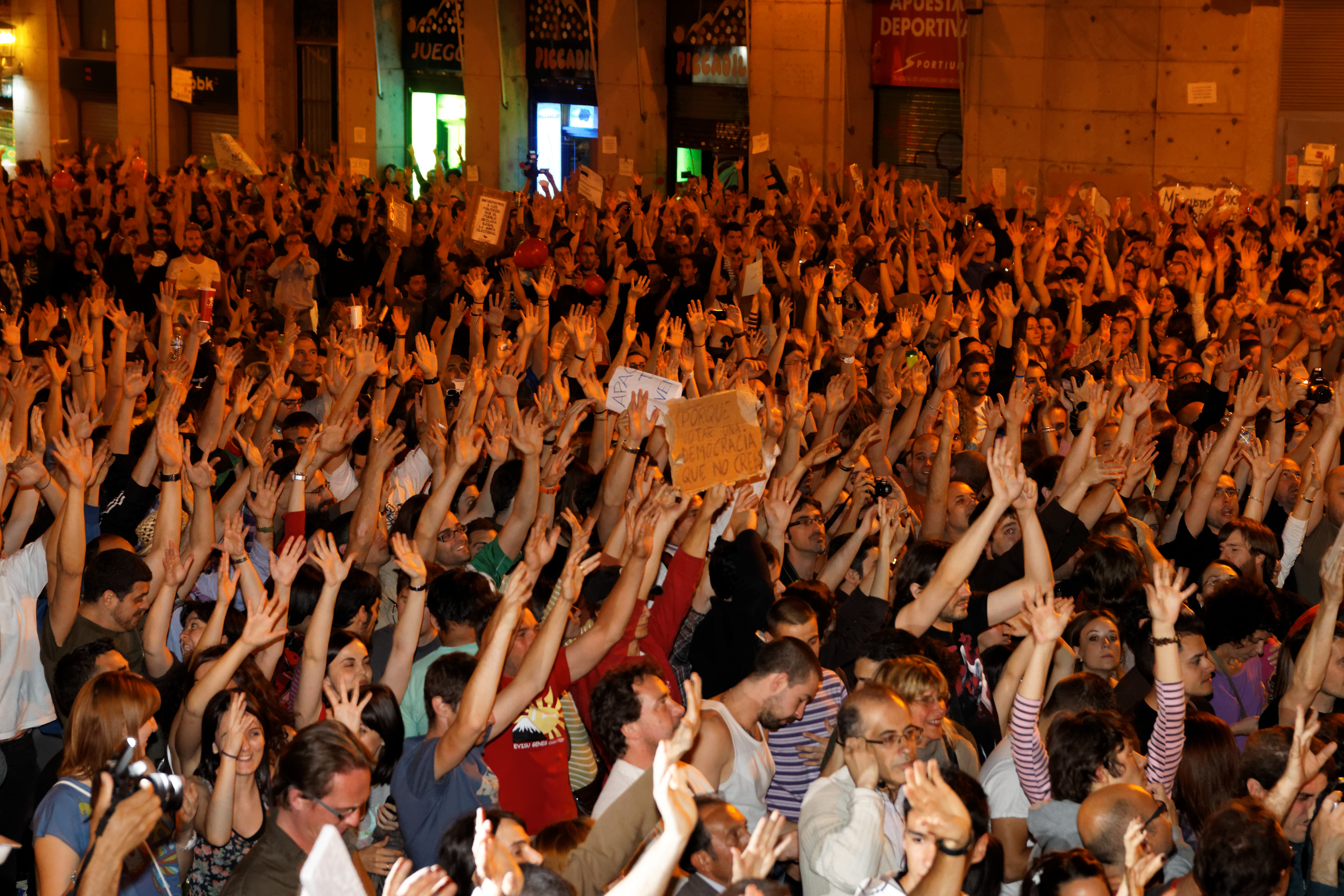
احتجاجات سلمية في مدريد. في أغسطس 2011، وصلت البطالة في إسبانيا إلى 21.2٪ (46.2٪ للشباب).

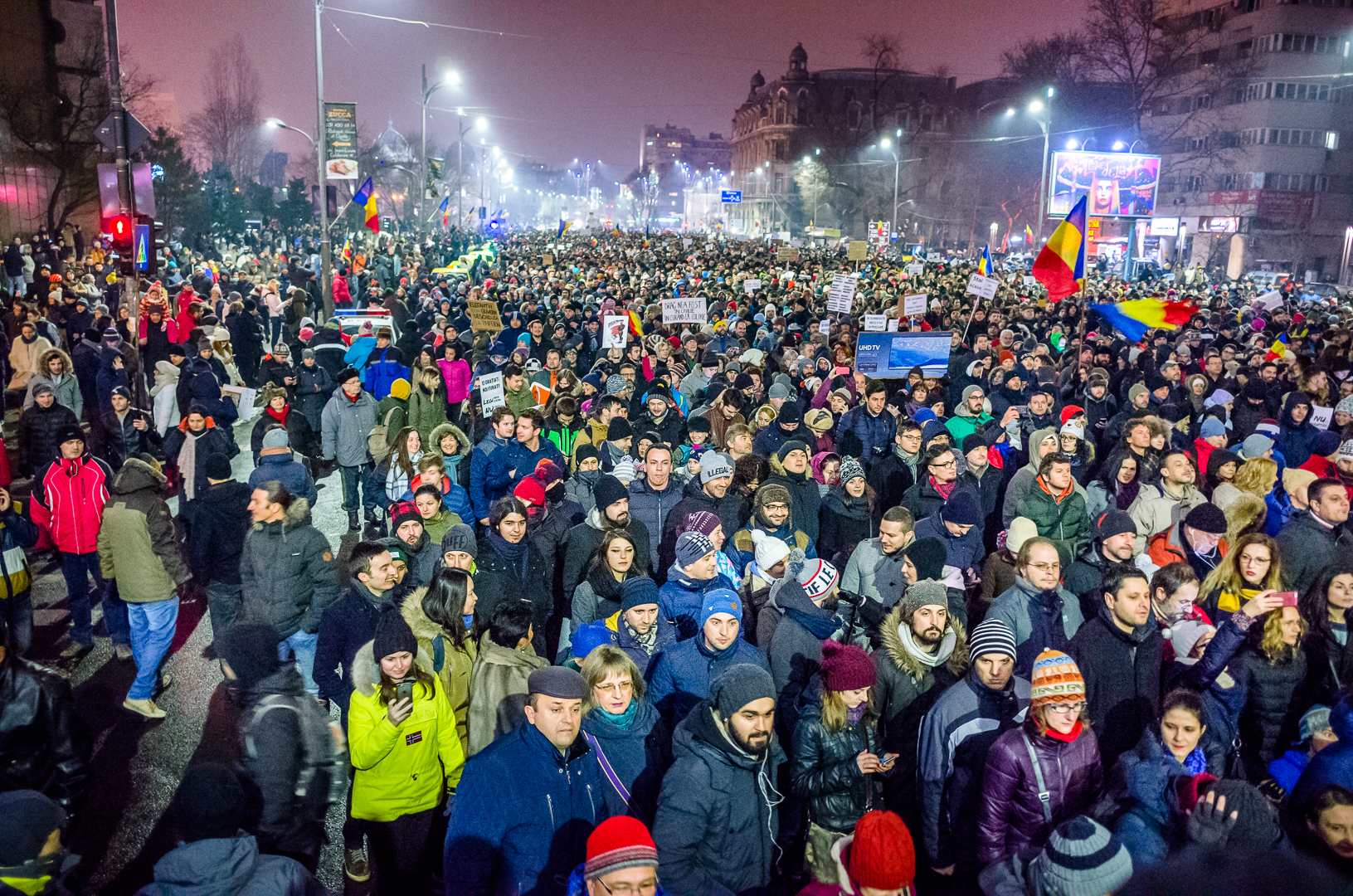
2017-2018 الاحتجاجات الرومانية ضد سياسات الحكومة والفساد ، 22 يناير 2017

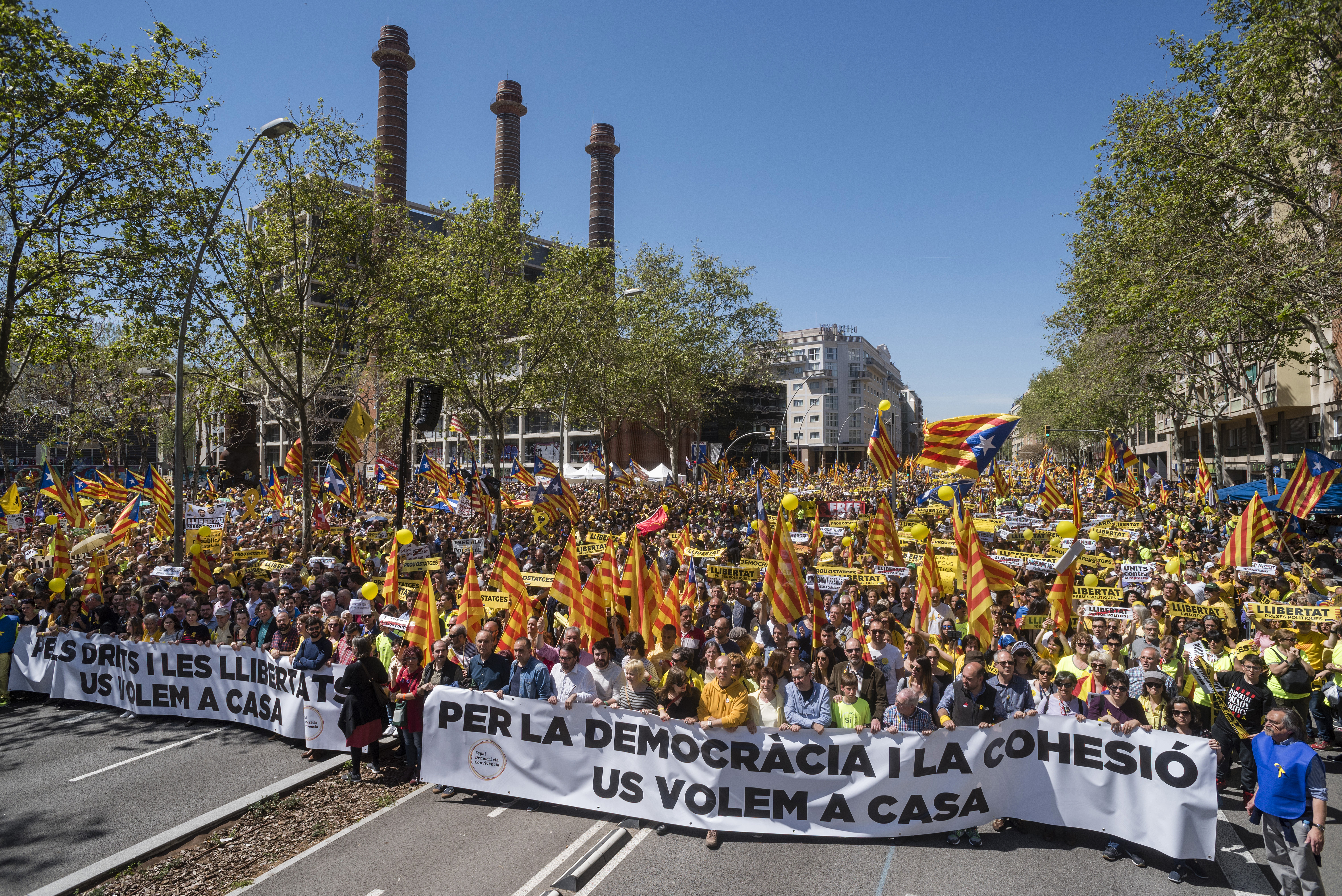
احتجاج أنصار الاستقلال الكتالوني في برشلونة في أبريل 2018

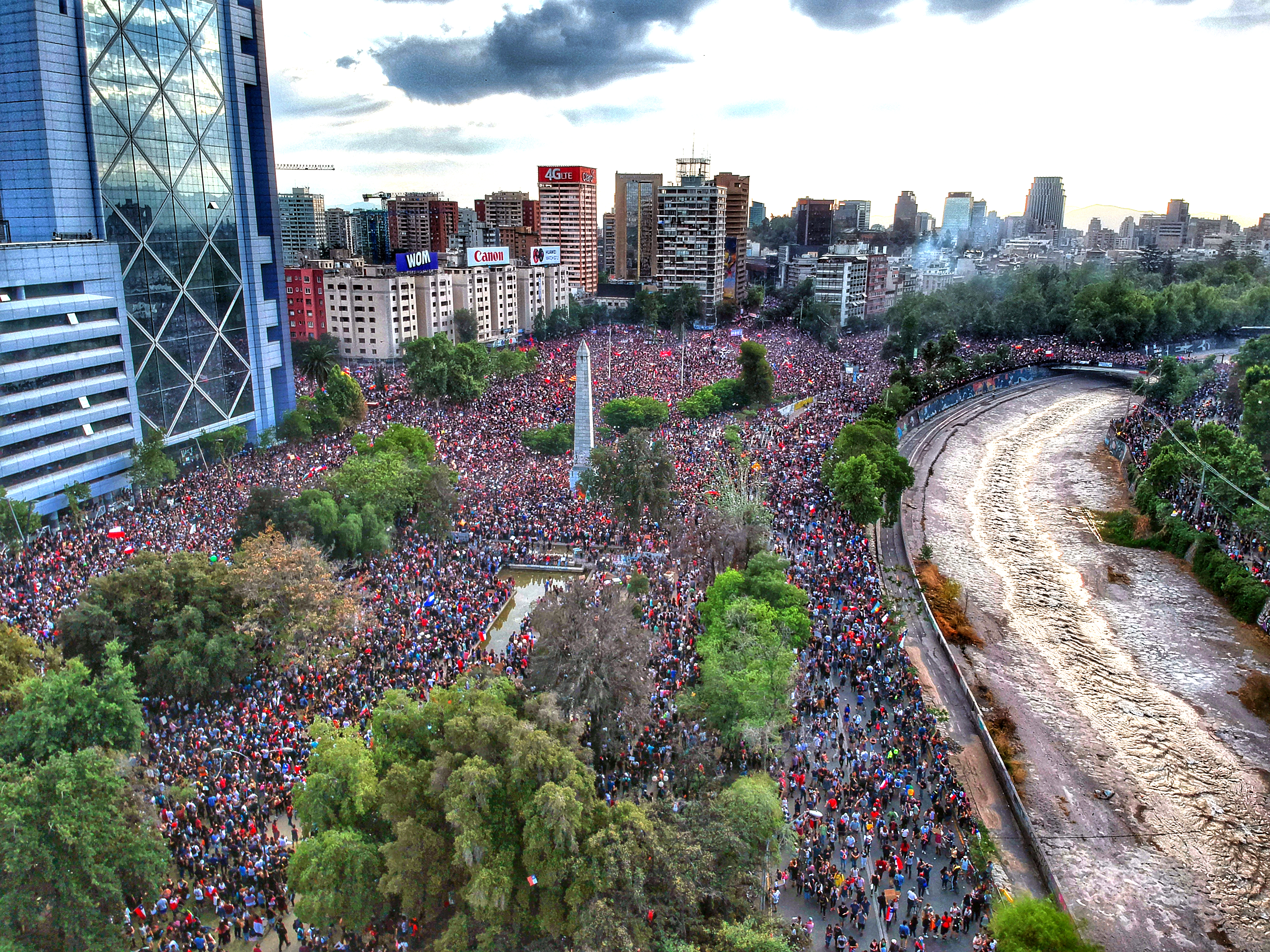
"مارشا ماس غراندي دي تشيلي" خلال الاحتجاجات التشيلية 2019-2020.

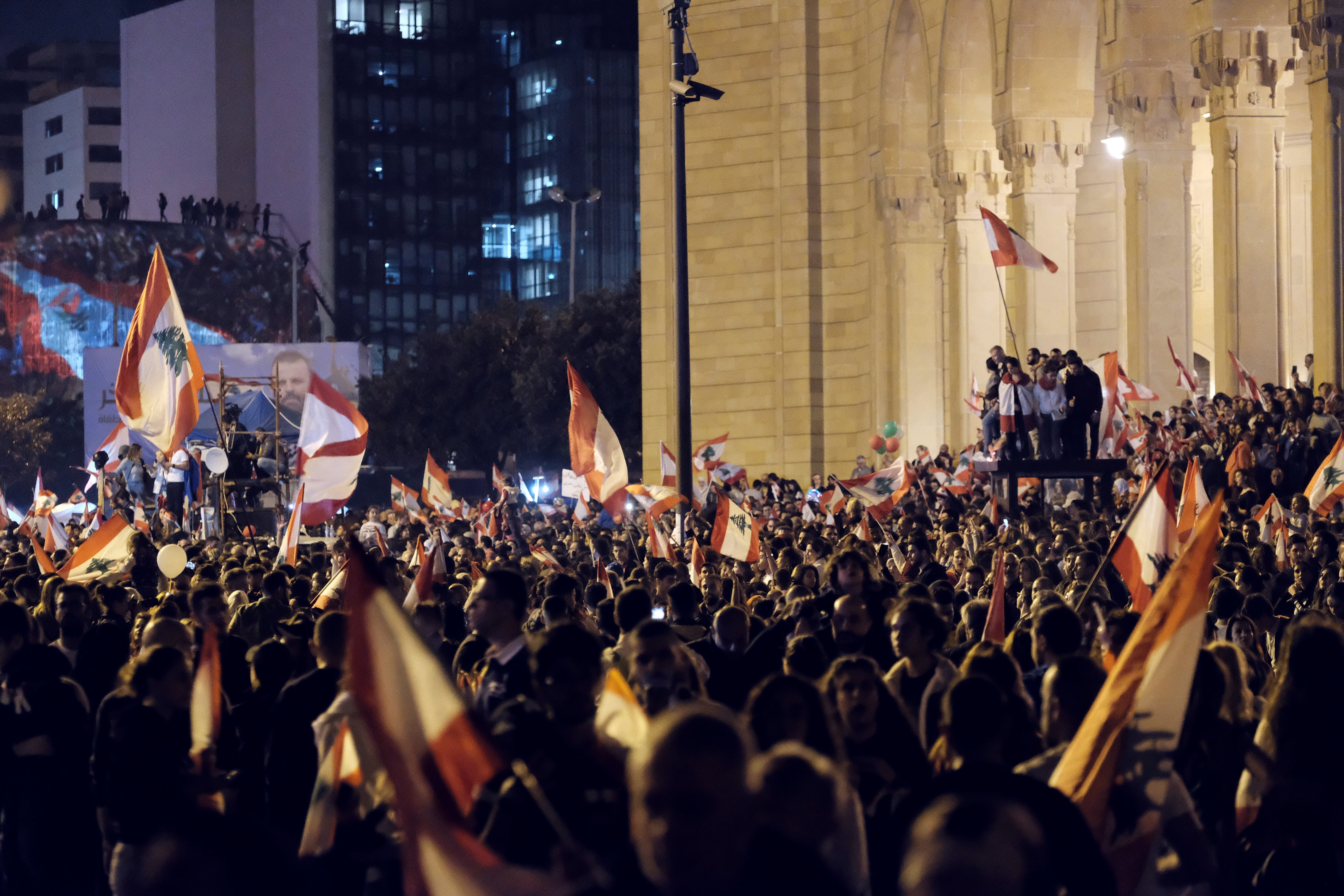
ثورة 17 تشرين الأول في لبنان.

- أعمال الشغب ديسمبر 2001 في الأرجنتين
- أعمال شغب كجرات عام 2002
- احتجاجات ضد حرب العراق
- صراع الغاز البوليفي
- الاضطرابات المدنية 2003 في جزر المالديف
- الثورة البرتقالية 2004-2005 في أوكرانيا
- الاضطرابات المدنية 2005 في فرنسا
- احتجاجات طلابية 2006 في تشيلي
- احتجاجات المعارضة اللبنانية 2006–2008
- ثورة الزعفران
- مظاهرات جورجيا 2007
- لاضطرابات التبتية 2008
- احتجاجات الأزمة المالية الآيسلندية 2009
- احتجاجات 2009 قمة لندن G20
- احتجاجات الانتخابات الإيرانية 2009–2010
- الاحتجاجات التايلندية 2010
- ثورة قيرغيزستان 2010
- احتجاجات 2010 قمة G20 تورونتو
- احتجاجات 2010 طلاب المملكة المتحدة
- الاحتجاجات اليونانية 2011
- الربيع العربي
- الثورة التونسية
- الثورة المصرية 2011
- احتجاجات ما بعد الثورة المصرية 2011
- تأثير الثورات العربية
- احتجاجات ماجلان 2011
- احتجاجات خوزستان 2011
- الحرب الأهلية الليبية 2011
- الحرب الأهلية السورية
- حركة مناهضة للتقشف في المملكة المتحدة
- الحركة المناهضة للتقشف في البرتغال
- الاحتجاجات الإسبانية 2011-2012
- شغب إنجلترا 2011
- احتجاجات الطلاب التشيليين 2011-2013
- احتجاجات الإسكان الإسرائيلية 2011
- احتجاجات عالمية 15 أكتوبر 2011
- احتجاجات «احتلوا» العالمية
- احتجاجات الروسية 2011-2013
- رالي بيرسيه 3.0
- يو صوي 132
- الاحتجاجات العراقية 2013
- احتجاجات منتزه غيزي بتركيا
- احتجاجات البرازيل 2013
- مظاهرات 30 يونيو 2013 في مصر
- احتجاجات تايلاند 2013-2014
- الميدان الأوروبي
- الاحتجاجات الاجتماعية الإيطالية 2013
- أعمال شغب الهند الصغيرة 2013
- الثورة الأوكرانية 2014
- الاضطرابات 2014 في البوسنة والهرسك
- الاحتجاجات الفنزويلية 2014
- احتجاجات باكستان المناهضة للحكومة 2014
- اضطرابات فيرجسون 2014
- احتجاجات هونغ كونغ 2014
- أعمال شغب بالتيمور 2015
- الاحتجاجات العربية 2018–الآن
- احتجاجات جنوب العراق 2018
- الاحتجاجات اللبنانية 2015
- احتجاجات ضد دونالد ترامب لأول مرة
- ليلة وقوف
- محاولة الانقلاب في تركيا 2016
- احتجاجات كوريا الجنوبية 2016-2017
- مظاهرات خط أنابيب داكوتا
- الاحتجاجات الرومانية 2017-2019
- احتجاجات بيلاروسيا 2017
- الاحتجاجات الروسية 2017-2018
- الإضراب العام البرازيلي 2017
- الأزمة الدستورية الإسبانية 2017-18
- احتجاجات شارلوتسفيل 2017
- احتجاجات هندوراس 2017-2018
- احتجاجات نيكاراغوا 2018-2020
- حركة السترات الصفراء
- الاحتجاجات الصربية 2018-2020
- الثورة السودانية
- احتجاجات تمرد الانقراض
- احتجاجات هايتي 2019-2018
- احتجاجات الجزائر 2019
- احتجاجات هونغ كونغ 2019-20
- محاولة الانقلاب في فنزويلا 2019
- احتجاجات بابوا 2019
- الاحتجاجات المصرية 2019
- الاحتجاجات العراقية 2019–20
- احتجاجات الإكوادور 2019
- احتجاجات كاتالونيا 2019
- الاحتجاجات التشيلية 2019-20
- ثورة 17 تشرين الأول
- الاحتجاجات البوليفية 2019
- الاحتجاجات الإيرانية 2019-20
- احتجاجات مالطية 2019-2020
- الاحتجاجات الكولومبية 2019
- احتجاجات قانون تعديل المواطنة الهندي
- احتجاجات تايلاند 2020
- الاضطرابات العنصرية في الولايات المتحدة في 2020
- احتجاجات ضد بنيامين نتنياهو
- الاحتجاجات البيلاروسية 2020
- احتجاجات بلغارية 2020
- احتجاجات كولومبيا 2020
- احتجاجات قانون إندونيسيا الجامع
- احتجاجات نيجيريا 2020
- احتجاجات بولندا أكتوبر 2020
- احتجاجات بيرو 2020
- احتجاجات غواتيمالا 2020
- احتجاجات المزارعين الهنود 2020

## الكوارث

### الكوارث الطبيعية

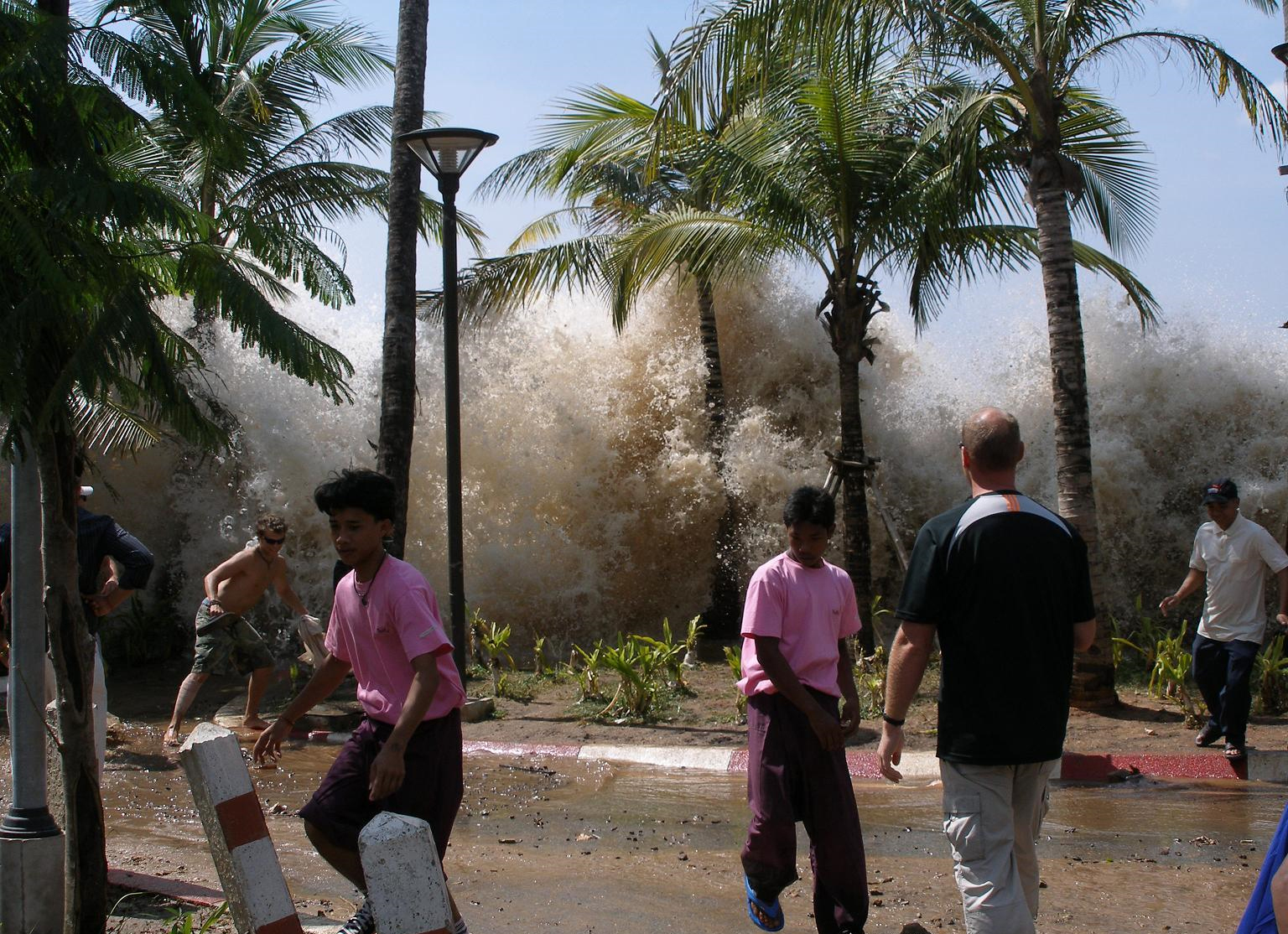
ضرب تسونامي آو نانغ في تايلاند في 26 ديسمبر 2004.

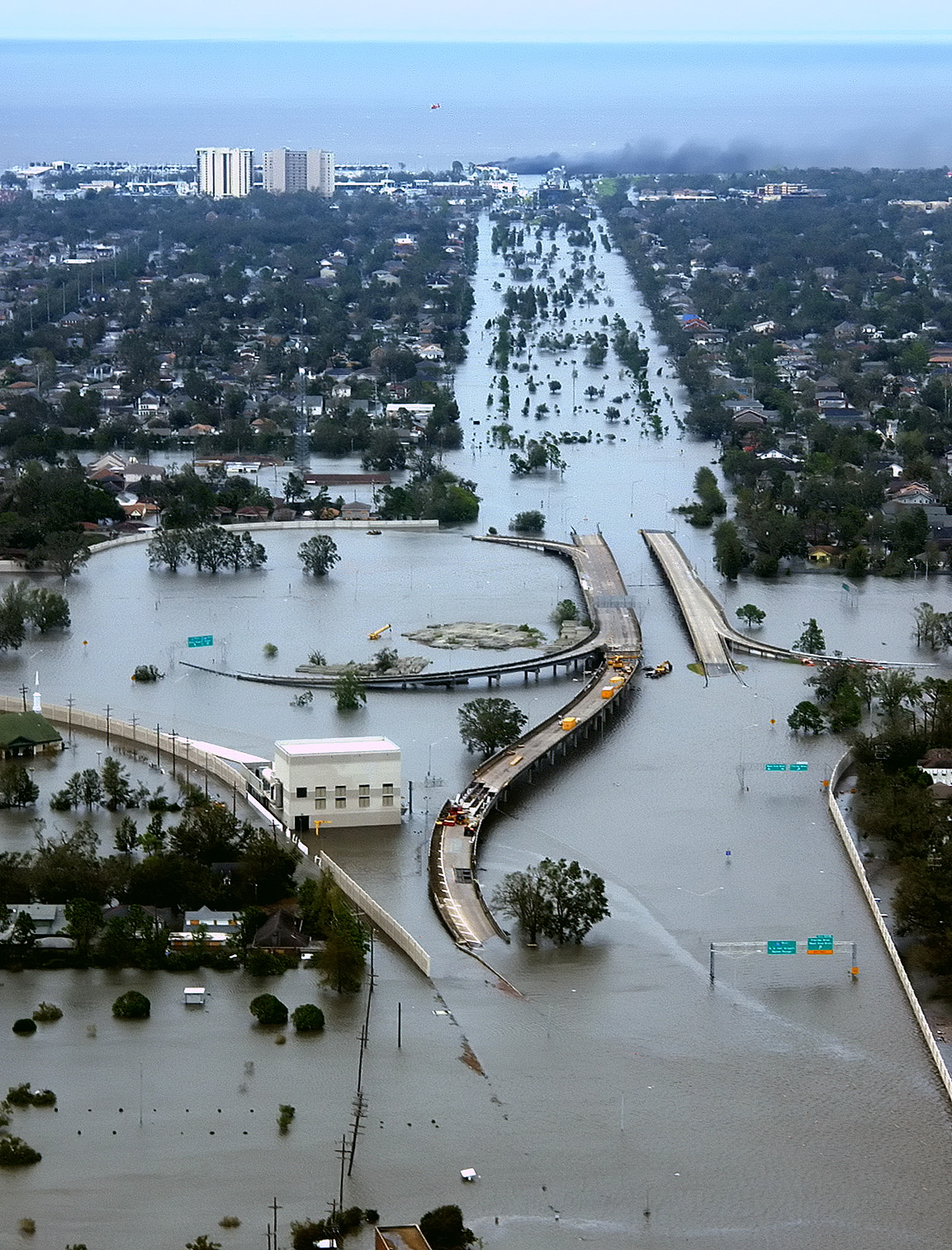
نيو أورلينز ، لويزيانا في أعقاب إعصار كاترينا في عام 2005.

#### عقد 2000
- 2001 زلزال غوجارات - قتل زلزال في ولاية غوجارات بالهند في 26 يناير 2001 ما يقرب من 20 ألف شخص.
- زلزال السلفادور في يناير 2001 - هز زلزال بقوة 7.9 درجات في السلفادور البلاد بأكملها في 13 يناير 2001، مما تسبب في انهيار أرضي مدمر ومقتل المئات وإصابة الآلاف وتشريد العديد. بعد شهر ، في 13 فبراير 2001، تعرضت البلاد لزلزال ثانٍ - 6.7
- موجة الحر الأوروبية عام 2003 - لقي ما يقرب من 30 ألف شخص مصرعهم في جميع أنحاء أوروبا في موجة حرارة صيفية طويلة.
- 2003 زلزال بام - تسبب زلزال في بام بإيران في 27 ديسمبر 2003 في مقتل أكثر من 26000 شخص.
- 2004 إعصار جين - قتل أكثر من 3000 شخص من قبل إعصار جين في هايتي في سبتمبر 2004.
- 2004 زلزال المحيط الهندي وتسونامي - في 26 ديسمبر 2004، أدى زلزال هائل تحت سطح البحر إلى تسونامي هائل ضرب جنوب شرق آسيا مما أسفر عن مقتل ما يقرب من 230,000.
- 2005 إعصار كاترينا - قتل الإعصار 1836 في جنوب شرق لويزيانا وميسيسيبي (معظمهم في نيو أورلينز) وجنوب فلوريدا. غمر جزء كبير من المدينة ، يقع معظمه تحت مستوى سطح البحر. بلغت الأضرار 81.5 مليار دولار أمريكي ، مما جعل إعصار كاترينا أغلى إعصار مداري تم تسجيله في الولايات المتحدة على الإطلاق
- زلزال كشمير 2005 - قتل زلزال كشمير في 8 أكتوبر 2005 ما لا يقل عن 74500 في الهند وباكستان
- 2008 إعصار نرجس - أدى إلى عاصفة كارثية من العواصف ، مما أدى إلى مقتل أكثر من 100000 وتشريد الملايين.
- زلزال سيتشوان 2008 - ضرب زلزال قوته 7.9 و 8 درجات على مقياس ريختر مدينة سيتشوان بالصين في 12 مايو 2008، مما أسفر عن مقتل 68712 شخصًا وفقد 17921.
- حرائق الغابات في السبت الأسود 2009 - كانت حرائق الغابات يوم السبت الأسود عبارة عن سلسلة من حرائق الغابات التي أشعلت أو كانت مشتعلة في جميع أنحاء ولاية فيكتوريا الأسترالية ، أستراليا يوم السبت 7 فبراير 2009 وما حوله. نشبت الحرائق خلال ظروف حرائق الغابات الشديدة وأدت إلى خسائر في الأرواح أعلى من أي وقت مضى في أستراليا بسبب حرائق الغابات؛ قتل 173 شخصًا وأصيب 414.
- زلزال لاكويلا 2009 - ضرب زلزال بقوة 6.3 درجة بالقرب من لاكويلا (إيطاليا) في 6 أبريل 2009، وهو أحد أسوأ الزلازل في التاريخ الإيطالي. أعلن عن وفاة 308 شخصًا وشرد أكثر من 65000.
- وباء الإنفلونزا عام 2009 - انتشر تفشٍ عالمي لنوع فرعي من فيروس الأنفلونزا أ H1N1 في جميع أنحاء العالم ليشكل وباءً بحلول يونيو 2009.

#### عقد 2010

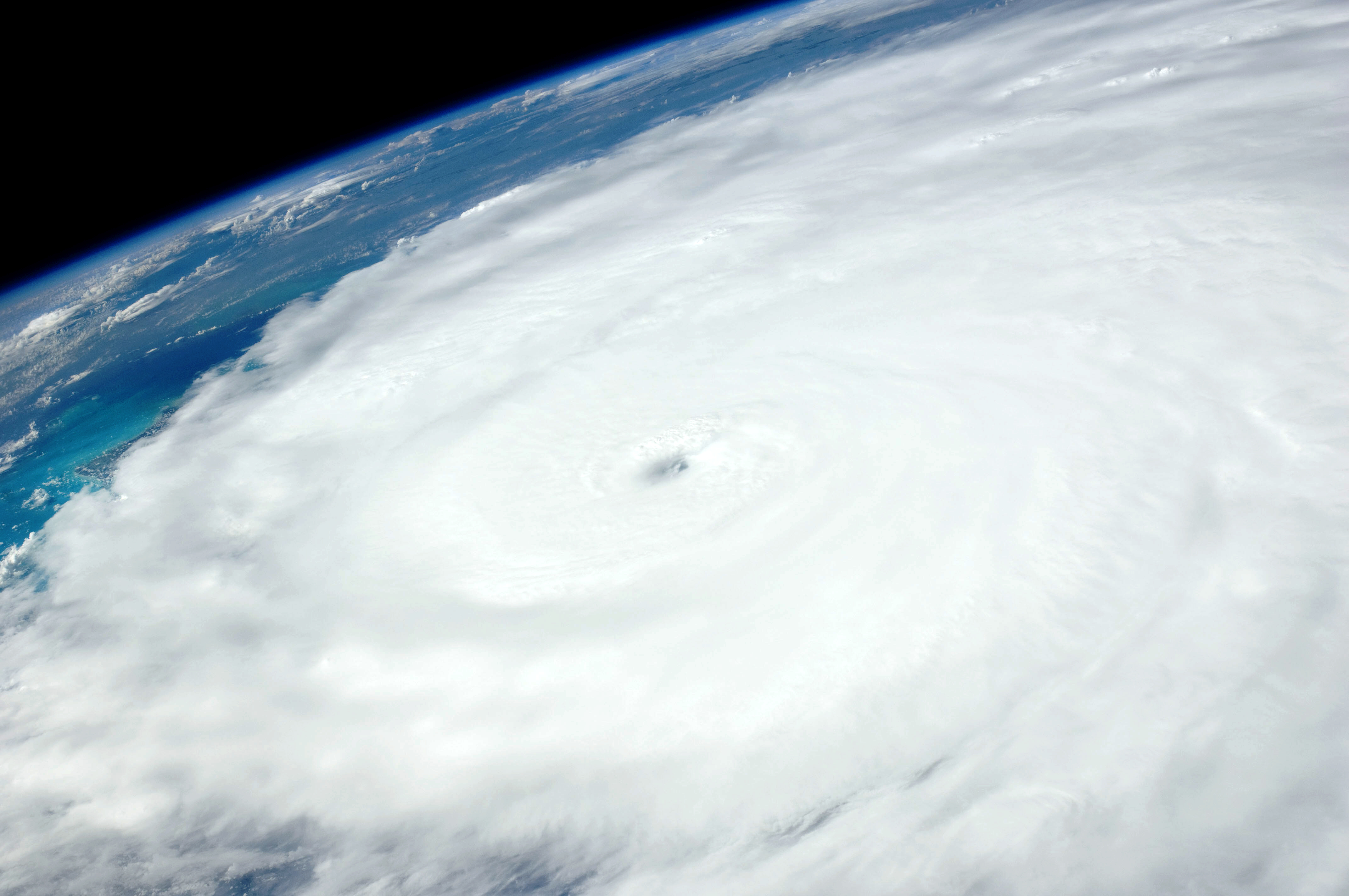
عين إعصار إيرين كما شوهد من محطة الفضاء الدولية في 24 أغسطس 2011

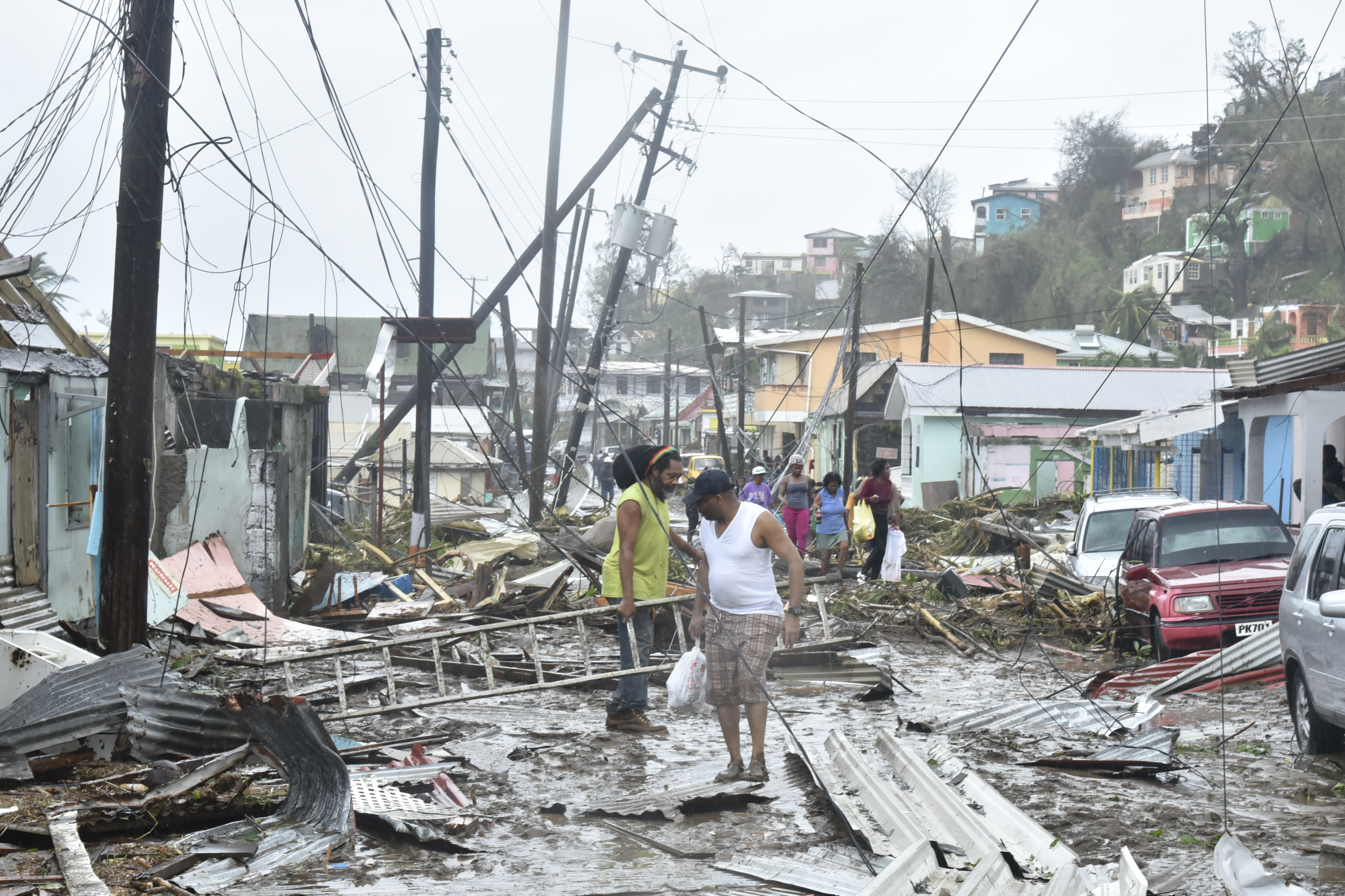
دمار إعصار ماريا في دومينيكا عام 2017.

- زلزال هايتي 2010 - قتل ما لا يقل عن 230 ألف شخص في هايتي بعد زلزال مدمر في 12 يناير 2010. أصبح ثلاثة ملايين شخص بلا مأوى.
- زلزال تشيلي 2010 - ضرب زلزال هائل بلغت قوته 8.8 درجة الساحل التشيلي المركزي في 27 فبراير 2010.
- زلزال يوشو 2010 - ضرب زلزال كبير بلغت قوته 6.9 درجة منطقة يوشو الصينية في تشينغهاي بالقرب من التبت في 14 أبريل 2010، مما أسفر عن مقتل أكثر من 2200 شخص.
- ثوران بركان Eyjafjallajökull في عام 2010 - تشكلت سحابة رماد ضخمة من ثوران بركان Eyjafjallajökull الأيسلندي في 14 أبريل 2010، مما أدى إلى تأريض الرحلات الجوية عبر شمال غرب أوروبا. بدأ العلماء تسجيل النشاط البركاني هناك في عام 2009 والذي زاد حتى مارس 2010 وبلغ ذروته في ثوران المرحلة الثانية في أبريل.
- فيضانات باكستان 2010 - بدأت في يوليو 2010 بعد هطول أمطار موسمية غزيرة قياسية. وكانت ولاية خيبر بختونخوا في باكستان هي الأكثر تضررا. قُتل ما لا يقل عن 1600 شخص ، وشرد الآلاف ، وتضرر أكثر من ثلاثة عشر مليون شخص.[51][52][53][54][55] وتشير تقديرات مسؤولي خدمة الإنقاذ إلى أن عدد القتلى قد يصل إلى 3000 ضحية.[56]
- فيضانات كوينزلاند 2011 - بدأت في ديسمبر 2010 بشكل أساسي في كوينزلاند . تسبب الفيضان في إجلاء آلاف الأشخاص. تضرر ما لا يقل عن 200000 شخص من جراء الفيضانات. استمر الفيضان طوال شهر يناير 2011 في ولاية كوينزلاند ، ويقدر الانخفاض في الناتج المحلي الإجمالي الأسترالي بحوالي 30 مليار دولار أسترالي.
- إعصار ياسي - الفئة 5 (مقياس أسترالي) يضرب إعصار كوينزلاند الشمالية مع رياح قوية تصل إلى 290 كم / ساعة (197 ميل / ساعة) ويدمر سكان شمال كوينزلاند.
- زلزال كرايستشيرش في فبراير 2011 - توفي 185 شخصًا في نيوزيلندا بعد زلزال بقوة 6.3 درجة ضرب كرايستشيرش في 22 فبراير 2011، مما جعله ثاني أكثر الكوارث الطبيعية فتكًا في نيوزيلندا بعد زلزال خليج هوك عام 1931.
- زلزال وتسونامي توهوكو 2011 - في 11 مارس 2011، وقع زلزال مدمر تحت البحر بقوة 9.0 على مقياس ريختر قبالة سواحل شرق اليابان، وهو الأعظم في تاريخ البلاد وتسبب في حدوث تسونامي هائل أودى بحياة 15894 ؛ كما تسببت في حوادث فوكوشيما 1 النووية . بلغت التكلفة الإجمالية للزلزال وتسونامي والحوادث النووية ما يصل إلى 235 مليار دولار أمريكي ، مما يجعلها أكثر الكوارث الطبيعية تكلفة على الإطلاق.
- تفشي الأعاصير الفائقة لعام 2011 - نظرًا لكونه أخطر تفشٍ للإعصار تم تسجيله على الإطلاق وأطلق عليه اسم Super Outbreak 2011 ، فقد أثر تفشي إعصار كارثي في 25-28 أبريل على جنوب الولايات المتحدة وقتل أكثر من 330 شخصًا ، معظمهم كانوا في أو من ولاية ألاباما . من المتوقع أن تكون الأضرار قريبة أو تزيد عن 10 مليارات دولار.
- 2011 إعصار جوبلين - في 22 مايو 2011، ضرب إعصار EF5 المدمر جوبلين بولاية ميسوري مما أدى إلى سقوط 159 ضحية ، مما جعله أعنف إعصار يضرب الولايات المتحدة منذ عام 1947.
- العاصفة الاستوائية واشي - المعروف محليا باسم Sendong، وتسبب في فيضانات كارثية في الفلبين جزيرة مينداناو في ليلة 16 ديسمبر 2011. كانت أصعب الضربات في كاجايان دي أورو وإليجان سيتي . لقي ما يقرب من 1000 شخص مصرعهم ، معظمهم كانوا نائمين ، وأعلن الرئيس بنينو أكينو الثالث حالة الكارثة بعد أربعة أيام.
- إعصار ساندي - من 24 إلى 30 أكتوبر 2012 - يقتل 185 شخصًا على الأقل في منطقة البحر الكاريبي وجزر الباهاما والولايات المتحدة وكندا . تسبب أضرار العواصف الكبيرة في حدوث اضطراب كبير في الساحل الشرقي للولايات المتحدة.[57][58][59]
- إعصار هايان 2013 - يقتل أكثر من 6000 شخص في وسط الفلبين . تعتبر واحدة من أقوى العواصف على الإطلاق ، فقد تسببت في أضرار كبيرة وخسائر في الأرواح في الفلبين ، وخاصة جزر ليتي وسمر . بدأ جهد إنساني عالمي في أعقاب الإعصار.
- فيضانات جنوب شرق أوروبا 2014 - قتلت 80 شخصًا على الأقل في البوسنة والهرسك وصربيا . تسببت مياه الفيضانات في حدوث أكثر من 2000 انهيار أرضي عبر منطقة البلقان ، مما أدى إلى انتشار الدمار في العديد من البلدات والقرى.
- زلزال نيبال في أبريل 2015 - أدى زلزال بقوة 7.8 درجة إلى مقتل ما يقرب من 9000 شخص وإصابة 22000 آخرين وتشريد ما يقرب من 3 ملايين شخص في وسط نيبال. كان الزلزال قويا لدرجة شعرت به الهند وباكستان وبنغلاديش.
- زلزال تايوان 2016 - أدى زلزال بقوة 6.4 درجة إلى مقتل 117 شخصًا وإصابة 550 آخرين وفقد 4 أشخاص. أسفر الزلزال عن اعتقال 3 من المديرين التنفيذيين لشركة Weiguan للمطورين بتهمة الإهمال المهني مما أدى إلى الوفاة.
- أغسطس 2016 وسط إيطاليا زلزال - A 6.2 درجة الزلزال عن مقتل 299 شخصا وإلحاق أضرار بالغة Amatrice ، Accumoli وأركواتا ديل ترونتو .

#### عقد 2020
- انتشر تفشي مرض فيروس كورونا الجديد، الذي تم تحديده لأول مرة في ووهان بمقاطعة هوبي بالصين، في جميع أنحاء العالم ، مما أدى إلى وباء .
- زلزال الحوز 2023 زلزال مدمر بقوة 6.8 درجات على سلم ريختر، ضرب المغرب في 8 سبتمبر 2023 على الساعة 23:11 بالتوقيت المحلي. راح ضحية الزلزال أكثر من 2900 قتيل و 5500 جريح، كما وخلف أضرار مادية كبيرة.

### كوارث من صنع الإنسان

وحدة الحفر البحرية Deepwater Horizon في خليج المكسيك تشتعل في عام 2010

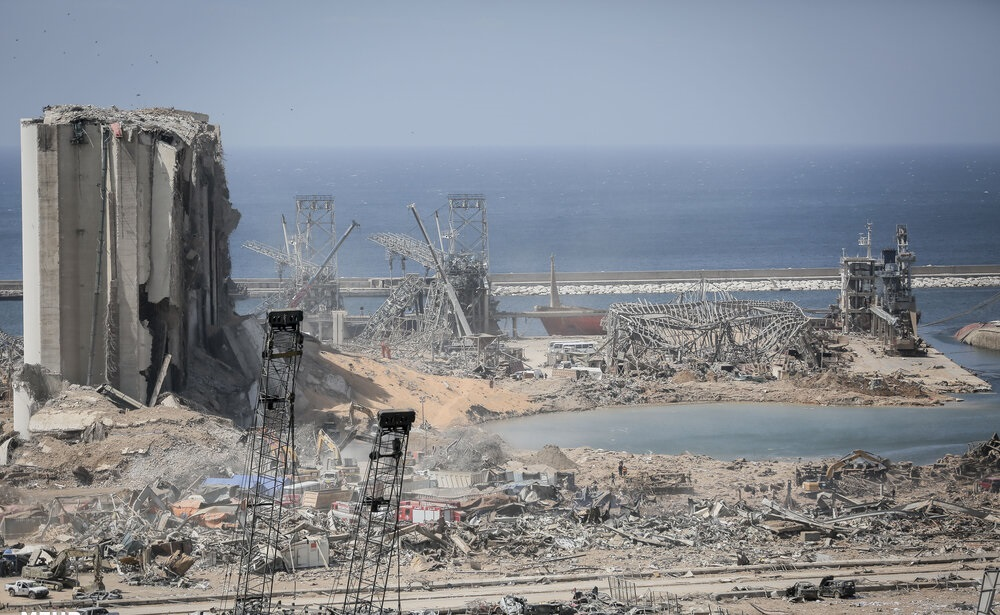
انفجار مرفأ بيروت 2020.

- في 27 يوليو 2002، تحطمت مقاتلة من طراز Sukhoi Su-27 في معرض جوي في أوكرانيا، مما أسفر عن مقتل 77 وإصابة أكثر من 100، مما يجعلها أسوأ كارثة عرض جوي في التاريخ.
- في الأول من فبراير 2003، في ختام مهمة STS-107 ، تفكك مكوك الفضاء كولومبيا أثناء إعادة دخوله فوق تكساس، مما أسفر عن مقتل جميع رواد الفضاء السبعة الذين كانوا على متنه.
- حرائق غابات السبت الأسود - وقعت أكثر حرائق الغابات فتكًا في التاريخ الأسترالي في جميع أنحاء ولاية فيكتوريا الأسترالية في 7 فبراير 2009 خلال ظروف مناخ حرائق الغابات القاسية ، مما أدى إلى مقتل 173 شخصًا وإصابة أكثر من 500 شخص وتشريد حوالي 7500 شخص. جاءت الحرائق بعد أن سجلت ملبورن أعلى درجة حرارة على الإطلاق (46.4 درجة مئوية) درجة مئوية ، 115 °F) من أي عاصمة في أستراليا. تم إشعال معظم الحرائق إما عن طريق خطوط الكهرباء المتساقطة أو المتضاربة أو إشعالها عمداً
- في 10 أبريل 2010، قُتل الرئيس البولندي ليخ كاتشينسكي وزوجته و 94 شخصًا آخر ، من بينهم عشرات المسؤولين الحكوميين ، في حادث تحطم طائرة .
- في 20 أبريل 2010، وقع انفجار في منصة الحفر البحرية ديب ووتر هورايزون ، التي تعمل في خليج المكسيك قبالة سواحل لويزيانا، مما أدى إلى مقتل 11 من أفراد الطاقم واندلاع حريق أدى إلى غرق الحفارة وتسبب في تسرب نفطي واسع النطاق [60] قد تصبح واحدة من أسوأ الكوارث البيئية في تاريخ الولايات المتحدة .[61] في 18 يونيو 2010 قال عالم المحيطات جون كيسلر إن النفط الخام المتدفق من البئر يحتوي على 40 في المائة من الميثان ، مقارنة بحوالي 5 في المائة الموجودة في رواسب النفط النموذجية. الميثان هو غاز طبيعي يمكن أن يخنق الحياة البحرية ويخلق «مناطق ميتة» حيث ينضب الأكسجين لدرجة لا يعيش فيها شيء. وقال كيسلر: «هذا هو أقوى انفجار للميثان في تاريخ البشرية الحديث».[62] في 20 يونيو ، أصدر الكونجرس وثيقة BP داخلية تكشف أن شركة بريتيش بتروليوم قدرت التدفق بما يصل إلى 100,000 برميل (4,200,000 غال-أمريكي؛ 16,000 م3) يوميًا في ظل الظروف التي كانت قائمة منذ انفجار 20 أبريل.[63][64]
- في 4 أغسطس 2020، انفجرت كمية كبيرة من نترات الأمونيوم مخزنة في ميناء مدينة بيروت، عاصمة لبنان ، مما تسبب في مقتل ما لا يقل عن 204 قتلى و 6500 إصابة و 15 مليار دولار في أضرار في الممتلكات، وخلف ما يقدر بنحو 300 ألف الناس بلا مأوى. تم تخزين شحنة تبلغ 2750 طناً من المادة (ما يعادل حوالي 1.1 كيلو طن من مادة تي إن تي) في مستودع دون تدابير سلامة مناسبة على مدى السنوات الست الماضية، بعد أن صادرتها السلطات اللبنانية من السفينة المهجورة إم في روسوس.

## الاقتصاد والصناعة
- تسببت الأزمة المالية في أواخر العقد الأول من القرن الحادي والعشرين في حدوث ركود كبير استمر حتى أوائل عام 2010.
- في أوائل عام 2010 تسببت أزمة الديون السيادية الأوروبية في تأثيرات كبيرة على السياسة الأوروبية وساهمت في تحولات القوة وإدخال سياسات التقشف في بلدان مختلفة.
- تشكل البلدان النامية 97٪ من النمو العالمي ، ويؤدي التصنيع إلى الارتفاع السريع لاقتصادات دول بريك ، مما ينتج عنه قدر أقل من الهيمنة الأمريكية الرائدة في الاقتصاد العالمي.
- وCOVID 19 الوبائي الناجم عالميا الركود، مما اضطر العديد من الحكومات والقطاعات الاقتصادية إلى الاستثمار بكثافة وإعادة هيكلة، وخاصة من خلال تقديم نطاق واسع من بعد .
- تمت إعادة الهيكلة الاقتصادية في العديد من الاقتصادات بسبب تغير المناخ العالمي.

## رياضات
كرة القدم هي الرياضة الأكثر شعبية في جميع أنحاء العالم مع كون كأس العالم لكرة القدم أكثر حدث لكرة القدم مشاهدة. رياضات أخرى مثل الرجبي والكريكيت والبيسبول وكرة السلة وهوكي الجليد والتنس والجولف تحظى بشعبية على مستوى العالم. في لعبة الكريكيت، أدى ظهور تنسيق Twenty20 وإنشاء الدوري الهندي الممتاز إلى تغييرات في طبيعة الرياضة. فاز السباح الأمريكي مايكل فيلبس بسجل أوليمبي محققًا 8 ميداليات ذهبية في دورة الألعاب الأولمبية الصيفية لعام 2008 .

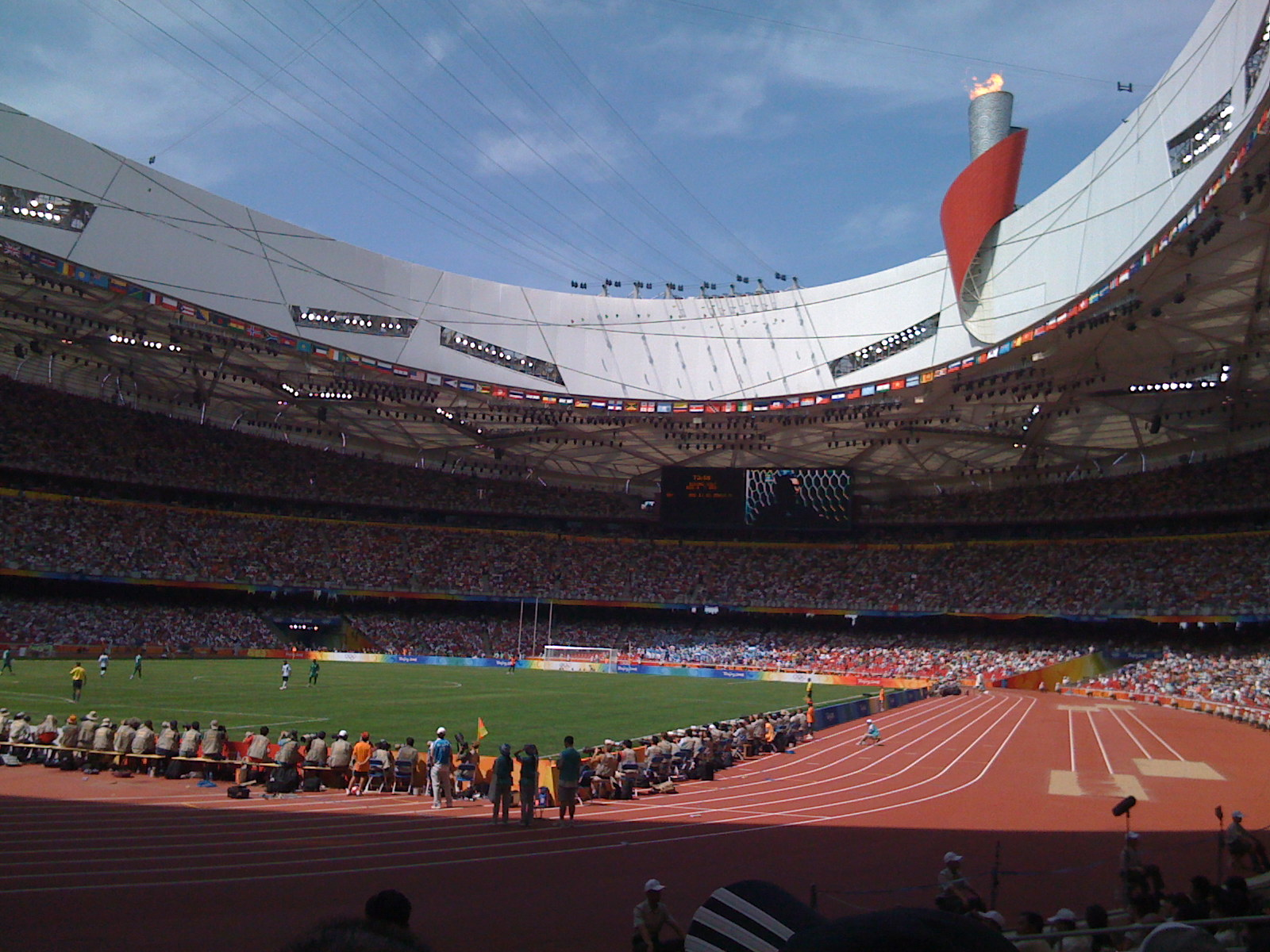
ملعب عش الطائر في بكين خلال دورة الألعاب الأولمبية الصيفية لعام 2008.

### كرة القدم
- فازت البرازيل بكأس العالم 2002 - البلد المضيف كوريا الجنوبية واليابان
- فازت إيطاليا بكأس العالم 2006 FIFA - المضيفة ألمانيا
- فازت أسبانيا بكأس العالم 2010 FIFA - الدولة المضيفة جنوب أفريقيا
- في 2014 كأس العالم - استضافة البرازيل - فازت فيها ألمانيا
- في 2018 كأس العالم - استضافة روسيا - فازت فيها فرنسا
- في 2022 كأس العالم - استضافة قطر - فازت فيها الأرجنتين

### الجولف
- فازت أوروبا بكأس رايدر 2002 15 ونصف مقابل 12 ونصف للولايات المتحدة.
- فازت أوروبا بكأس رايدر لعام 2004 بـ 18 ونصف مقابل 9 للولايات المتحدة الأمريكية.
- فازت أوروبا بكأس رايدر لعام 2006 مرة أخرى 18 ونصف مقابل 9 للولايات المتحدة الأمريكية ونصف.
- فاز كأس رايدر لعام 2008 بـ USA 16 ونصف مقابل 11 ونصف في أوروبا.
- فازت أوروبا بكأس رايدر 2010 14 ونصف مقابل 13 ونصف للولايات المتحدة الأمريكية.
- فازت أوروبا بكأس رايدر لعام 2012 14 ونصف مقابل 13 للولايات المتحدة الأمريكية.
- فازت أوروبا بكأس رايدر 2014 بـ16 ونصف مقابل 11 ونصف للولايات المتحدة
- وفازت الولايات المتحدة الأمريكية 17 بكأس رايدر 2016 مقابل 11 في أوروبا.
- 2016 - وفاة أرنولد بالمر

### رياضة السيارات

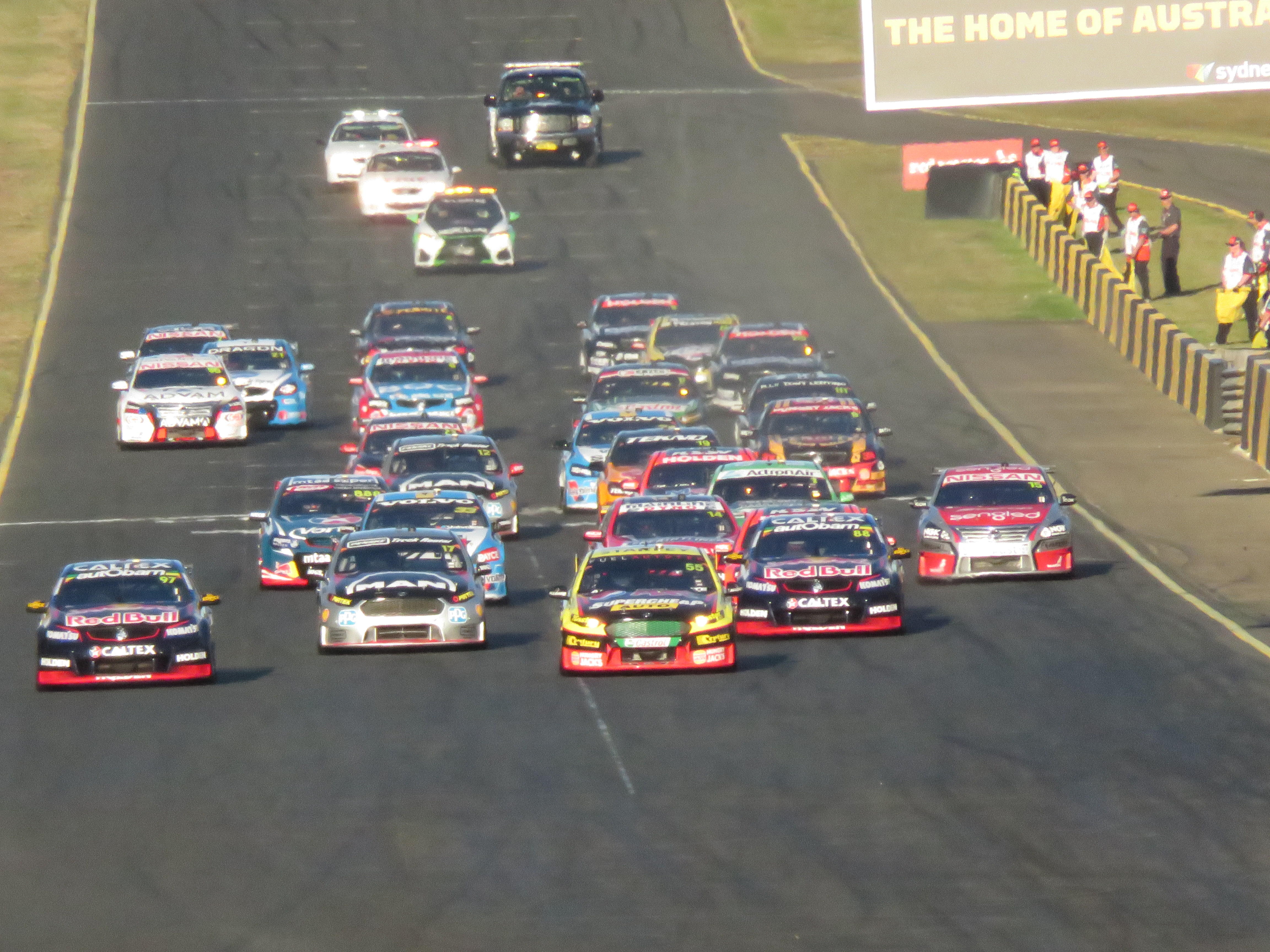
انطلاق السباق خلال بطولة السوبر 2016 في أستراليا

- توفي ديل إيرنهاردت بعد تحطم اللفة الأخيرة خلال دايتونا 500 في فبراير 2001.
- حطم مايكل شوماخر العديد من الأرقام القياسية في السنوات القليلة الأولى من القرن ، بما في ذلك الرقم القياسي لمعظم السباقات التي فاز بها (91)، ومعظم بطولات العالم (7)، ومعظم المراكز الأولى (68) بحلول الوقت الذي تقاعد فيه في عام 2006. في عام 2010، أعلن عودته إلى الفورمولا 1 بعد ثلاث سنوات من الخروج من الرياضة ، واعتزل مرة أخرى في عام 2012.
- حطم سيباستيان فيتيل العديد من الأرقام القياسية وهو في طريقه ليصبح أصغر بطل عالمي في الفورمولا 1، في عام 2010 عن عمر يناهز 23 عامًا ، ثم أصغر بطل عالمي على الإطلاق ، في عام 2011 عندما كان يبلغ من العمر 24 عامًا.
- أصبح سيباستيان لوب أنجح سائق رالي على الإطلاق ، حيث فاز ببطولة العالم للراليات 9 مرات متتالية بين 2004-2012. كما أنه سجل أرقامًا قياسية جديدة لأكبر عدد من الانتصارات ، وتشطيبات منصة التتويج وسجل عدد النقاط.
- فاز كيسي ستونر بلقبه العالمي الثاني للدراجات النارية (2007 و 2011)، وأعلن اعتزاله الرياضة عن عمر يناهز 27 عامًا ، مشيرًا إلى خلافه مع اتجاه الرياضة والرغبة في قضاء المزيد من الوقت مع عائلته. أصبح تقاعده ساريًا في نهاية موسم 2012 للدراجات النارية. فاز Stoner بكل سباق يحمل علامة MotoGP مرة واحدة على الأقل.
- أصبح Craig Lowndes أول سائق يصل إلى 100 فوز في بطولة V8 Supercars .
- حطم لويس هاميلتون الرقم القياسي لمعظم المناصب المهنية في الفورمولا 1 في عام 2019، والرقم القياسي لمعظم الانتصارات المهنية في عام 2020.

### اتحاد الركبي
- 2003 كأس العالم للرجبي - أستراليا المضيفة - فازت بها إنجلترا
- فازت جنوب أفريقيا بكأس العالم للرجبي 2007 - الدولة المضيفة فرنسا
- كأس العالم للرجبي 2011 - نيوزيلندا المضيفة - فازت بها نيوزيلندا
- كأس العالم للرجبي 2015 - إنجلترا المضيفة - فازت بها نيوزيلندا
- كأس العالم للرجبي 2019 - اليابان المضيفة - فازت بها جنوب إفريقيا

### تنس (رجال)
- فاز روجر فيدرر بـ 20 لقبًا في البطولات الأربع الكبرى (6 ألقاب أسترالية ، 1 بطولة فرنسية ، 8 ويمبلدون ، 5 ألقاب أمريكية) متجاوزًا الرقم القياسي لبيت سامبراس البالغ 14 لقبًا.
- أكمل كل من روجر فيدرر ورافائيل نادال ونوفاك ديوكوفيتش بطولات جراند سلام ، حيث فازوا ببطولات الفردي في بطولة أستراليا المفتوحة، بطولة فرنسا المفتوحة، ويمبلدون والولايات المتحدة المفتوحة . كما فاز نادال بالميدالية الذهبية الأولمبية الفردية في أولمبياد بكين الصيفية لعام 2008 لإكمال البطولات الأربع الذهبية.
- في بطولة ويمبلدون 2010، أكمل جون إيسنر ونيكولاس ماهوت أطول مباراة تنس على الإطلاق . فاز إيسنر 6-4، 3-6، 6-7 (7)، 7-6 (3)، 70-68.
- في عام 2019، أصبح رافائيل نادال أول لاعب يفوز ببطولة واحدة من بطولة جراند سلام (بطولة فرنسا المفتوحة) 12 مرة.

### تنس (سيدات)
- فازت سيرينا ويليامز بـ 23 لقبًا في البطولات الأربع الكبرى (7 ألقاب أسترالية و 3 بطولات فرنسية و 7 بطولة ويمبلدون و 6 ألقاب أمريكية) في القرن الحادي والعشرين ، لتضيف إلى لقبها في بطولة الولايات المتحدة المفتوحة عام 1999.
- أصبحت ماريا شارابوفا أول لاعبة روسية تصل إلى المركز الأول في 22 أغسطس 2005. تقاعدت أيضًا في عام 2020.
- فازت الصينية Li Na ببطولة فرنسا المفتوحة 2011 ، لتصبح أول لاعبة ، ذكرا كان أم أنثى ، من ذلك البلد تفوز ببطولة كبرى.
- فازت البيلاروسية فيكتوريا أزارينكا ببطولة أستراليا المفتوحة لعام 2012 ، لتصبح أول لاعب ، ذكرًا كان أم أنثى ، من ذلك البلد يفوز ببطولة جراند سلام ، ويحمل أيضًا التصنيف رقم 1 (خلف كارولين وزنياكي).

## الفنون والترفيه

### موسيقى

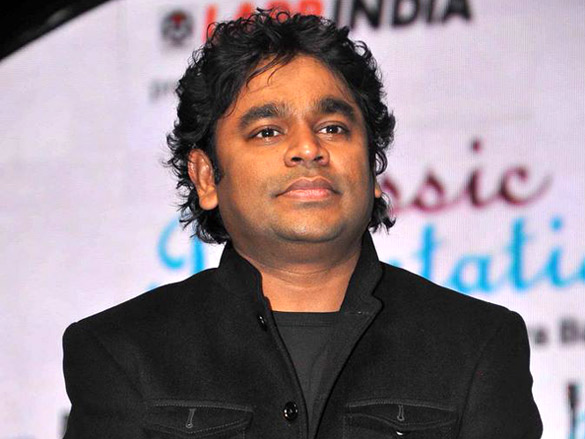
رحمن ، الملحن الهندي ، أصبح أول من شبه القارة الهندية يفوز مرتين بجائزة الأوسكار عن نتيجته الأصلية والموسيقى التصويرية في عام 2009.

في بداية القرن، كان القرص المضغوط هو الشكل القياسي لوسائط الموسيقى ، لكن الأشكال البديلة لوسائط الموسيقى بدأت في الظهور مثل تنزيل الموسيقى والبث عبر الإنترنت . بدأت عودة طفيفة في تسجيلات الفينيل تحدث في 2010.
الموسيقى الكلاسيكية في القرن الواحد والعشرين هي الموسيقى الفنية التي أُنتجت في إطار الموسيقى المعاصرة بدءًا من العام 2000. استُبقيت بعض العناصر من القرن الماضي، من بينها ما بعد الحداثوية، والبوليستيلية (تعدد الأساليب) والاختيارية، التي كانت تسعى إلى دمج عناصر من كل الأساليب الموسيقية بصرف النظر عما إذا كانت «كلاسيكية» أم لا، تُجسد هذه الجهود تمايزًا فاترًا بين عديد الأنواع الموسيقية. ترافقت معها مؤثرات بارزة مثل الروك، والبوب، والجاز والأنماط الراقصة. أحد الممارسات البارزة الأخرى في القرن الواحد والعشرين هي خلط الموسيقى الكلاسيكية والوسائط المتعددة، ويعد الإنترنت والتقنيات المرتبطة به مصادر مهمة في هذا الصدد. المواقف تجاه الملحنات الإناث في طور التغير أيضًا.

## القضايا والشواغل
- الاحتباس الحراري . توصل علماء المناخ إلى إجماع على أن الأرض تشهد احترارًا عالميًا كبيرًا من صنع الإنسان (من صنع الإنسان).[65] من الصعب التنبؤ بالتكاليف الاقتصادية والبيئية الناتجة. يجادل بعض العلماء بأن الاحترار العالمي الذي يسببه الإنسان يخاطر بخسائر كبيرة في التنوع البيولوجي وخدمات النظام البيئي ما لم يتم إدخال تغييرات اجتماعية سياسية كبيرة ، لا سيما في أنماط الاستهلاك الجماعي والنقل.[66]

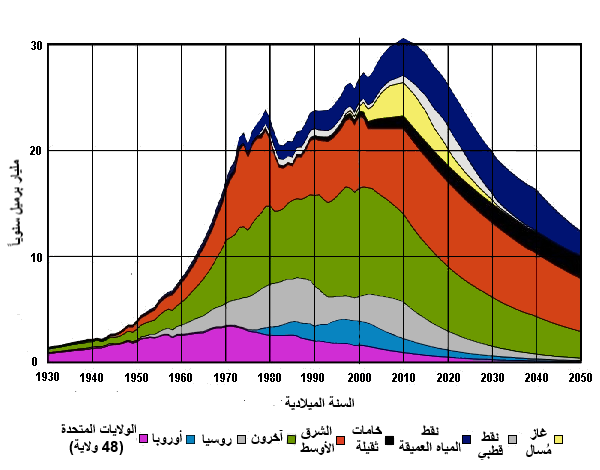
توقعات ذروة النفط العالمية. تعتمد جميع القطاعات الاقتصادية تقريبًا على البترول.

- العولمة . التقدم في الاتصالات السلكية واللاسلكية والنقل، توسع الرأسمالية والديمقراطية  منذ أواخر الثمانينيات ، وأسفرت اتفاقيات التجارة الحرة عن تكامل اقتصادي وثقافي عالمي غير مسبوق. يعتقد معظم الاقتصاديين أن التجارة الحرة تؤدي إلى النمو الاقتصادي وتفيد معظم الناس ، بما في ذلك الشركات الصغيرة.[67] لكن في السنوات الأخيرة ، كان هناك رد فعل عنيف ضد العولمة وعودة إلى المواقف الحمائية بين بعض القادة والدول ، وعلى الأخص رئيس الولايات المتحدة دونالد ترامب وقرار المملكة المتحدة بالانسحاب من الاتحاد الأوروبي .

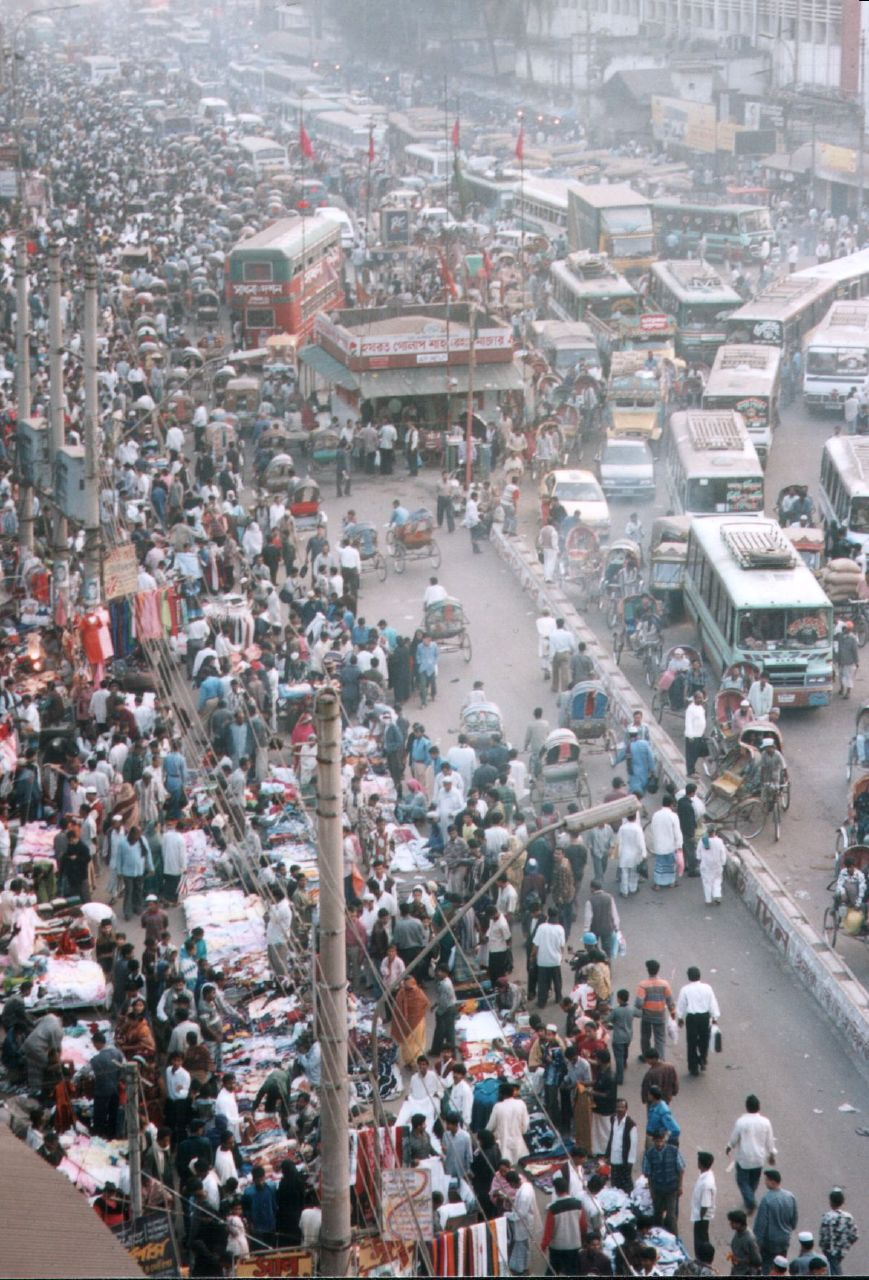
دكا ، بنجلاديش عام 2006. من المتوقع أن يحدث ما يقرب من 97 ٪ من النمو السكاني في المستقبل في البلدان النامية.

- السكان . سوف تتغير التركيبة السكانية للعالم بشكل كبير في هذا القرن ، حيث سينخفض عدد سكان أوروبا وشرق آسيا بشكل كبير ويزداد عدد سكان إفريقيا وبدرجة أقل في جنوب آسيا بشكل كبير. تقدر الأمم المتحدة أن عدد سكان العالم سيصل إلى 9.8 مليار بحلول عام 2050.[68] سيحدث معظم هذا النمو في البلدان الأفقر في العالم ، مما قد يؤدي إلى إبطاء الحد من الفقر العالمي ، وقد يؤدي اقترانه بآثار الاحتباس الحراري إلى هجرات كبيرة.
  - الزيادة السكانية . والأمم المتحدة تقدر أن عدد سكان العالم سيصل إلى 9.2 مليار بحلول منتصف القرن. يثير هذا النمو تساؤلات حول الاستدامة البيئية ويخلق العديد من الاضطرابات الاقتصادية والسياسية . واستجابة لذلك ، تبنت العديد من البلدان سياسات إما تجبر مواطنيها أو تشجعهم على إنجاب عدد أقل من الأطفال ، بينما لدى دول أخرى هجرة محدودة. يوجد جدل كبير حول ما قد تكون عليه القدرة الاستيعابية النهائية للكوكب ؛ ما إذا كانت سياسات احتواء النمو السكاني ضرورية أم لا ؛ إلى أي درجة يمكن أن يحدث النمو بأمان بفضل زيادة الكفاءة الاقتصادية والبيئية ؛ وكيف يجب أن تستوعب آليات التوزيع التحولات الديموغرافية. ستشهد العديد من البلدان المتقدمة (أبرزها اليابان) انخفاضًا في عدد السكان ، ويرتبط الجدل السكاني ارتباطًا وثيقًا بالمناقشات حول توزيع الثروة .
- الفقر . لا يزال الفقر هو السبب الجذري للعديد من العلل الأخرى في العالم ، بما في ذلك المجاعة والمرض وعدم كفاية التعليم . يحتوي الفقر على العديد من العناصر التي تعزز نفسها بنفسها (على سبيل المثال ، يمكن للفقر أن يجعل التعليم ترفًا لا يمكن تحمله ، والذي يميل إلى أن يؤدي إلى استمرار الفقر) والذي تأمل مجموعات المساعدة المختلفة في تصحيحه في هذا القرن. لقد تم إحراز تقدم هائل في الحد من الفقر ، خاصة في الصين والهند ولكن بشكل متزايد في إفريقيا أيضًا. كما بدأ الإقراض بالائتمان الصغير يكتسب شهرة كأداة مفيدة لمكافحة الفقر.
- مرض . يقتل كل من الإيدز والسل والملاريا أكثر من مليون شخص سنويًا. يظل فيروس نقص المناعة البشرية بدون علاج أو لقاح ، وبينما تتراجع الحالات الجديدة ، فإنه يظل مشكلة رئيسية ، خاصة بالنسبة للنساء.[69] تعتبر مقاومة المضادات الحيوية مصدر قلق متزايد للكائنات الحية مثل السل . أمراض أخرى ، مثل السارس وفيروس كوفيد -19 والإيبولا وفيروس زيكا وتنوعات الأنفلونزا، هي أيضًا أسباب تدعو للقلق. حذرت منظمة الصحة العالمية من احتمال ظهور وباء انفلونزا ناتج عن طفرات انفلونزا الطيور . في عام 2009، انتشر أنفلونزا الخنازير التي لا يزال بلدها الأصلي غير معروف.

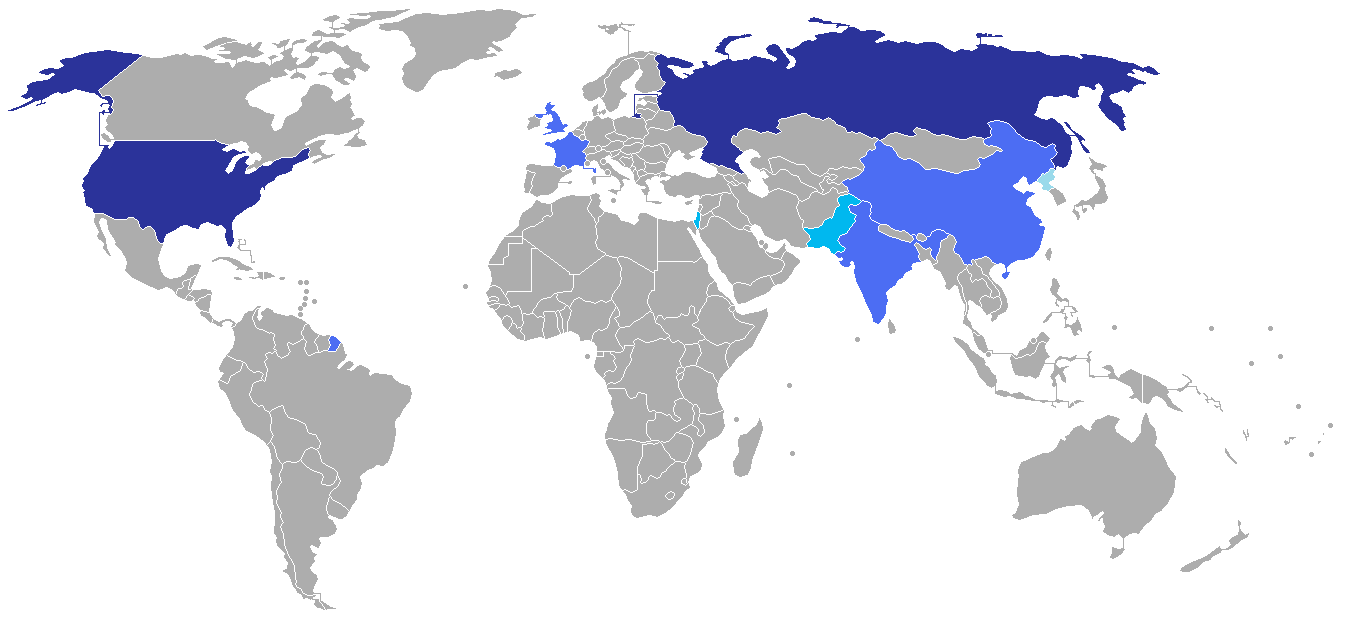
في أوائل عام 2019 ، كان أكثر من 90٪ من 13،865 سلاحًا نوويًا في العالم مملوكة لروسيا والولايات المتحدة.

- الحرب والإرهاب . على الرغم من تراجع الحرب والإرهاب حتى الآن في أوائل القرن الحادي والعشرين ، [71] استمرت الصراعات النشطة في جميع أنحاء العالم ، مثل الحرب الأهلية السورية والحرب الأهلية اليمنية والحرب في أفغانستان . أدت هجمات الحادي عشر من سبتمبر الإرهابية إلى غزو أفغانستان والعراق بشكل جزئي ومثير للجدل. شهدت الحرب على الإرهاب جدلًا حول الحريات المدنية، واتهامات بالتعذيب، واستمرار الهجمات الإرهابية ، وعدم الاستقرار المستمر ، والعنف ، والاحتلال العسكري. استمرار العنف في الصراع العربي الإسرائيلي . لا يزال هناك قلق كبير بشأن الانتشار النووي، وخاصة في إيران وكوريا الشمالية، وتوافر أسلحة الدمار الشامل للجماعات المارقة.
  - الحرب على المخدرات . على نحو متزايد ، تظهر المعركة القانونية والاجتماعية والعسكرية التي تقودها الحكومات ضد عصابات المخدرات في جميع أنحاء العالم نتائج قليلة في إنهاء تجارة المخدرات واستهلاكها ، وزيادة مستمرة في الأرواح التي تُزهق من هذا الصراع. والجدير بالذكر أنه بعد عام 2006 في حرب المخدرات المكسيكية، فقد أكثر من 100,000 شخص في هذا الصراع. سنت بعض الولايات القضائية درجة معينة من التقنين أو عدم تجريم بعض أنواع المخدرات ، ولا سيما بما في ذلك العديد من الولايات الأمريكية التي تقنن الماريجوانا إما للاستخدام الترفيهي أو الطبي.
- الملكية الفكرية . أثار تزايد شعبية التنسيقات الرقمية لوسائل الترفيه مثل الأفلام والموسيقى ، وسهولة نسخها وتوزيعها عبر الإنترنت وشبكات الند للند، مخاوف في صناعة الإعلام بشأن انتهاك حقوق النشر . يدور الكثير من الجدل حول الحدود الصحيحة بين حماية حقوق النشر والعلامات التجارية وحقوق براءات الاختراع مقابل الاستخدام العادل والملك العام، حيث يجادل البعض بأن هذه القوانين قد تحولت بشكل كبير نحو مالكي الملكية الفكرية وبعيدًا عن مصالح الجمهور العام في السنوات الأخيرة ، بينما يقول آخرون إن مثل هذا التغيير القانوني ضروري للتعامل مع التهديد المتصور للتكنولوجيات الجديدة ضد حقوق المؤلفين والفنانين (أو ، كما قال آخرون ، ضد النماذج التجارية القديمة لصناعة الترفيه الحالية). اسم المجال «السطو الإلكتروني» والوصول إلى الأدوية الحاصلة على براءة اختراع والأدوية الجنيسة لمكافحة الأوبئة في بلدان العالم الثالث هي مخاوف أخرى تتعلق بالملكية الفكرية.
- تستمر التطورات التكنولوجية في تغيير المجتمع. تواصل تكنولوجيا الاتصالات والتحكم زيادة ذكاء الأفراد ، ومجموعات البشر ، والآلات. تنبأ البعض ، ولا سيما راي كورزويل، بأنه بحلول منتصف القرن سيكون هناك تفرد تكنولوجي إذا تم إنشاء الذكاء الاصطناعي الذي يتفوق على البشر. بالإضافة إلى ذلك ، أعرب بعض الاقتصاديين عن مخاوفهم بشأن البطالة التكنولوجية .

- لا تزال الحقوق المدنية ، بما في ذلك حقوق المرأة وحقوق المثليين والمثليات ومزدوجي الميل الجنسي ومغايري الهوية الجنسية والمساواة العرقية وحقوق المعاقين والمتنوعين من الأعصاب، عملاً قيد التقدم. لا تستطيع النساء إدراك حقوقهن أو حرمانهن منها تمامًا في العديد من البلدان ، بما في ذلك الهند والصين [72] والمملكة العربية السعودية، ولا يزال العنف الجنسي ضد المرأة يمثل مشكلة هائلة في كل مكان في العالم. أدى الإجهاض الانتقائي بسبب جنس الجنين إلى خفض عدد النساء المولودين في جميع أنحاء العالم منذ عام 1990، ويرجع ذلك في الغالب إلى تفضيل الأبناء في الصين والهند وباكستان وفيتنام وكوريا الجنوبية وبعض البلدان الأخرى الأصغر. أصبحت المواقف تجاه المثلية الجنسية أكثر تسامحًا في العديد من البلدان. تم تقنين الزواج من نفس الجنس في العديد من الولايات القضائية خلال العقدين الأولين من القرن ، ولكن تم حظره بموجب تعديل دستوري في أماكن أخرى. وفي الوقت نفسه ، تحركت بعض الدول مثل أوغندا وروسيا لتشديد قوانينها ضد أي نوع من السلوك أو التعبير المثلي . أثارت المعارك السياسية حول التشريعات المؤيدة أو المناهضة للمثليين الكثير من النشاط في الشوارع وعلى الإنترنت. تظل مجموعات الكراهية مشكلة خطيرة ، والأقليات العرقية لها مكانة أقل في العديد من البلدان ، بما في ذلك الولايات المتحدة. أصبحت الظروف العصبية مثل مرض التوحد أكثر فهماً ومعترف بها ببطء.

## الأحداث الفلكية
- 2004: عبور كوكب الزهرة .
- 23 ديسمبر 2007: اقتران كبير، وهو اقتران مجري يحدث كل 26000 سنة.
- 2009: اقتران ثلاثي كوكب المشتري - نبتون .
- كسوف الشمس في 22 يوليو 2009 ، بإجمالي 6 دقائق و 38.8 ثانية ، ساروس 136.
- كسوف الشمس في 15 يناير 2010 ، الحلقة 11 دقيقة 08 ث ، ساروس 141. الأطول في القرن وأيضًا في الألفية بأكملها.
- 2012: عبور كوكب الزهرة .
- 11 نوفمبر 2019: عبور عطارد .
- 21 ديسمبر 2020: حدوث اقتران عظيم بين كوكبي المشتري وزحل، وهو الأقرب منذ عام 1623 ميلاديًا.

## روابط خارجية
- رويترز - حالة العالم قصة القرن الحادي والعشرين
- Long Bets Foundation لتعزيز التفكير طويل المدى
- مؤسسة ثقافية طويلة الأمد الآن
- مجلة Scientific American (عدد سبتمبر 2005) ذروة الإنسانية
- MapReport خريطة العالم لحدث القرن الحادي والعشرين